# Conus (coquillage)
Pour les articles homonymes, voir Conus.
Cônes
Genre
Conus est un genre de mollusques gastéropodes marins prosobranches de la famille des Conidae, rassemblant plus de 1 000 espèces de « coquillages », parmi lesquelles de nombreuses espèces fossiles. La plupart de ces espèces sont venimeuses et les plus grosses sont dangereuses pour l'humain.

## Description

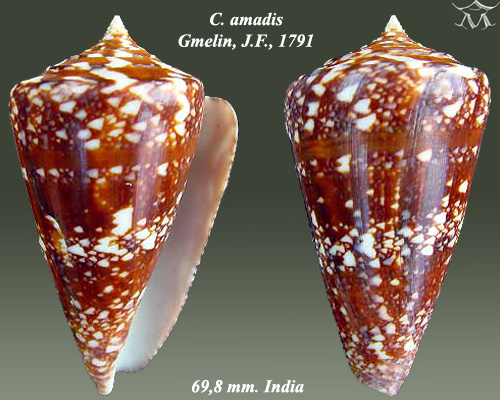
Conus amadis.

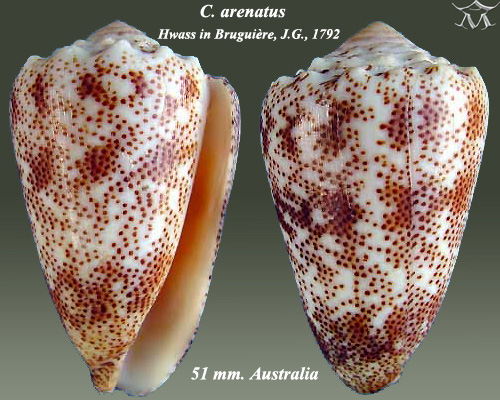
Cône ponctué (Conus arenatus).

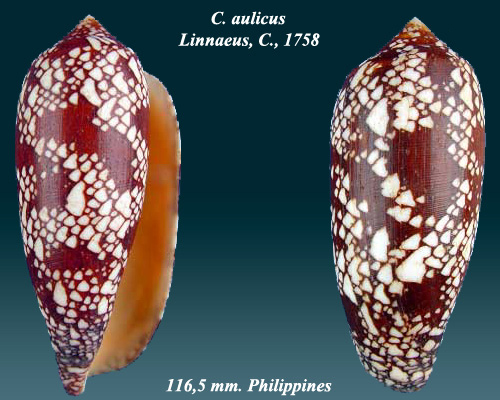
Cône princier (Conus aulicus).

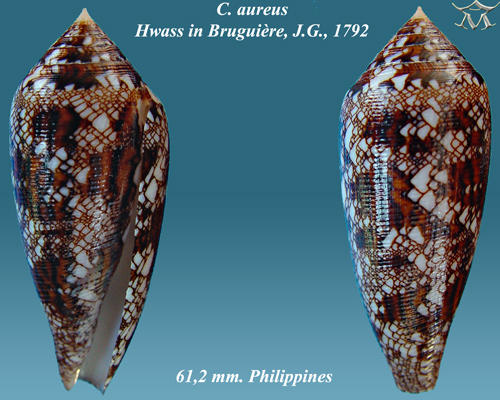
Cône doré (Conus aureus).

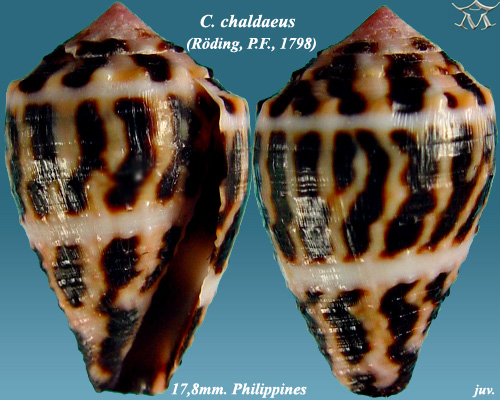
Cône astrologue (Conus chaldaeus).

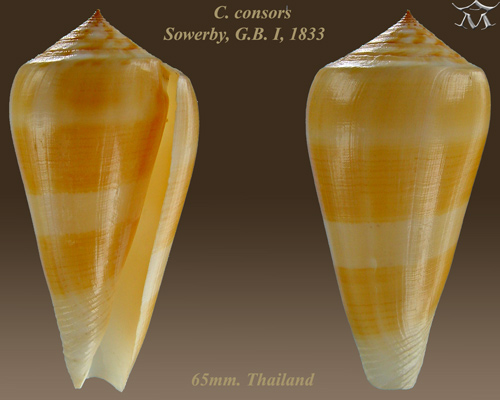
Conus consors.

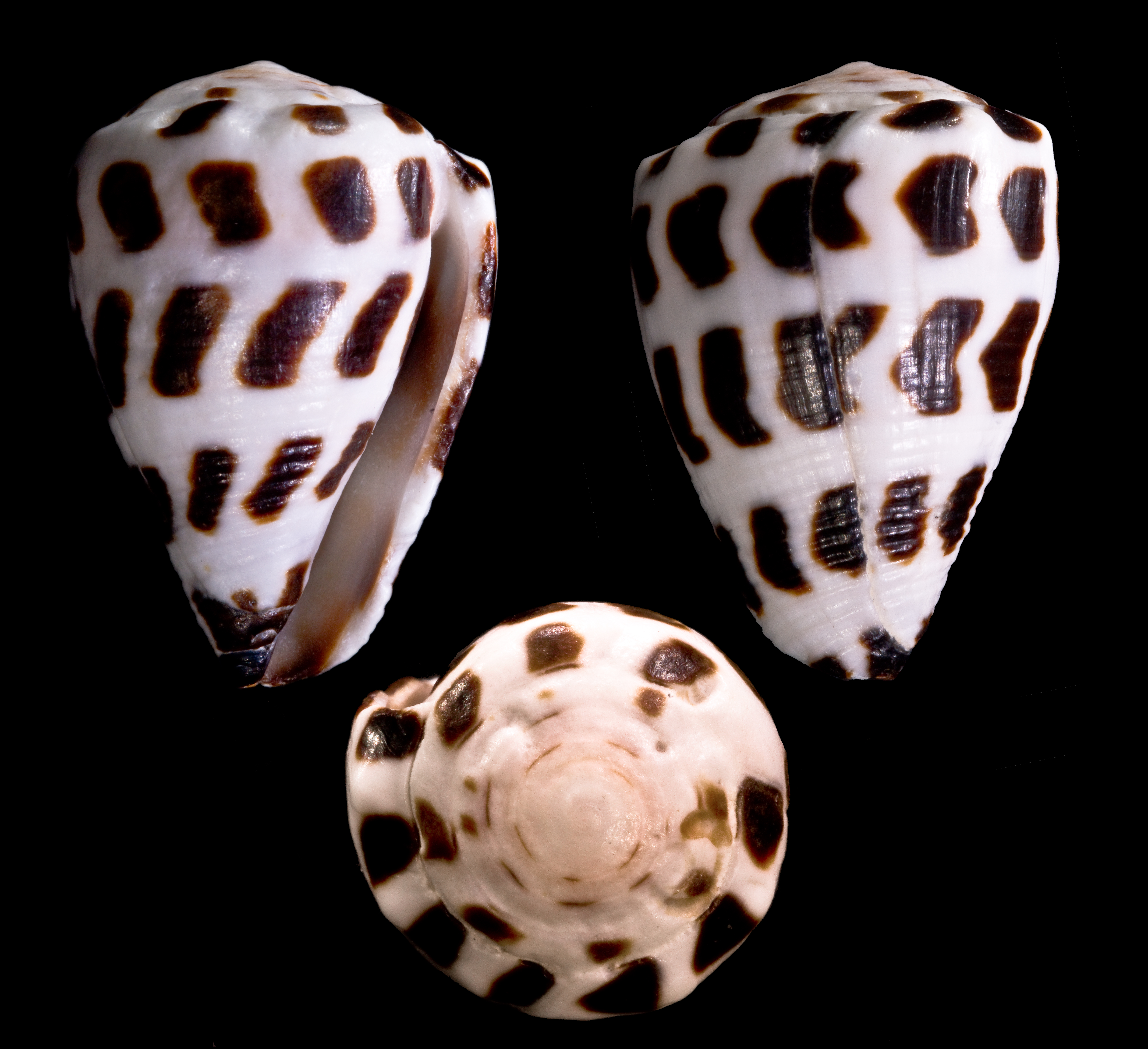
Cône hébreu (Conus ebraeus).

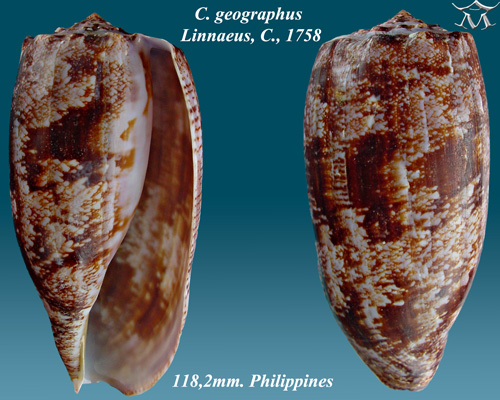
Cône géographe (Conus geographus).

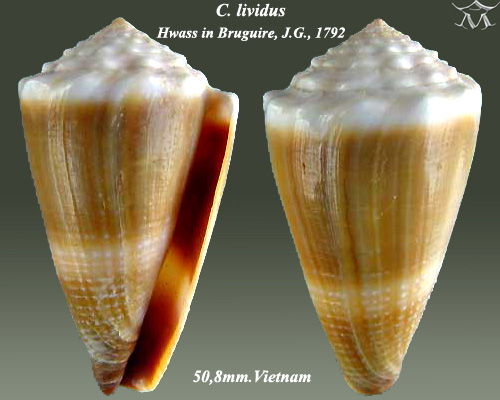
Cône livide (Conus lividus).

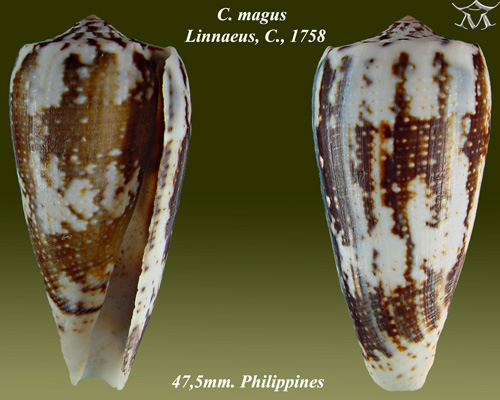
Conus magus.

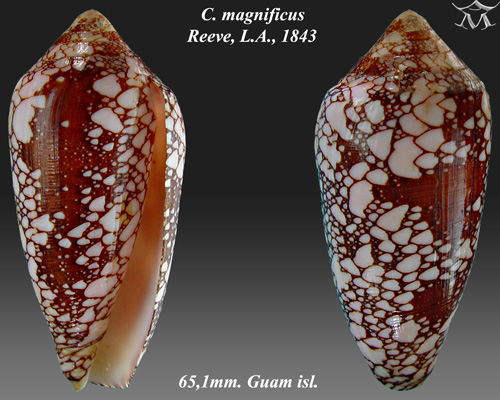
Cône magnifique (Conus magnificus).

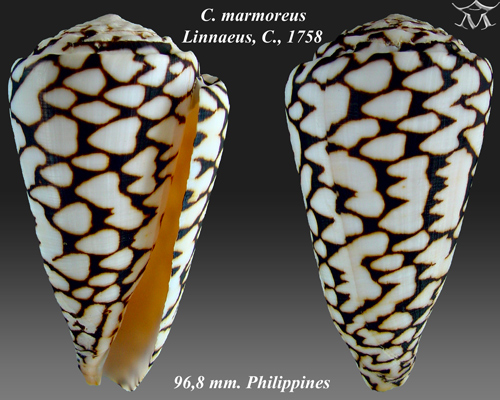
Cône marbré (Conus marmoreus).

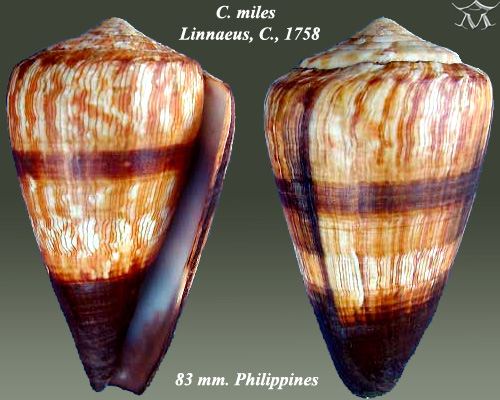
Cône soldat (Conus miles).

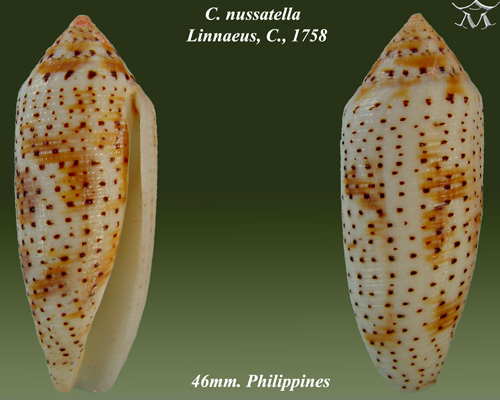
Cône nussatelle (Conus nussatella).

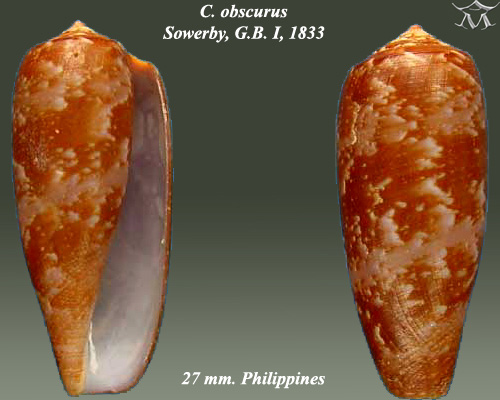
Cône obscur (Conus obscurus).

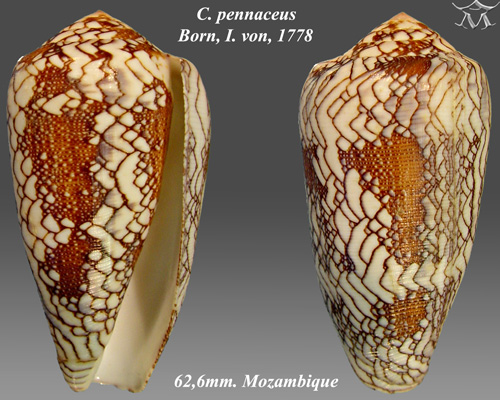
Conus pennaceus.

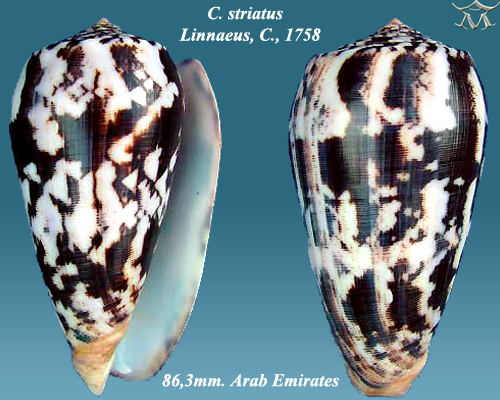
Cône strié (Conus striatus).

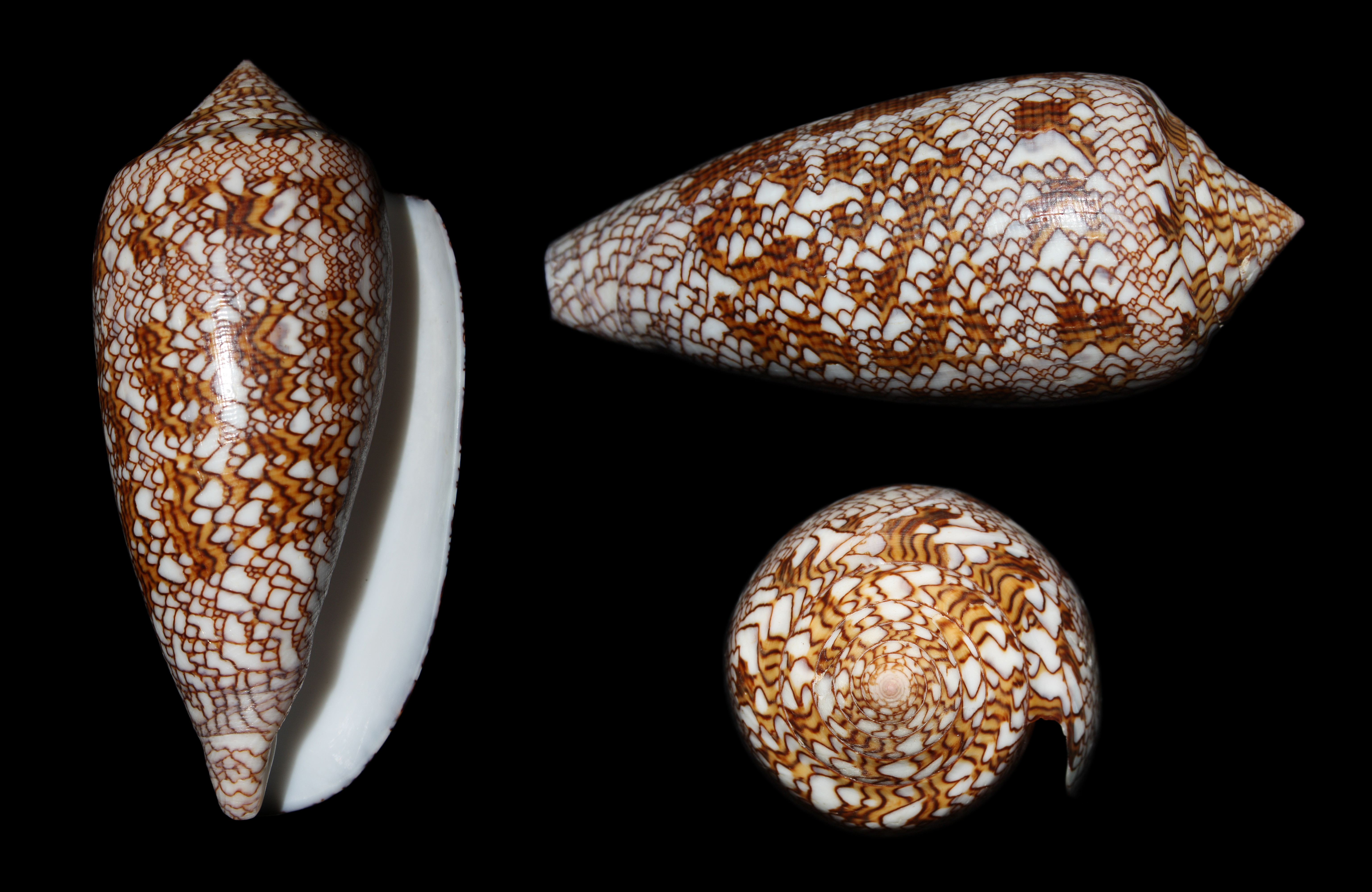
Cône textile (Conus textile).

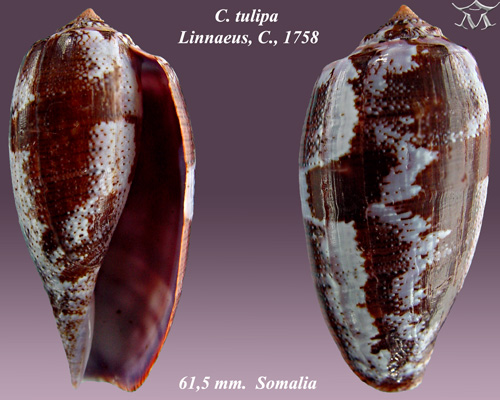
Cône tulipe (Conus tulipa).

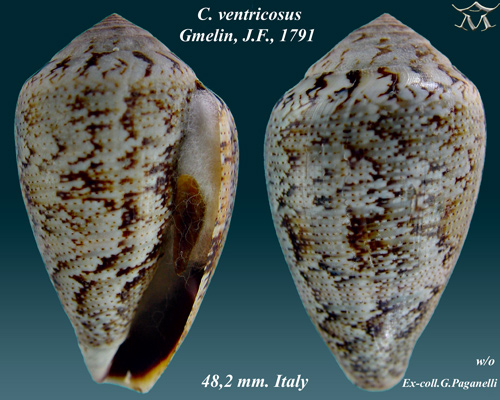
Cône de Méditerranée (Conus ventricosus).

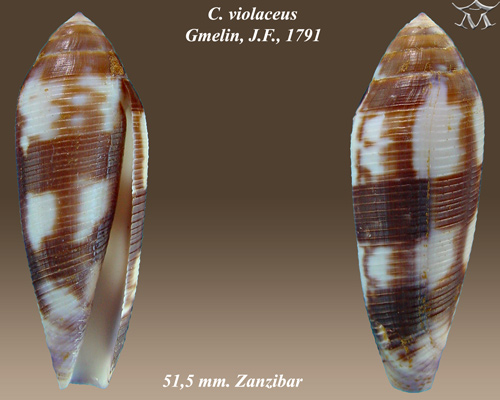
Cône violacé (Conus violaceus).

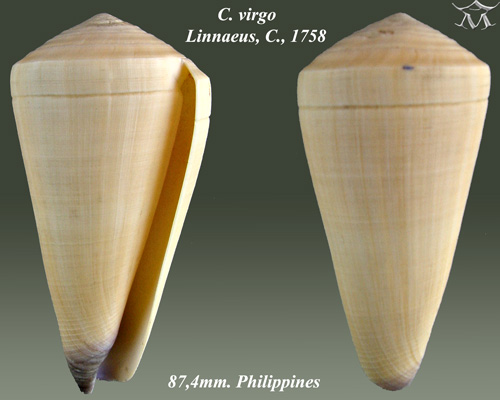
Cône vierge (Conus virgo).

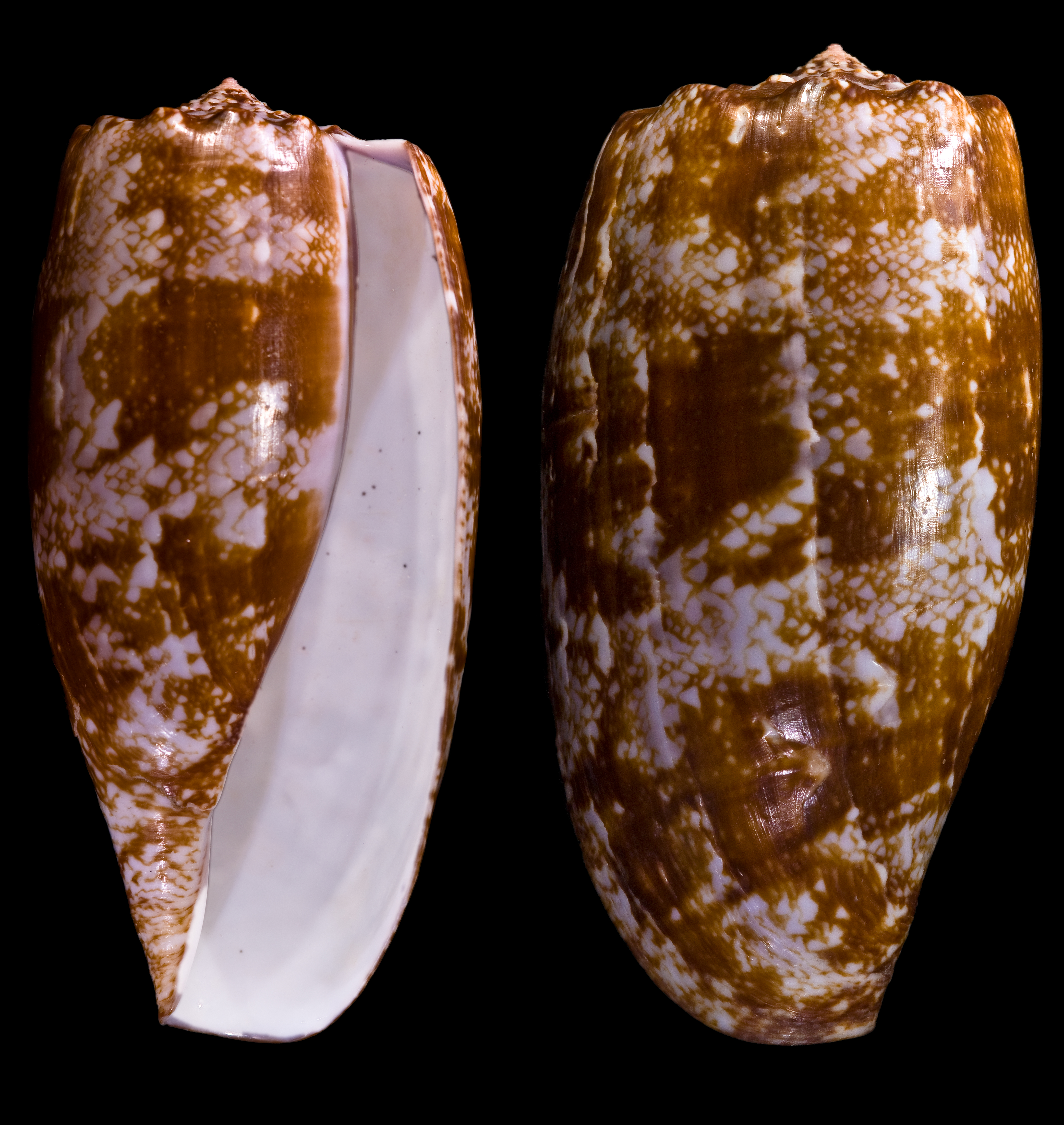
Cône géographe (Conus geographus), une espèce mortelle.

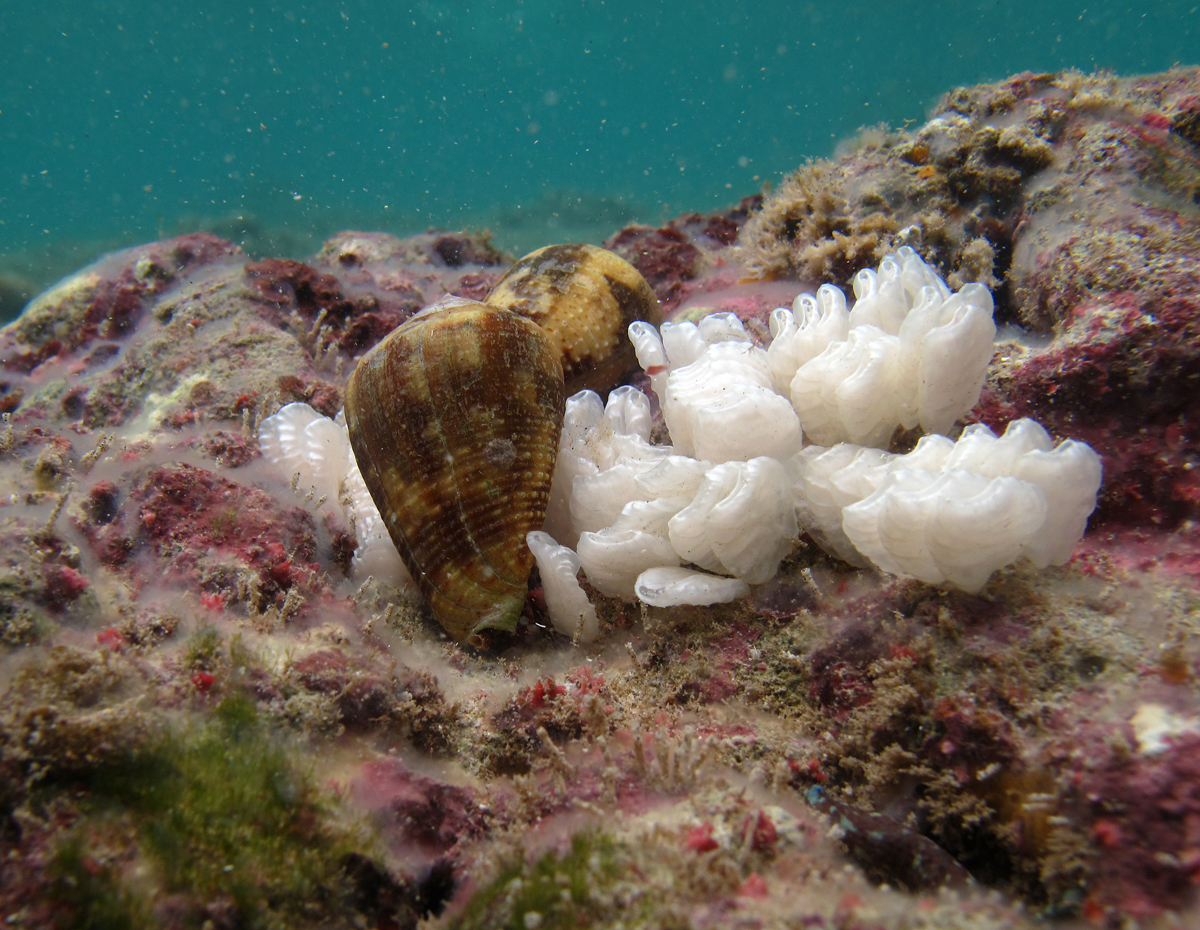
Un couple de Conus catus en train de pondre à La Réunion.

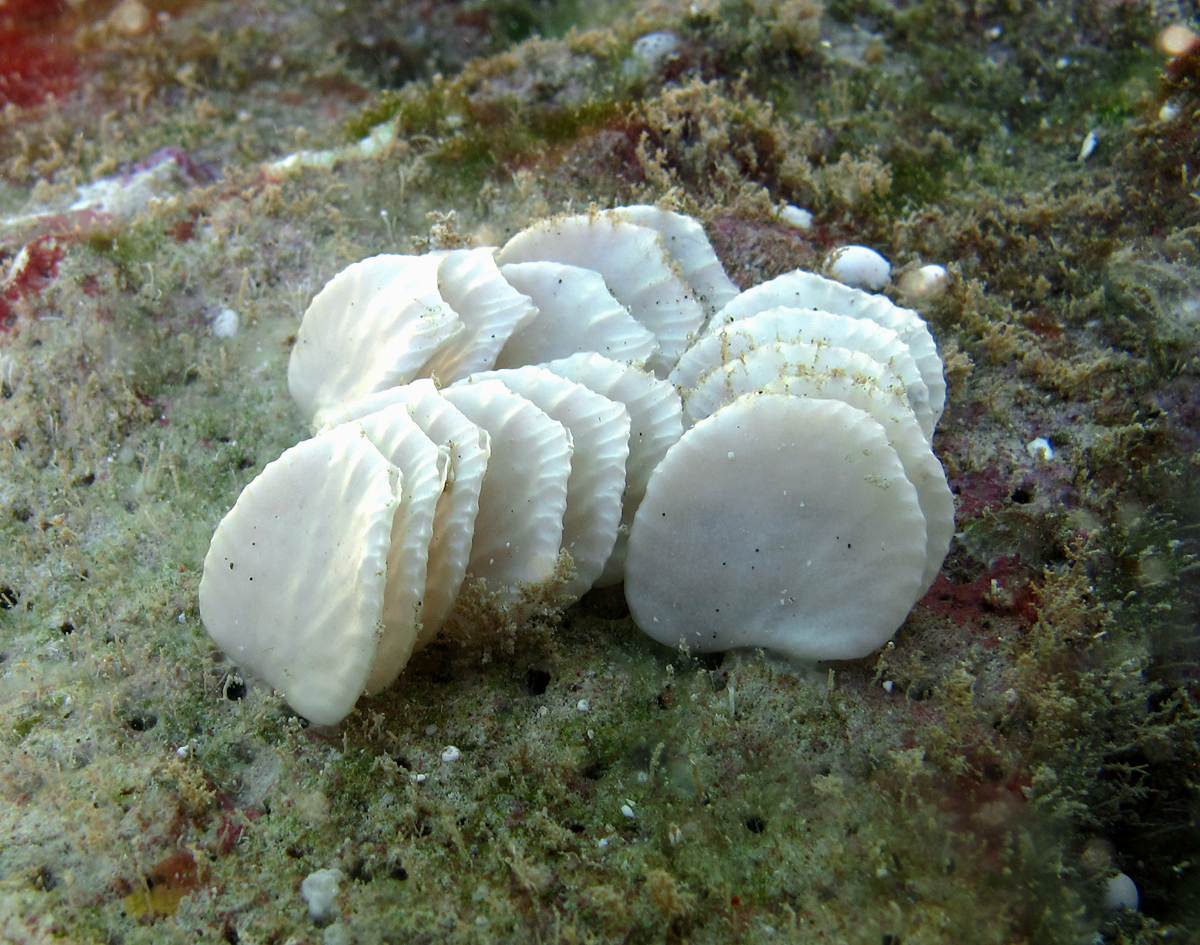
Une ponte de cônes à La Réunion.

Ce sont des mollusques gastéropodes de taille moyenne à grande, de forme allongée et plus ou moins conique suivant les espèces et qui présentent souvent des ornementations spectaculaires sur leur coquille pour lesquelles ils sont recherchés. L'apex de la coquille peut être arrondi, plat, bombé, pointu ou présenter plusieurs pointes, qui aident à déterminer les nombreuses espèces.

## Habitat et répartition
Ce genre est assez typique des eaux chaudes des mers et des océans tropicaux, notamment des écosystèmes coralliens. Cependant, quelques espèces sont adaptées à des environnements tempérés tels que la côte sud africaine autour du cap de Bonne-Espérance ou les eaux plus froides de Californie du sud, et il en existe quelques espèces (non dangereuses) en Méditerranée.
Ce sont presque toutes des espèces sciaphiles : les cônes vivent dissimulés pendant la journée, enfouis dans le sable ou cachés sous des roches, et ne sortent que de nuit pour se nourrir. Il est donc relativement rare de croiser un spécimen vivant pendant une baignade ou une plongée de jour.

## Écologie et comportement
Ces animaux sont des chasseurs nocturnes, qui se nourrissent, suivant l'espèce, d'invertébrés ou de petits poissons, qu'ils chassent à l'affût. Ils attendent immobiles qu'une proie s'approche, et ils éjectent alors par leur siphon une dent radulaire en forme de harpon, enduite de venin (conotoxine) qui paralyse la victime et la tue très rapidement. Ils l'ingèrent ensuite par leur bouche extensible et se cachent pour digérer.
Les cônes connaissent trois types de régimes principaux (pas toujours exclusifs) : vermivores, molluscivores ou piscivores.
- Les vermivores consomment des vers polychètes (nereis, eunicidae)[3] : Conus capitaneus, Conus coronatus, Conus ebraeus, Conus flavidus, Conus imperialis, Conus leopardus, Conus lividus, Conus miles, Conus nussatella, Conus quercinus, Conus striatellus, Conus vexillum, Conus violaceus, Conus virgo[4]...
- Les molluscivores consomment principalement d'autres gastéropodes : Conus aulicus, Conus episcopatus, Conus gloriamaris, Conus marmoreus, Conus pennaceus, Conus retifer, Conus textile...
- Les piscivores consomment de petits poissons qui vivent ou passent la nuit près du fond : Conus consors, Conus catus, Conus ermineus, Conus geographus[5], Conus magus[6], Conus mediterraneus, Conus radiatus, Conus tulipa...

Certaines espèces ont cependant un régime mixte ou opportuniste, comme Conus striatus (mollusco-piscivore).
Les cônes consommant de grosses proies ont besoin d'un venin extrêmement puissant pour figer leurs victimes sur place sans qu'elles puissent avoir le temps de s'éloigner, ce qui réduirait les chances du mollusque de les atteindre. Les cônes vivants doivent donc être manipulés avec précaution ou pas manipulés du tout si l'on ne connaît pas l'espèce. Généralement, les cônes de petite taille ont une piqûre guère plus douloureuse que celle d'une abeille mais le venin de certaines grandes espèces tropicales peut être fatal à l'homme : il entraîne la paralysie (notamment des muscles respiratoires), puis la mort, dans 70 % des cas humains, en moins de deux heures. Ce venin fait l'objet d'études par des équipes de biochimistes, notamment l'équipe de Lourdes Cruz aux Philippines. Les espèces les plus dangereuses pour l'humain sont Conus aulicus, Conus aureus, Conus consors, Conus geographus (venin potentiellement létal), Conus magnificus, Conus magus, Conus marmoreus, Conus obscurus, Conus pennaceus, Conus striatus, Conus textile (venin potentiellement létal) et Conus tulipa (liste non exhaustive). Ce sont pour la plupart des espèces brunes ornées de triangles blancs, même si cette robe peut aussi se retrouver chez des espèces beaucoup moins dangereuses. 

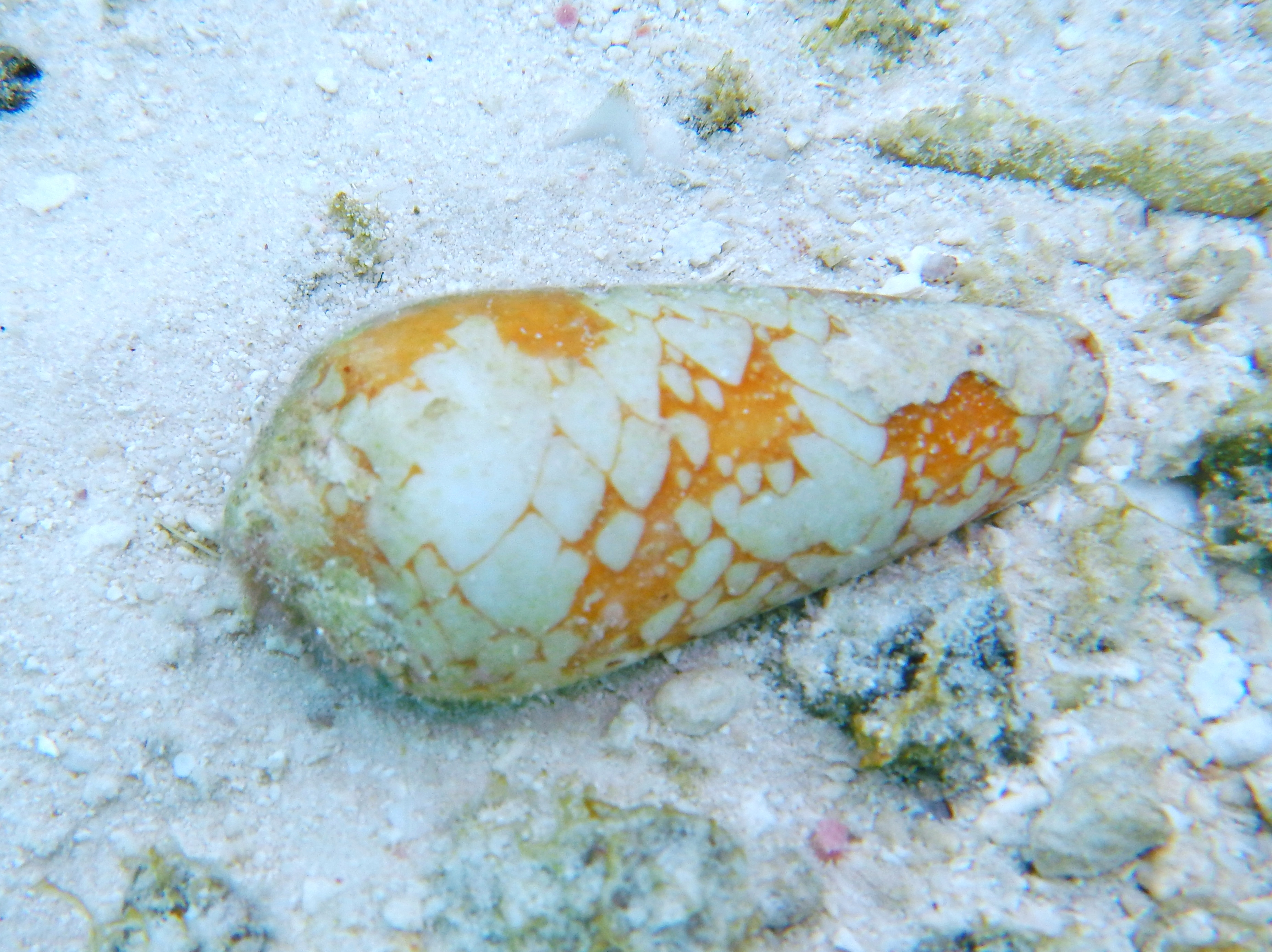
Conus aulicus
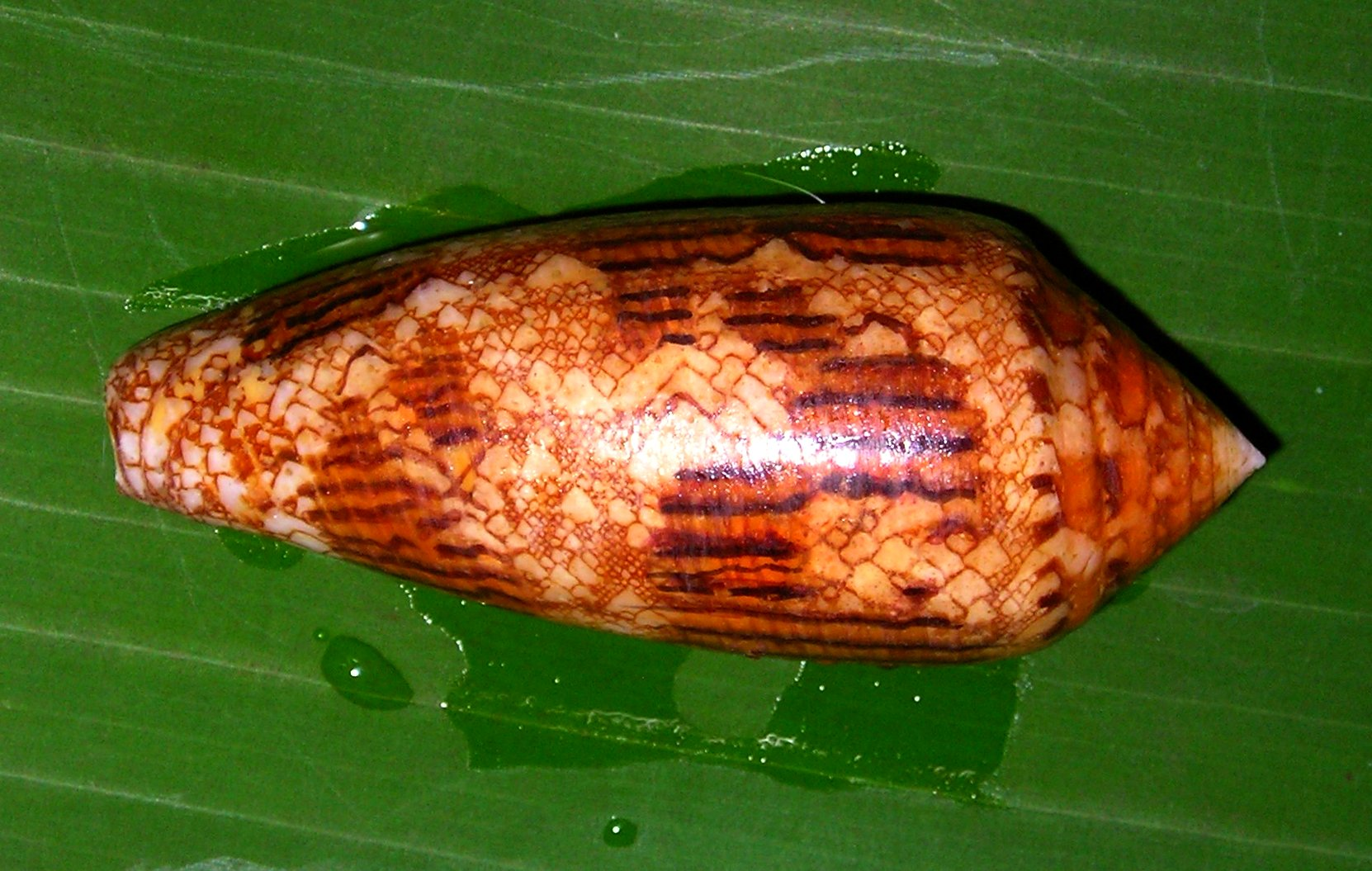
Conus aureus
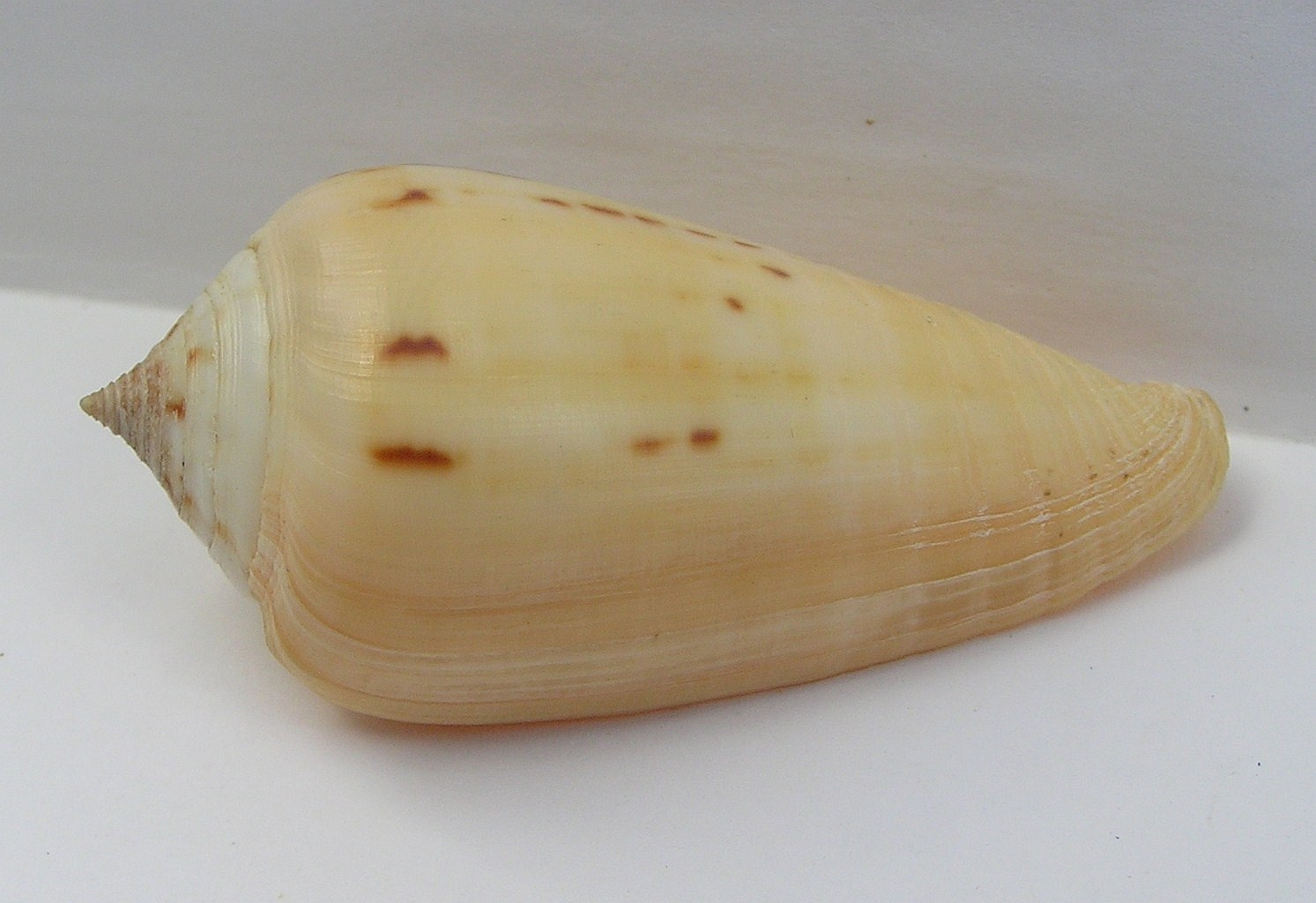
Conus consors
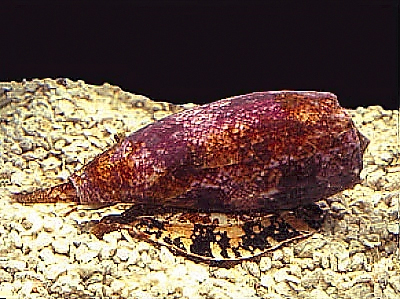
Conus geographus
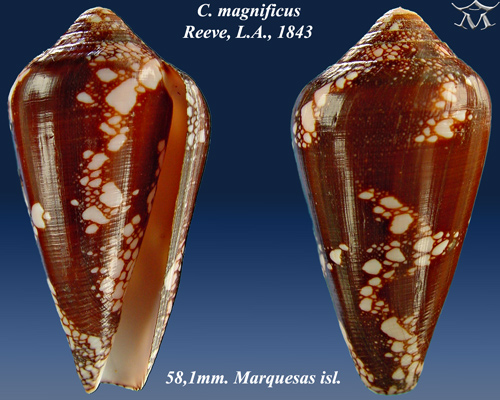
Conus magnificus
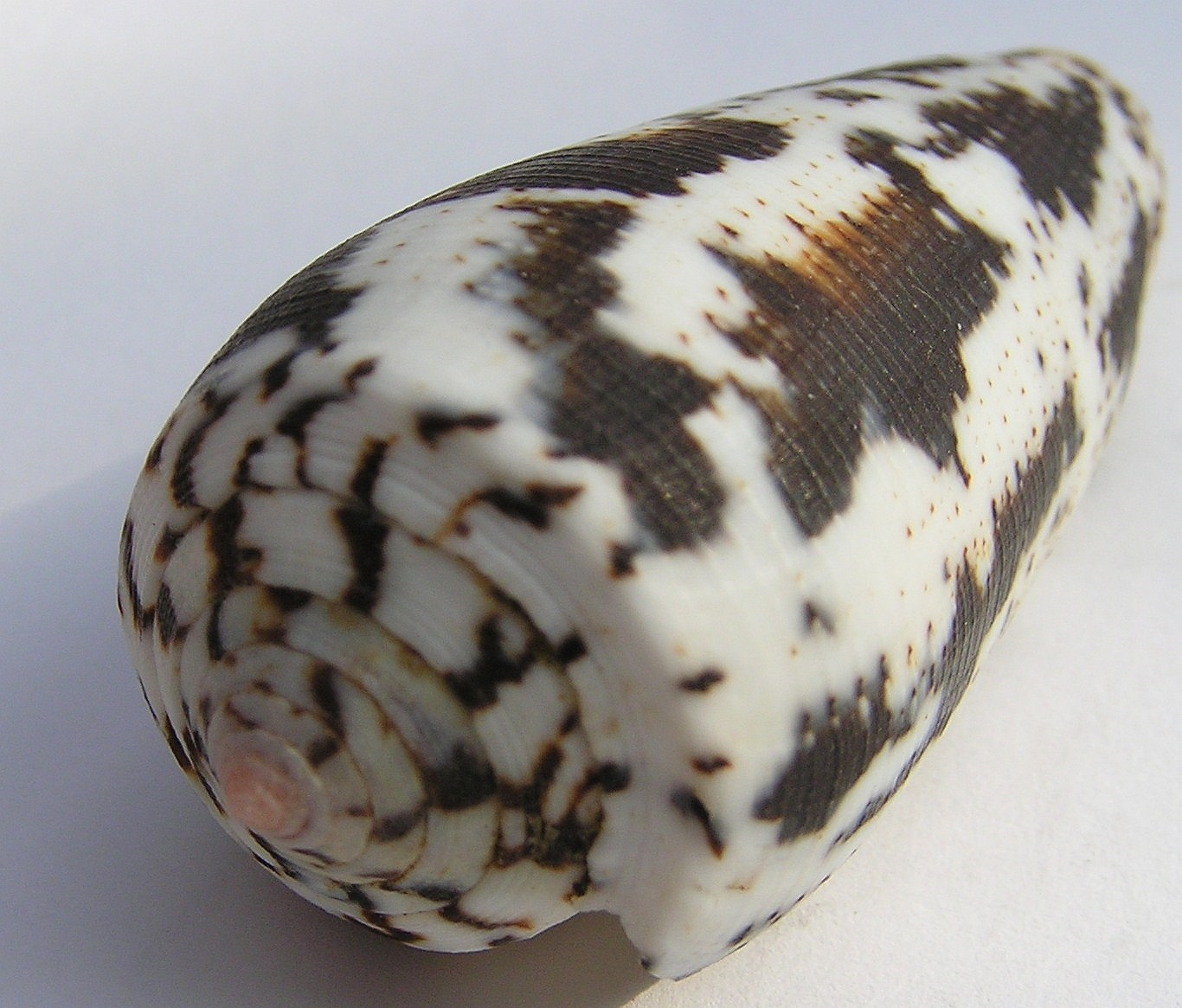
Conus magus
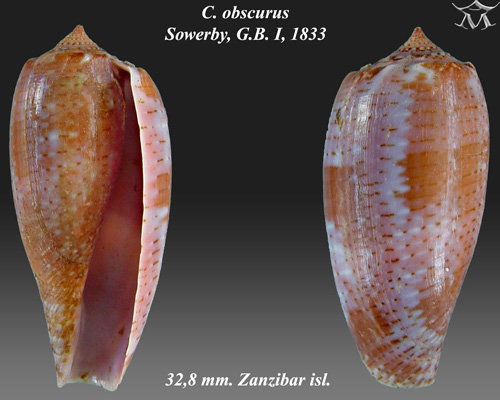
Conus obscurus
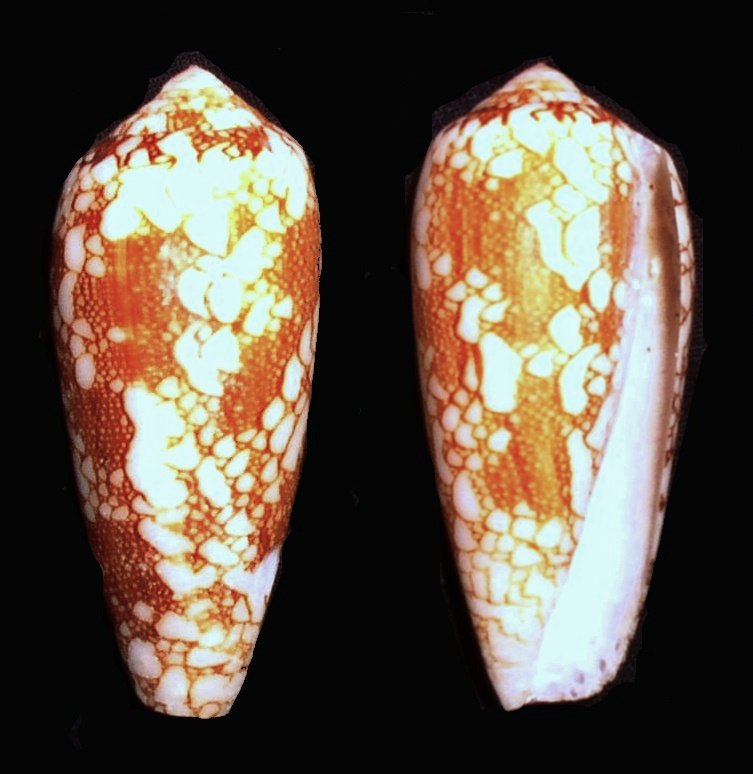
Conus pennaceus
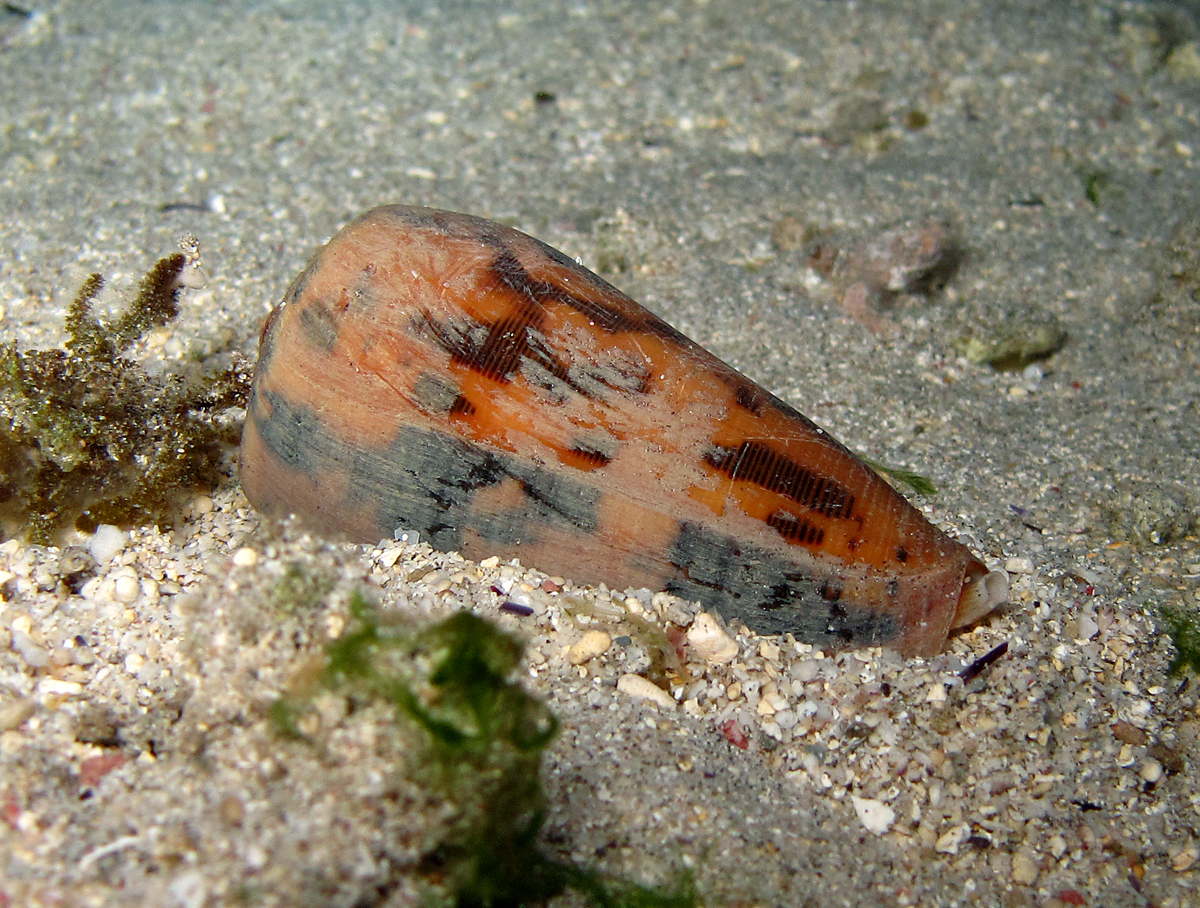
Conus striatus
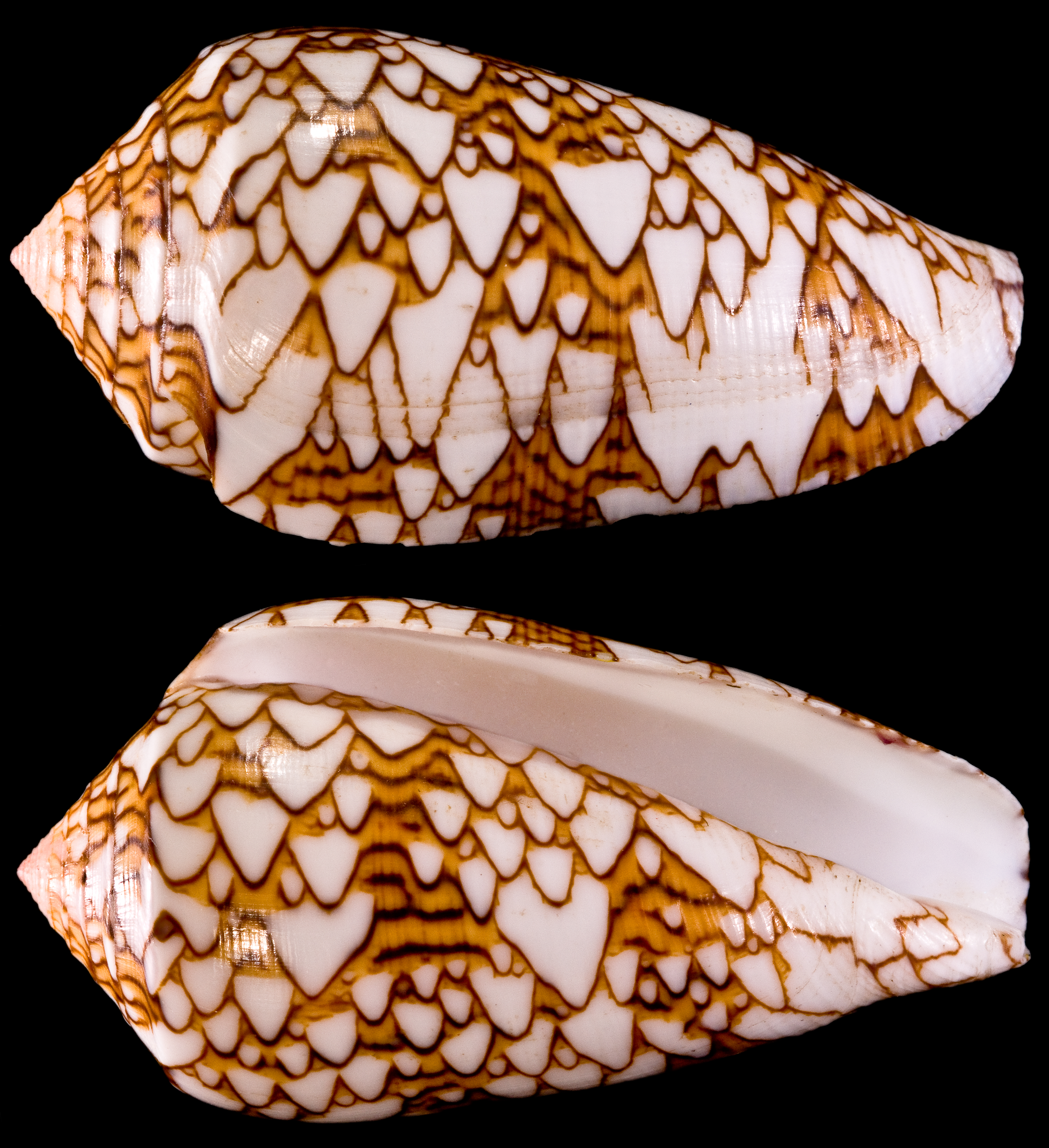
Conus textile

## Liste des espèces
Selon le World Register of Marine Species (21 octobre 2023) (les espèces fossiles sont signalées par une obèle †) :
- Conus abbas Hwass, 1792
- Conus abbreviatus Reeve, 1843
- Conus abrolhosensis Petuch, 1987
- Conus abruptus P. Marshall, 1918 †
- Conus academicus Dall & Ochsner, 1928 †
- Conus achatinus Gmelin, 1791
- Conus acrotholoides Tate, 1890 †
- Conus acutangulus Lamarck, 1810
- Conus adami Wils, 1988
- Conus adamsonii Broderip, 1836
- Conus adelaidae Ludbrook, 1958 †
- Conus adenensis E. A. Smith, 1891
- Conus admirationis Poppe & Tagaro, 2015
- Conus adversarius Conrad, 1840 †
- Conus advertex (Garrard, 1961)
- Conus aemulator A. P. Brown & Pilsbry, 1911 †
- Conus aemulus Reeve, 1844
- Conus aequipunctatus Dautzenberg, 1937
- Conus aequiquadratus Monnier, Tenorio, Bouchet & Puillandre, 2018
- Conus africanus Kiener, 1848
- Conus aito Rabiller & Richard, 2014
- Conus alabaster Reeve, 1849
- Conus alainallaryi Bozzetti & Monnier, 2009
- Conus albellus Röckel & Korn, 1990
- Conus albuquerquei Trovão, 1978
- Conus alconnelli da Motta, 1986
- Conus alexandrei (Limpalaër & Monnier, 2012)
- Conus alexandrinus Kaicher, 1977
- Conus alexisallaryi (T. Cossignani, 2018)
- Conus alfi (Thach, 2016)
- Conus algoensis G. B. Sowerby I, 1834
- Conus aliwalensis (S. G. Veldsman, 2018)
- Conus allaryi Bozzetti, 2008
- Conus amadis Gmelin, 1791
- Conus ambiguus Reeve, 1844
- Conus ammiralis Linnaeus, 1758
- Conus amoni (Lorenz, 2023)
- Conus amphiurgus Dall, 1889
- Conus amplus Röckel & Korn, 1992
- Conus anabelae Rolán & Röckel, 2001
- Conus andamanensis E. A. Smith, 1879
- Conus andremenezi B. M. Olivera & J. S. Biggs, 2010
- Conus anemone Lamarck, 1810
- Conus angasi Tryon, 1884
- Conus angioiorum Röckel & Moolenbeek, 1992
- Conus annegretae Schönherr, 2018
- Conus anningae Hendricks, 2015 †
- Conus antiquus Lamarck, 1810 †
- Conus antoniaensis (T. Cossignani & Fiadeiro, 2014)
- Conus antoniomonteiroi Rolán, 1990
- Conus aplustre Reeve, 1843
- Conus aquensis d'Orbigny, 1852 †
- Conus arafurensis (Monnier, Limpalaër & Robin, 2013)
- Conus araneosus [Lightfoot], 1786
- Conus arangoi Sarasúa, 1977
- Conus archiepiscopus Hwass, 1792
- Conus archon Broderip, 1833
- Conus ardisiaceus Kiener, 1850
- Conus arenatus Hwass, 1792
- Conus ariejoostei (S. G. Veldsman, 2016)
- Conus aristophanes G. B. Sowerby II, 1857
- Conus armadillo Shikama, 1971
- Conus armentrouti Hickman, 1980 †
- Conus armoricus Suter, 1917 †
- Conus arnztenii K. Martin, 1916 †
- Conus arthuri (M. A. Lima & T. Cossignani, 2023)
- Conus artoptus G. B. Sowerby I, 1833
- Conus asheri Petuch, 1988 †
- Conus asiaticus da Motta, 1985
- Conus asterousiaensis Psarras, Koskeridou & Merle, 2021 †
- Conus ateralbus Kiener, 1850
- Conus athenae Filmer, 2011
- Conus attenuatus Reeve, 1844
- Conus augur [Lightfoot], 1786
- Conus aulacophorus Cossmann, 1900 †
- Conus aulicus Linnaeus, 1758
- Conus aurantius Hwass, 1792
- Conus auratinus da Motta, 1982
- Conus aureonimbosus Petuch, 1987
- Conus aureopunctatus Petuch, 1987
- Conus aureus Hwass, 1792
- Conus auricomus Hwass, 1792
- Conus aurisiacus Linnaeus, 1758
- Conus australis Holten, 1802
- Conus austroviola Röckel & Korn, 1992
- Conus axelrodi Walls, 1978
- Conus babaensis Rolán & Röckel, 2001
- Conus baeri Röckel & Korn, 1992
- Conus bahamensis Vink & Röckel, 1995
- Conus bairstowi G. B. Sowerby III, 1889
- Conus balabacensis Filmer, 2012
- Conus baldichieri Borson, 1820 †
- Conus balerensis B. M. Olivera, Saguil & Bouchet, 2019
- Conus balteatus G. B. Sowerby I, 1833
- Conus bandanus Hwass, 1792
- Conus bantamensis Oostingh, 1938 †
- Conus baochauae Thach, 2020
- Conus barbara Brazier, 1898
- Conus barbieri G. Raybaudi Massilia, 1995
- Conus barthelemyi Bernardi, 1861
- Conus bartschi G. D. Hanna & A. M. Strong, 1949
- Conus basunii (T. Cossignani, 2022)
- Conus bayani Jousseaume, 1872
- Conus bayeri Petuch, 1987
- Conus beatrix Tenorio, Poppe & Tagaro, 2007
- Conus behelokensis Lauer, 1989
- Conus belairensis Pin & Leung Tack, 1989
- Conus belizeanus (Petuch & Sargent, 2011)
- Conus bellacoensis Hendricks, 2015 †
- Conus bellocqae van Rossum, 1996
- Conus bellulus Rolán, 1990
- Conus bengalensis (Okutani, 1968)
- Conus berdulinus Veillard, 1972
- Conus berghausi Michelotti, 1847 †
- Conus bessei Petuch, 1992
- Conus betulinoides Lamarack, 1810 †
- Conus betulinus Linnaeus, 1758
- Conus beyerae (Poppe & Tagaro, 2023)
- Conus biliosus (Röding, 1798)
- Conus binghamae Petuch, 1987
- Conus bitleri da Motta, 1984
- Conus bizona Coomans, Moolenbeek & Wils, 1981
- Conus blanfordianus Crosse, 1867
- Conus blatteus Shikama, 1979
- Conus boavistensis Rolán & F. Fernandes, 1990
- Conus bocagei Trovão, 1978
- Conus bocki G. B. Sowerby III, 1881
- Conus boeticus Reeve, 1844
- Conus bondarevi Röckel & G. Raybaudi Massilia, 1992
- Conus bonfigliolii (Bozzetti, 2010)
- Conus bonneti Cossmann, 1900 †
- Conus borgesi Trovão, 1979
- Conus boui da Motta, 1988
- Conus boutetorum Richard & Rabiller, 2013
- Conus brandonensis (Lorenz, 2019)
- Conus bratcherae (Petuch & Berschauer, 2019)
- Conus brettinghami Coomans, Moolenbeek & Wils, 1982
- Conus brianhayesi Korn, 2001
- Conus brianoi (T. Cossignani & Allary, 2019)
- Conus brocchii Bronn, 1828 †
- Conus broderipii Reeve, 1844
- Conus bronnii Michelotti, 1847 †
- Conus bruguieresi Kiener, 1846
- Conus brunneobandatus Petuch, 1992
- Conus brunneofilaris Petuch, 1990
- Conus brunneus W. Wood, 1828
- Conus bruuni Powell, 1958
- Conus bulbus Reeve, 1843
- Conus bullatus Linnaeus, 1758
- Conus burryae Clench, 1942
- Conus busuegoi (Shuto, 1969) †
- Conus buxeus (Röding, 1798)
- Conus byssinus (Röding, 1798)
- Conus cacellensis Pereira da Costa, 1866 †
- Conus cadonensis Lyell & G. B. Sowerby II, 1840 †
- Conus caillaudii Kiener, 1846
- Conus calhetae Rolán, 1990
- Conus calvimontanus Deshayes, 1865 †
- Conus canariensis (Tenorio, Abalde, Pardos-Blas & Zardoya, 2020)
- Conus cancellatus Hwass, 1792
- Conus canonicus Hwass, 1792
- Conus cantamessae (S. J. Maxwell & Berschauer, 2023)
- Conus capitanellus Fulton, 1938
- Conus capitaneus Linnaeus, 1758
- Conus capreolus Röckel, 1985
- Conus caracteristicus Fischer von Waldheim, 1807
- Conus carcellesi E. A. Martins, 1945
- Conus cardinalis Hwass, 1792
- Conus cargilei Coltro, 2004
- Conus carinatus Swainson, 1822
- Conus carioca Petuch, 1986
- Conus carlottae Hendricks, 2015 †
- Conus carnalis G. B. Sowerby III, 1879
- Conus cashi Hendricks, 2015 †
- Conus castaneus Kiener, 1848
- Conus cathyae (Monnier, Limpalaër & Prugnaud, 2020)
- Conus catus Hwass, 1792
- Conus caysalensis L. Raybaudi & Prati, 1994
- Conus cebuensis Wils, 1990
- Conus cedonulli Linnaeus, 1767
- Conus cepasi Trovão, 1975
- Conus ceruttii Cargile, 1997
- Conus cervus Lamarck, 1822
- Conus ceylanensis Hwass, 1792
- Conus chaldaeus (Röding, 1798)
- Conus charigi Ladd, 1982 †
- Conus cheribonensis K. Martin, 1895 †
- Conus chiangi (M. Azuma, 1972)
- Conus chiapponorum Lorenz, 2004
- Conus chindeensis (Monnier, Prugnaud & Limpalaër, 2021)
- Conus chytreus Tryon, 1884
- Conus ciderryi da Motta, 1985
- Conus cinereus Hwass, 1792
- Conus cingulatus Lamarck, 1810
- Conus circae G. B. Sowerby II, 1858
- Conus circumcisus Born, 1778
- Conus clarus E. A. Smith, 1881
- Conus clavatulus d'Orbigny, 1852 †
- Conus clerii Reeve, 1844
- Conus climax Tomlin, 1937 †
- Conus cloveri Walls, 1978
- Conus cocceus Reeve, 1844
- Conus coccineus Gmelin, 1791
- Conus coelinae Crosse, 1858
- Conus coffeae Gmelin, 1791
- Conus coffeebayensis (S. G. Veldsman, 2023)
- Conus collisus Reeve, 1849
- Conus colmani Röckel & Korn, 1990
- Conus colombi (Monnier & Limpalaër, 2012)
- Conus colombianus Petuch, 1987
- Conus coltrorum (Petuch & R. F. Myers, 2014)
- Conus columbianus Petuch, 1987
- Conus complicatus Tate, 1890 †
- Conus compressus G. B. Sowerby II, 1866
- Conus conco Puillandre, Stöcklin, Favreau, Bianchi, Perret, Rivasseau, Limpalaër, Monnier & Bouchet, 2015
- Conus conoponderosus Sacco, 1893 †
- Conus consors G. B. Sowerby I, 1833
- Conus conspersus Reeve, 1844
- Conus convexus G. F. Harris, 1897 †
- Conus corallinus Kiener, 1847
- Conus corbieri Blöcher, 1994
- Conus cordigera G. B. Sowerby II, 1866
- Conus coronatus Gmelin, 1791
- Conus cosmetulus Cossmann, 1900 †
- Conus costellatus Grateloup, 1835 †
- Conus cresnensis Morlet, 1885 †
- Conus crocatus Lamarck, 1810
- Conus crosnieri (Tenorio, Monnier & Puillandre, 2018)
- Conus crotchii Reeve, 1849
- Conus cuna Petuch, 1998
- Conus cuneolus Reeve, 1843
- Conus curassaviensis Hwass, 1792
- Conus curralensis Rolán, 1986
- Conus cuspidatus Tate, 1890 †
- Conus cuvieri Crosse, 1858
- Conus cyanostoma A. Adams, 1854
- Conus cylindraceus Broderip & G. B. Sowerby I, 1830
- Conus cymbioides Monnier, Tenorio, Bouchet & Puillandre, 2018
- Conus dalli Stearns, 1873
- Conus damianakisi Psarras, Merle & Koskeridou, 2022 †
- Conus damottai Trovão, 1979
- Conus dampierensis Filmer & Coomans, 1985
- Conus dangdami Thach, 2017
- Conus danilai Röckel & Korn, 1990
- Conus daphne Boivin, 1864
- Conus darkini Röckel, Korn & Richard, 1993
- Conus daucus Hwass, 1792
- Conus daullei Crosse, 1858
- Conus davolii Psarras, Merle & Koskeridou, 2022 †
- Conus dayriti Röckel & da Motta, 1983
- Conus decollatus K. Martin, 1884 †
- Conus decoratus Röckel, Rolán & Monteiro, 1980
- Conus decussatus Deshayes, 1823 †
- Conus dedonderi (Goethaels & D. Monsecour, 2013)
- Conus delanoyae Trovão, 1979
- Conus dellabellai Pavia, 2022 †
- Conus denizi (Afonso & Tenorio, 2011)
- Conus dennanti Tate, 1892 †
- Conus deperditus Bruguière, 1792 †
- Conus deprinsi Thach, 2020
- Conus desidiosus A. Adams, 1854
- Conus desiradensis Rabiller & Richard, 2019
- Conus devorsinei (Petuch, Berschauer & Poremski, 2015)
- Conus deynzerorum Petuch, 1995
- Conus diadema G. B. Sowerby I, 1834
- Conus diannae (T. Cossignani, Allary & P. G. Stimpson, 2022)
- Conus dianthus G. B. Sowerby III, 1882
- Conus diminutus Trovão & Rolán, 1986
- Conus dingleanus Beets, 1984 †
- Conus dispar G. B. Sowerby I, 1833
- Conus distans Hwass, 1792
- Conus djarianensis K. Martin, 1895 †
- Conus dominicanus Hwass, 1792
- Conus donnae Petuch, 1998
- Conus dorotheae Monnier & Limpalaër, 2010
- Conus dorreensis Péron, 1807
- Conus duffyi Petuch, 1992
- Conus dusaveli (H. Adams, 1872)
- Conus ebraeus Linnaeus, 1758
- Conus eburneus Hwass, 1792
- Conus echinophilus (Petuch, 1975)
- Conus echo Lauer, 1989
- Conus edaphus Dall, 1910
- Conus ednae (Petuch, 2013)
- Conus eduardi Delsaerdt, 1997
- Conus edwardpauli Petuch, 1998
- Conus elatus Michelotti, 1847 †
- Conus eldredi J. P. E. Morrison, 1955
- Conus eleutheraensis (Petuch, 2013)
- Conus emaciatus Reeve, 1849
- Conus empressae Lorenz, 2001
- Conus encaustus Kiener, 1845
- Conus epiensis Abrard, 1947 †
- Conus episcopatus da Motta, 1982
- Conus episcopus Hwass, 1792
- Conus epistomium Reeve, 1844
- Conus equiminaensis Schönherr, 2018
- Conus erbi Haanstra & Spiker, 1932 †
- Conus ermineus Born, 1778
- Conus ernesti Petuch, 1990
- Conus ernestojavieri (Poppe & Tagaro, 2023)
- Conus erythraeensis Reeve, 1843
- Conus eschewegi Pereira da Costa, 1866 †
- Conus escondidai Poppe & Tagaro, 2005
- Conus espingueirensis (T. Cossignani & Fiadeiro, 2017)
- Conus estellae T. Cossignani, 2020
- Conus eusebioi Schönherr, 2018
- Conus evansi Bondarev, 2001
- Conus eversoni Petuch, 1987
- Conus everwijni K. Martin, 1883 †
- Conus excelsus G. B. Sowerby III, 1908
- Conus exiguus Lamarck, 1810
- Conus eximius Reeve, 1849
- Conus explorator Vink, 1990
- Conus extensus M. Hörnes, 1851 †
- Conus felitae Rolán, 1990
- Conus felix Fenzan, 2012
- Conus fenestratus K. Martin, 1884 †
- Conus fennemai Schepman, 1907 †
- Conus fergusoni G. B. Sowerby II, 1873
- Conus fernandesi Tenorio, Afonso & Rolán, 2008
- Conus ferrugineus Hwass, 1792
- Conus figulinus Linnaeus, 1758
- Conus fijisulcatus Moolenbeek, Röckel & Bouchet, 2008
- Conus filmeri Rolán & Röckel, 2000
- Conus fischoederi Röckel & da Motta, 1983
- Conus flamingo Petuch, 1980
- Conus flammeacolor Petuch, 1992
- Conus flavescens G. B. Sowerby I, 1834
- Conus flavidus Lamarck, 1810
- Conus flavus Röckel, 1985
- Conus flavusalbus Rolán & Röckel, 2000
- Conus floccatus G. B. Sowerby I, 1841
- Conus floridanus Gabb, 1869
- Conus floridulus A. Adams & Reeve, 1848
- Conus floridus G. B. Sowerby II, 1858
- Conus fonsecai (Petuch & Berschauer, 2016)
- Conus fosteri Clench & Aguayo, 1942
- Conus fragilissimus Petuch, 1979
- Conus franciscanus Hwass, 1792
- Conus franciscoi Rolán & Röckel, 2000
- Conus franklinae Hendricks, 2015 †
- Conus fraserorum (Lorenz, 2020)
- Conus freitasi (Tenorio, Afonso, Rolán, Pires, Vasconcelos, Abalde & Zardoya, 2018)
- Conus friedae (da Motta, 1991)
- Conus frigidus Reeve, 1848
- Conus fuerteventurensis Vera-Peláez & Martín-González, 2018 †
- Conus fulgetrum G. B. Sowerby I, 1834
- Conus fulmen Reeve, 1843
- Conus fumigatus Hwass, 1792
- Conus furnae Rolán, 1990
- Conus furvoides Gabb, 1873 †
- Conus furvus Reeve, 1843
- Conus fuscatus Born, 1778
- Conus fuscocingulatus M. Hörnes, 1851 †
- Conus fuscoflavus Röckel, Rolán & Monteiro, 1980
- Conus fuscolineatus G. B. Sowerby III, 1905
- Conus fusellinus Suter, 1917 †
- Conus gabelishi da Motta & Ninomiya, 1982
- Conus galeao Rolán, 1990
- Conus galeyi Monnier, Tenorio, Bouchet & Puillandre, 2018
- Conus gallicus Mayer-Eymar, 1890 †
- Conus garciai da Motta, 1982
- Conus garrisoni Hendricks, 2015 †
- Conus garywilsoni Lorenz & H. Morrison, 2004
- Conus gauguini Richard & B. Salvat, 1973
- Conus gembacanus K. Martin, 1884 †
- Conus generalis Linnaeus, 1767
- Conus genuanus Linnaeus, 1758
- Conus geographus Linnaeus, 1758
- Conus gerthi Pannekoek, 1936 †
- Conus gibsonsmithorum Petuch, 1986
- Conus gigasulcatus Moolenbeek, Röckel & Bouchet, 2008
- Conus gilvus Reeve, 1849
- Conus giorossii Bozzetti, 2005
- Conus gisellelieae (Parsons, Abbas & Lie, 2020)
- Conus gladiator Broderip, 1833
- Conus glans Hwass, 1792
- Conus glaucus Linnaeus, 1758
- Conus glenni Petuch, 1993
- Conus glicksteini Petuch, 1987
- Conus gloriakiiensis Kuroda & Itô, 1961
- Conus gloriamaris Chemnitz, 1777
- Conus glorioceanus Poppe & Tagaro, 2009
- Conus goajira Petuch, 1992
- Conus gondwanensis Röckel & Moolenbeek, 1995
- Conus gonsaloi (Afonso & Tenorio, 2014)
- Conus goudeyi (Monnier & Limpalaër, 2012)
- Conus gouldi Hendricks, 2015 †
- Conus gracianus da Motta & Blöcher, 1982
- Conus gracilispira O. Boettger, 1875 †
- Conus gradatulus Weinkauff, 1875
- Conus gradatus W. Wood, 1828
- Conus grahami Röckel, Cosel & Burnay, 1980
- Conus granarius Kiener, 1847
- Conus grangeri G. B. Sowerby III, 1900
- Conus granulatus Linnaeus, 1758
- Conus granum Röckel & Fischöder, 1985
- Conus gratacapii Pilsbry, 1904
- Conus guanahacabibensis Espinosa & Ortea, 2016
- Conus guanche Lauer, 1993
- Conus guarapari (Crabos, Pomponet, Queiroz & L. Passos, 2022)
- Conus gubernator Hwass, 1792
- Conus guinaicus Hwass, 1792
- Conus habui Lan, 2002
- Conus hamamotoi Yoshiba & Koyama, 1984
- Conus hamanni Fainzilber & Mienis, 1986
- Conus hamiltonensis Tate, 1890 †
- Conus hanshassi (Lorenz & Barbier, 2012)
- Conus harasewychi Petuch, 1987
- Conus hardi K. Martin, 1879 †
- Conus harlandi Petuch, 1987
- Conus havanensis Aguayo & Pérez Farfante, 1947
- Conus haytensis G. B. Sowerby I, 1850 †
- Conus hazinorum (Petuch & R. F. Myers, 2014)
- Conus helgae Blöcher, 1992
- Conus hendersoni Marwick, 1931 †
- Conus hendricksi (Harzhauser & Landau, 2016) †
- Conus hennequini Petuch, 1993
- Conus herklotsi K. Martin, 1879 †
- Conus hervillardi (Monnier, Prugnaud & Limpalaër, 2022)
- Conus heterospira Tate, 1890 †
- Conus hieroglyphus Duclos, 1833
- Conus hilli Petuch, 1990
- Conus hirasei (Kuroda, 1956)
- Conus hoaraui (Monnier & Limpalaër, 2015)
- Conus hochstetteri K. Martin, 1879 †
- Conus hoernesi Doderlein, 1863 †
- Conus honkeri Petuch, 1988
- Conus honkerorum (Petuch & R. F. Myers, 2014)
- Conus huberianus Thach, 2020
- Conus hughmorrisoni Lorenz & Puillandre, 2015
- Conus hulshofi K. Martin, 1906 †
- Conus humerosus Pilsbry, 1921 †
- Conus hungaricus R. Hoernes & Auinger, 1879 †
- Conus hyaena Hwass, 1792
- Conus hypermeces Cossmann, 1900 †
- Conus ickei K. Martin, 1906 †
- Conus ictini Psarras, Merle & Koskeridou, 2022 †
- Conus ignotus Cargile, 1998
- Conus immelmani Korn, 1998
- Conus imperialis Linnaeus, 1758
- Conus inconstans E. A. Smith, 1877
- Conus indefatigabilis Dall & Ochsner, 1928 †
- Conus indomaris (Bozzetti, 2014)
- Conus inesae (Monteiro, Afonso, Tenorio, Rosado & Pirinhas, 2014)
- Conus infinitus Rolán, 1990
- Conus infrenatus Reeve, 1848
- Conus inscriptus Reeve, 1843
- Conus insulae (Tenorio, Abalde, Pardos-Blas & Zardoya, 2020)
- Conus insularis Gmelin, 1791
- Conus iodostoma Reeve, 1843
- Conus isabelarum Tenorio & Afonso, 2004
- Conus jacarusoi Petuch, 1998
- Conus janus Hwass, 1792
- Conus javanus K. Martin, 1879 †
- Conus jenkinsi K. Martin, 1879 †
- Conus jickelii Weinkauff, 1873
- Conus jocus (Finlay, 1927) †
- Conus jonsingletoni H. Morrison, 2019
- Conus jorioi (Petuch, 2013)
- Conus josephinae Rolán, 1980
- Conus jourdani da Motta, 1984
- Conus jucundus G. B. Sowerby III, 1887
- Conus judaeus Bergh, 1895
- Conus juliaallaryae (T. Cossignani, 2013)
- Conus julieandreae Cargile, 1995
- Conus julii Liénard, 1870
- Conus junghuhni K. Martin, 1879 †
- Conus kaesleri Hendricks, 2015 †
- Conus kahlbrocki (Lorenz, 2019)
- Conus kaiserae (Tenorio, J. K. Tucker & Chaney, 2012)
- Conus kalafuti da Motta, 1987
- Conus karamanensis Erünal-Erentöz, 1958 †
- Conus karikalensis Cossmann, 1900 †
- Conus karlschmidti Maury, 1917 †
- Conus karubenthos Touitou, Puillandre, Bouchet & Clovel, 2020
- Conus kawamurai Habe, 1962
- Conus keatii G. B. Sowerby II, 1858
- Conus kendrewi Petuch, 1997 †
- Conus kersteni Tenorio, Afonso & Rolán, 2008
- Conus kerstitchi Walls, 1978
- Conus kevani Petuch, 1987
- Conus kiicumulus (M. Azuma, 1982)
- Conus kinoshitai (Kuroda, 1956)
- Conus kintoki Habe & Kosuge, 1970
- Conus kirkandersi Petuch, 1987
- Conus klemae (Cotton, 1953)
- Conus knudseni Sander, 1982
- Conus kolaceki (T. Cossignani, 2023)
- Conus kostini Filmer, Monteiro, Lorenz & Verdasca, 2012
- Conus koukae (Monnier, Limpalaër & Robin, 2013)
- Conus krabiensis da Motta, 1982
- Conus kremerorum Petuch, 1988
- Conus kulkulcan Petuch, 1980
- Conus kuroharai (Habe, 1965)
- Conus kutaiensis Beets, 1983 †
- Conus kwajaleinensis (Monnier, Prugnaud & Limpalaër, 2022)
- Conus labuanbajanus Bozzetti, 2023
- Conus lamberti Souverbie, 1877
- Conus lamyi Rabiller & Richard, 2019
- Conus largilliertii Kiener, 1847
- Conus lariniorum (Lorenz, 2020)
- Conus laterculatus G. B. Sowerby II, 1870
- Conus laueri (Monnier & Limpalaër, 2013)
- Conus laurenti Rabiller & Richard, 2019
- Conus lauriatragei Psarras, Merle & Koskeridou, 2022 †
- Conus lecourtorum (Lorenz, 2011)
- Conus leehmani da Motta & Röckel, 1979
- Conus leekremeri Petuch, 1987
- Conus legatus Lamarck, 1810
- Conus lemniscatus Reeve, 1849
- Conus lenavati da Motta & Röckel, 1982
- Conus leobottonii Lorenz, 2006
- Conus leobrerai da Motta & R. Martin, 1982
- Conus leopardus (Röding, 1798)
- Conus letkesensis (Harzhauser & Landau, 2016) †
- Conus levis (Bozzetti, 2012)
- Conus levistimpsoni (J. K. Tucker, 2013)
- Conus lienardi Bernardi & Crosse, 1861
- Conus ligatus Tate, 1890 †
- Conus lightbourni Petuch, 1986
- Conus limpusi Röckel & Korn, 1990
- Conus lindae Petuch, 1987
- Conus lineoeburneus Bozzetti, 2023
- Conus lineopunctatus Kaicher, 1977
- Conus lischkeanus Weinkauff, 1875
- Conus litoglyphus Hwass, 1792
- Conus litteratus Linnaeus, 1758
- Conus lividus Hwass, 1792
- Conus lizardensis Crosse, 1865
- Conus lobitensis Kaicher, 1977
- Conus locumtenens Blumenbach, 1791
- Conus lohri Kilburn, 1972
- Conus lombardii Hendricks, 2015 †
- Conus longilineus Röckel, Rolán & Monteiro, 1980
- Conus loochooensis MacNeil, 1961 †
- Conus loomisi Dall & Ochsner, 1928 †
- Conus loriae (T. Cossignani, Allary & P. G. Stimpson, 2022)
- Conus loroisii Kiener, 1846
- Conus losariensis K. Martin, 1895 †
- Conus lozeti Richard, 1980
- Conus lucaya Petuch, 2000
- Conus luciae Moolenbeek, 1986
- Conus lugubris Reeve, 1849
- Conus luizcoutoi (Crabos, Pomponet, Queiroz & L. Passos, 2022)
- Conus lulii (M. A. Lima & T. Cossignani, 2023)
- Conus luteus G. B. Sowerby I, 1833
- Conus lyelli Hendricks, 2015 †
- Conus lynceus G. B. Sowerby II, 1858
- Conus maaboensis Icke & K. Martin, 1907 †
- Conus maculiferus G. B. Sowerby I, 1833
- Conus maculospira Pilsbry, 1922
- Conus madagascariensis G. B. Sowerby II, 1858
- Conus madecassinus (Bozzetti, 2012)
- Conus maduranus Tomlin, 1937 †
- Conus magellanicus Hwass, 1792
- Conus magnificus Reeve, 1843
- Conus magnottei Petuch, 1987
- Conus magus Linnaeus, 1758
- Conus maioensis Trovão, Rolán & Félix-Alves, 1990
- Conus malabaricus (Monnier, Limpalaër & Tenorio, 2017)
- Conus malacanus Hwass, 1792
- Conus malcolmi (Monnier & Limpalaër, 2015)
- Conus maldivus Hwass, 1792
- Conus manusensis (Monnier, Prugnaud & Limpalaër, 2022)
- Conus mappa [Lightfoot], 1786
- Conus marchionatus Hinds, 1843
- Conus mariaodeteae (Petuch & R. F. Myers, 2014)
- Conus marielae Rehder & B. R. Wilson, 1975
- Conus marileeae (Harasewych, 2014)
- Conus marimaris (Tenorio, Abalde & Zardoya, 2018)
- Conus markpagei (R. Aiken, 2021)
- Conus marmoreus Linnaeus, 1758
- Conus martensi E. A. Smith, 1884
- Conus martini Wanner & Hahn, 1935 †
- Conus martinianus Reeve, 1844
- Conus marysae (Lorenz, 2019)
- Conus mascarenensis (Monnier & Limpalaër, 2019)
- Conus mauryi Finlay, 1927 †
- Conus maya (Petuch & Sargent, 2011)
- Conus mazzolii (Petuch & Sargent, 2011)
- Conus mcbridei Lorenz, 2005
- Conus medoci Lorenz, 2004
- Conus medvedevi (Monteiro, Afonso, Tenorio, Rosado & Pirinhas, 2014)
- Conus melvilli G. B. Sowerby III, 1879
- Conus menkrawitensis Beets, 1941 †
- Conus mercati Brocchi, 1814 †
- Conus mercator Linnaeus, 1758
- Conus merletti Mayissian, 1974
- Conus metcalfii Reeve, 1843
- Conus miamiensis Petuch, 1986 †
- Conus michelcharlesi (Monnier, Limpalaër & Prugnaud, 2020)
- Conus micropunctatus Rolán & Röckel, 2000
- Conus miles Linnaeus, 1758
- Conus milesi E. A. Smith, 1887
- Conus miliaris Hwass, 1792
- Conus milneedwardsi Jousseaume, 1894
- Conus miniexcelsus B. M. Olivera & J. S. Biggs, 2010
- Conus minnamurra (Garrard, 1961)
- Conus miruchae Röckel, Rolán & Monteiro, 1980
- Conus mitratus Hwass, 1792
- Conus moissettei Psarras, Merle & Koskeridou, 2022 †
- Conus molis A. P. Brown & Pilsbry, 1911 †
- Conus moluccensis Küster, 1838
- Conus monachus Linnaeus, 1758
- Conus moncuri Filmer, 2005
- Conus monicae (Petuch & Berschauer, 2015)
- Conus monile Hwass, 1792
- Conus monilifer Broderip, 1833
- Conus montillai Röckel, 1985
- Conus moolenbeeki Filmer, 2011
- Conus moravicus R. Hoernes & Auinger, 1879 †
- Conus moreleti Crosse, 1858
- Conus morrisoni G. Raybaudi Massilia, 1991
- Conus mosterti (R. Aiken, 2021)
- Conus moylani Delsaerdt, 2000
- Conus mozambicus Hwass, 1792
- Conus mpenjatiensis (S. G. Veldsman, 2016)
- Conus mucronatus Reeve, 1843
- Conus mulderi Fulton, 1936
- Conus multiliratus Böse, 1906 †
- Conus muriculatus G. B. Sowerby I, 1833
- Conus murravianus Tate, 1890 †
- Conus mus Hwass, 1792
- Conus musicus Hwass, 1792
- Conus mustelinus Hwass, 1792
- Conus nahoonensis (S. G. Veldsman, 2016)
- Conus namocanus Hwass, 1792
- Conus nanshaensis F.-L. Li, 2016
- Conus nanus G. B. Sowerby I, 1833
- Conus naranjus Trovão, 1975
- Conus natalaurantius (S. G. Veldsman, 2013)
- Conus natalis G. B. Sowerby II, 1858
- Conus navarroi Rolán, 1986
- Conus negroides Kaicher, 1977
- Conus nemo (S. G. Veldsman, 2022)
- Conus neocostatus B. M. Olivera, Watkins, Puillandre & Tenorio, 2021
- Conus neptunus Reeve, 1843
- Conus neumayri R. Hoernes & Auinger, 1879 †
- Conus newtoni G. F. Harris, 1897 †
- Conus ngai Thach, 2020
- Conus ngaorum Thach, 2021
- Conus ngavianus K. Martin, 1895 †
- Conus ngocngai Thach, 2017
- Conus niasensis (Monnier, Prugnaud & Limpalaër, 2022)
- Conus niasensis H. Woodward, 1879 †
- Conus nicopuillandrei Rabiller & Richard, 2019
- Conus niederhoeferi (Monnier, Limpalaër & Lorenz, 2012)
- Conus nielsenae Marsh, 1962
- Conus nigricolor Bozzetti, 2023
- Conus nigromaculatus Röckel & Moolenbeek, 1992
- Conus nigropunctatus G. B. Sowerby II, 1858
- Conus nimbosus Hwass, 1792
- Conus nobilis Linnaeus, 1758
- Conus nobrei Trovão, 1975
- Conus nocturnus [Lightfoot], 1786
- Conus nodulosus G. B. Sowerby II, 1864
- Conus norai da Motta & G. Raybaudi Massilia, 1992
- Conus norpothi Lorenz, 2015
- Conus nucleus Reeve, 1848
- Conus nunesi Schönherr, 2018
- Conus nussatella Linnaeus, 1758
- Conus nux Broderip, 1833
- Conus nybakkeni (Tenorio, J. K. Tucker & Chaney, 2012)
- Conus oboesus Michelotti, 1847 †
- Conus obscurus G. B. Sowerby I, 1833
- Conus ochroleucus Gmelin, 1791
- Conus odengensis K. Martin, 1895 †
- Conus oishii (Shikama, 1977)
- Conus oligistus Tomlin, 1937 †
- Conus olssoni Maury, 1917 †
- Conus omaria Hwass, 1792
- Conus orion Broderip, 1833
- Conus ornatissimus K. Martin, 1883 †
- Conus ortneri Petuch, 1998
- Conus ostrinus (J. K. Tucker & Tenorio, 2011)
- Conus oualeiriensis Rabiller & Richard, 2019
- Conus ozennii Crosse, 1858 †
- Conus palabuanensis K. Martin, 1895 †
- Conus pamotanensis K. Martin, 1906 †
- Conus papilliferus G. B. Sowerby I, 1834
- Conus papuensis Coomans & Moolenbeek, 1982
- Conus paraguana Petuch, 1987
- Conus paramagnificus (R. Aiken, 2023)
- Conus paranobilis Petuch, 1991 †
- Conus parascalaris Petuch, 1987
- Conus parius Reeve, 1844
- Conus parvatus Walls, 1979
- Conus paschalli Petuch, 1998
- Conus pascuensis Rehder, 1980
- Conus patae Abbott, 1971
- Conus patamakanthini Delsaerdt, 1998
- Conus patglicksteinae Petuch, 1987
- Conus patriceae (Petuch & R. F. Myers, 2014)
- Conus patricius Hinds, 1843
- Conus paukstisi (J. K. Tucker, Tenorio & Chaney, 2011)
- Conus paulae Petuch, 1988
- Conus pauperculus G. B. Sowerby I, 1834
- Conus pavillardae T. Cossignani, 2019
- Conus peasei (Brazier, 1877)
- Conus pelagicus Brocchi, 1814 †
- Conus peli Moolenbeek, 1996
- Conus pellisserpentis Lorenz & K. Monsecour, 2023
- Conus penchaszadehi Petuch, 1986
- Conus pennaceus Born, 1778
- Conus pergrandis (Iredale, 1937)
- Conus perrineae (T. Cossignani & Fiadeiro, 2018)
- Conus pertusus Hwass, 1792
- Conus petasus Ludbrook, 1978 †
- Conus petergabrieli Lorenz, 2006
- Conus peterstimpsoni (T. Cossignani & Allary, 2021)
- Conus petestimpsoni (Petuch & Berschauer, 2016)
- Conus petrolei K. Martin, 1933 †
- Conus petuchi (Monteiro, Afonso, Tenorio, Rosado & Pirinhas, 2014)
- Conus philippii Kiener, 1847
- Conus philquiquandoni T. Cossignani, 2020
- Conus pica A. Adams & Reeve, 1848
- Conus pictus Reeve, 1843
- Conus piti Rabiller & Richard, 2019
- Conus plagiarius K. Martin, 1935 †
- Conus planiliratus G. B. Sowerby I, 1850 †
- Conus planorbis Born, 1778
- Conus platensis Frenguelli, 1946 †
- Conus plinthis Richard & Moolenbeek, 1988
- Conus polongimarumai Kosuge, 1980
- Conus pomareae (Monnier & Limpalaër, 2014)
- Conus ponderoaustriacus Sacco, 1893 †
- Conus pongo Coomans, Moolenbeek & Wils, 1982
- Conus poormani S. S. Berry, 1968
- Conus poremskigrandis (Crabos, Pomponet, Queiroz & L. Passos, 2023)
- Conus portobeloensis Petuch, 1990
- Conus potiguar (Petuch & Berschauer, 2019)
- Conus poulosi Petuch, 1993
- Conus praecellens A. Adams, 1854
- Conus praelatus Hwass, 1792
- Conus precancellatus MacNeil, 1961 †
- Conus pretiosus G. Nevill & H. Nevill, 1874
- Conus primus Röckel & Korn, 1990
- Conus princeps Linnaeus, 1758
- Conus priscus K. Martin, 1931 †
- Conus proximus G. B. Sowerby II, 1860
- Conus pseudaurantius Vink & Cosel, 1985
- Conus pseudimperialis Moolenbeek, Zandbergen & Bouchet, 2008
- Conus pseudoarmoricus P. Marshall & Murdoch, 1920 †
- Conus pseudocardinalis Coltro, 2004
- Conus pseudocedonulli Blainville, 1818
- Conus pseudomusicus Bozzetti, 2023
- Conus pseudonivifer Monteiro, Tenorio & Poppe, 2004
- Conus pseudotextile Grateloup, 1835 †
- Conus ptychodermis Tate, 1890 †
- Conus pulcher [Lightfoot], 1786
- Conus pulicarius Hwass, 1792
- Conus purissimus Filmer, 2011
- Conus purpurascens G. B. Sowerby I, 1833
- Conus purus Pease, 1863
- Conus quasidaucus Touitou, Puillandre, Bouchet & Clovel, 2020
- Conus quasimagus (Bozzetti, 2016)
- Conus queenslandis da Motta, 1984
- Conus querciniformis K. Martin, 1884 †
- Conus quercinus [Lightfoot], 1786
- Conus quiquandoni Lorenz & Barbier, 2008
- Conus radiatus Gmelin, 1791
- Conus ralphii Tenison Woods, 1879 †
- Conus ranonganus da Motta, 1978
- Conus raphanus Hwass, 1792
- Conus rattus Hwass, 1792
- Conus raulsilvai Rolán, Monteiro & C. Fernandes, 1998
- Conus rawaiensis da Motta, 1978
- Conus recluzianus Bernardi, 1853
- Conus recognitus Guppy, 1867 †
- Conus recurvus Broderip, 1833
- Conus reductaspiralis Walls, 1979
- Conus regius Gmelin, 1791
- Conus regonae Rolán & Trovão, 1990
- Conus regularis G. B. Sowerby I, 1833
- Conus rembangensis K. Martin, 1906 †
- Conus renateae Cailliez, 1993
- Conus renkeri (Poppe & Tagaro, 2023)
- Conus reticulatus Born, 1778
- Conus retifer Menke, 1829
- Conus richardbinghami Petuch, 1993
- Conus richardsae Röckel & Korn, 1992
- Conus richeri Richard & Moolenbeek, 1988
- Conus riosi Petuch, 1986
- Conus ritae Petuch, 1995
- Conus rizali B. M. Olivera & J. S. Biggs, 2010
- Conus robini (Limpalaër & Monnier, 2012)
- Conus roeckeli Rolán, 1980
- Conus rokokorum (Monnier, Prugnaud & Limpalaër, 2021)
- Conus rolani Röckel, 1986
- Conus roosevelti Bartsch & Rehder, 1939
- Conus rosalindensis Petuch, 1998
- Conus rosapex (Crabos, Pomponet, Queiroz & L. Passos, 2023)
- Conus rosemaryae Petuch, 1990
- Conus roseorapum G. Raybaudi & da Motta, 1990
- Conus rosi (Petuch & Berschauer, 2015)
- Conus rouxi (Monnier, Limpalaër & Robin, 2013)
- Conus royaikeni (S. G. Veldsman, 2010)
- Conus rufimaculosus Macpherson, 1959
- Conus ruppellii Reeve, 1848
- Conus ruthae (Monnier & Limpalaër, 2013)
- Conus sahlbergi da Motta & Harland, 1986
- Conus sakalava (Monnier & Tenorio, 2017)
- Conus salletae (T. Cossignani, 2014)
- Conus salzmanni G. Raybaudi Massilia & Rolán, 1997
- Conus samadiae Tenorio & Puillandre, 2023
- Conus samaraiensis (Monnier, Prugnaud & Limpalaër, 2022)
- Conus samiae da Motta, 1982
- Conus sandwichensis Walls, 1978
- Conus sanguineus Kiener, 1850
- Conus sanguinolentus Quoy & Gaimard, 1834
- Conus sannio Finlay, 1927 †
- Conus santaluziensis (T. Cossignani & Fiadeiro, 2015)
- Conus santanaensis (Afonso & Tenorio, 2014)
- Conus santii (T. Cossignani, 2022)
- Conus santinii (Monnier & Limpalaër, 2014)
- Conus saragasae Rolán, 1986
- Conus sartii Korn, Niederhöfer & Blöcher, 2002
- Conus scabriusculus Dillwyn, 1817
- Conus scalaris Valenciennes, 1832
- Conus scalarispira (Bozzetti, 2012)
- Conus scalarissimus da Motta, 1988
- Conus scalii (T. Cossignani, 2023)
- Conus scalptus Reeve, 1843
- Conus scopulorum Van Mol, Tursch & Kempf, 1971
- Conus scottjordani (Poppe, Monnier & Tagaro, 2012)
- Conus sculletti Marsh, 1962
- Conus sculpturatus Röckel & da Motta, 1986
- Conus sedanensis K. Martin, 1906 †
- Conus sennottorum Rehder & Abbott, 1951
- Conus sertacinctus Röckel, 1986
- Conus severinae T. Cossignani, 2020
- Conus sewalli Maury, 1917 †
- Conus shaskyi (Tenorio, J. K. Tucker & Chaney, 2012)
- Conus shikamai Coomans, Moolenbeek & Wils, 1985
- Conus shimajiriensis MacNeil, 1961 †
- Conus simoensis K. Martin, 1906 †
- Conus simonis Bozzetti, 2010
- Conus sinaiensis (Petuch & Berschauer, 2016)
- Conus sindangbaranensis K. Martin, 1906 †
- Conus skinneri da Motta, 1982
- Conus skoglundae (Tenorio, J. K. Tucker & Chaney, 2012)
- Conus smoesi (Petuch & Berschauer, 2016)
- Conus socialis K. Martin, 1895 †
- Conus sogodensis (Poppe, Monnier & Tagaro, 2012)
- Conus solangeae Bozzetti, 2004
- Conus solidus Gmelin, 1791
- Conus solomonensis Delsaerdt, 1992
- Conus spectrum Linnaeus, 1758
- Conus sphacelatus G. B. Sowerby I, 1833
- Conus spiceri Bartsch & Rehder, 1943
- Conus splendidulus G. B. Sowerby I, 1833
- Conus spolongensis K. Martin, 1916 †
- Conus sponsalis Hwass, 1792
- Conus spurius Gmelin, 1791
- Conus stainforthii Reeve, 1843
- Conus stanfieldi Petuch, 1998
- Conus stercusmuscarum Linnaeus, 1758
- Conus stimpsoni Dall, 1902
- Conus stramineus Lamarck, 1810
- Conus straturatus G. B. Sowerby II, 1865
- Conus striatellus Link, 1807
- Conus striatulus Brocchi, 1814 †
- Conus striatus Linnaeus, 1758
- Conus striolatus Kiener, 1848
- Conus stupa (Kuroda, 1956)
- Conus stupella (Kuroda, 1956)
- Conus subachatinus Crosse, 1858 †
- Conus subfloridus da Motta, 1985
- Conus subtessellatus d'Orbigny, 1852 †
- Conus subvimineus Cossmann, 1900 †
- Conus suduirauti G. Raybaudi Massilia, 2004
- Conus sugillatus Reeve, 1844
- Conus sugimotonis Kuroda, 1929
- Conus sukhadwalai Röckel & da Motta, 1983
- Conus sulcatus Hwass, 1792
- Conus sulcocastaneus Kosuge, 1981
- Conus sumatrae Tomlin, 1937 †
- Conus sumbawaensis (Verbinnen, 2022)
- Conus sundaicus Pannekoek, 1936 †
- Conus sunderlandi Petuch, 1987
- Conus suratensis Hwass, 1792
- Conus sutanorcum Moolenbeek, Röckel & Bouchet, 2008
- Conus suturatus Reeve, 1844
- Conus swainsoni Estival & Cosel, 1986
- Conus sydneyensis G. B. Sowerby III, 1887
- Conus symmetricus G. B. Sowerby I, 1850 †
- Conus tabidus Reeve, 1844
- Conus tacomae Boyer & Pelorce, 2009
- Conus taeniatus Hwass, 1792
- Conus tagaroae (Limpalaër & Monnier, 2013)
- Conus taitensis Hwass, 1792
- Conus takahashii (Petuch & Berschauer, 2019)
- Conus tangae (T. Cossignani, 2022)
- Conus taphrus Woodring, 1970 †
- Conus taurinensis Bellardi & Michelotti, 1840 †
- Conus telatus Reeve, 1848
- Conus tenorioi (Monnier, Monteiro & Limpalaër, 2016)
- Conus tenuilineatus Rolán & Röckel, 2001
- Conus tenuistriatus G. B. Sowerby II, 1858
- Conus terebra Born, 1778
- Conus terryni Tenorio & Poppe, 2004
- Conus tessulatus Born, 1778
- Conus tethys (Petuch & Sargent, 2011)
- Conus textile Linnaeus, 1758
- Conus thachi F. Huber, 2020
- Conus thailandis da Motta, 1978
- Conus thalassiarchus G. B. Sowerby I, 1834
- Conus theodorei Petuch, 2000
- Conus therriaulti (Petuch, 2013)
- Conus thevenardensis da Motta, 1987
- Conus thomae Gmelin, 1791
- Conus thorae Finlay, 1927 †
- Conus tiaratus G. B. Sowerby I, 1833
- Conus tiarophorus Tomlin, 1937 †
- Conus timorensis Hwass, 1792
- Conus tinianus Hwass, 1792
- Conus tisii T. C. Lan, 1978
- Conus tjaringinensis K. Martin, 1895 †
- Conus tjidamarensis K. Martin, 1879 †
- Conus tjilonganensis K. Martin, 1906 †
- Conus tokunagai Otuka, 1934 †
- Conus tonisii (Petuch & R. F. Myers, 2014)
- Conus tostesi Petuch, 1986
- Conus totoi (M. A. Lima & T. Cossignani, 2023)
- Conus tourosensis (Petuch & Berschauer, 2018)
- Conus transkeiensis Korn, 1998
- Conus tranthami Petuch, 1995
- Conus trencarti Nolf & Verstraeten, 2008
- Conus tribblei Walls, 1977
- Conus trigonicus Tomlin, 1937 †
- Conus trigonus Reeve, 1848
- Conus trinitarius Hwass, 1792
- Conus tristensis Petuch, 1987
- Conus trochulus Reeve, 1844
- Conus troendlei Moolenbeek, Zandbergen & Bouchet, 2008
- Conus trovaoi Rolán & Röckel, 2000
- Conus tulipa Linnaeus, 1758
- Conus turriculatus Deshayes, 1865 †
- Conus tuticorinensis Röckel & Korn, 1990
- Conus typhon Kilburn, 1975
- Conus uhlei (Petuch, Coltro & Berschauer, 2020)
- Conus umbgrovei K. Martin, 1933 †
- Conus unifasciatus Kiener, 1850
- Conus urashimanus Kuroda & Ko. Itô, 1961
- Conus ustulatus Reeve, 1844
- Conus vandijki K. Martin, 1916 †
- Conus vanvilstereni (Moolenbeek & Zandbergen, 2013)
- Conus vappereaui Monteiro, 2009
- Conus variegatus Kiener, 1848
- Conus varius Linnaeus, 1758
- Conus vautieri Kiener, 1847
- Conus vayssierei Pallary, 1906
- Conus vegaluzi (Monnier, Prugnaud, Limpalaër, 2020)
- Conus velaensis Petuch, 1993
- Conus velliesi (S. G. Veldsman, 2016)
- Conus venezuelanus Petuch, 1987
- Conus ventricosus Gmelin, 1791
- Conus venulatus Hwass, 1792
- Conus venustulus Bozzetti, 2022
- Conus verdensis Trovão, 1979
- Conus vexillum Gmelin, 1791
- Conus vezoi Korn, Niederhöfer & Blöcher, 2000
- Conus victor Broderip, 1842
- Conus victoriae Reeve, 1843
- Conus vicweei Old, 1973
- Conus vidua Reeve, 1843
- Conus vietnamensis Thach, 2023
- Conus villalvernensis Pavia, 2022 †
- Conus villepinii P. Fischer & Bernardi, 1857
- Conus viola Cernohorsky, 1977
- Conus violaceus Gmelin, 1791
- Conus virgatus Reeve, 1849
- Conus virgo Linnaeus, 1758
- Conus visagenus Kilburn, 1974
- Conus vitilevuensis (Monnier, Prugnaud & Limpalaër, 2022)
- Conus vittatus Hwass, 1792
- Conus vitulinus Hwass, 1792
- Conus voluminalis Reeve, 1843
- Conus vulcanus Tenorio & Afonso, 2004
- Conus wallangra (Garrard, 1961)
- Conus waltonensis Aldrich, 1903 †
- Conus weltoni Hickman, 1980 †
- Conus wilsi Delsaerdt, 1998
- Conus wittigi Walls, 1977
- Conus woodringi Hendricks, 2018 †
- Conus xanthicus Dall, 1910
- Conus xanthocinctus Petuch, 1986
- Conus xenicus Pilsbry & C. W. Johnson, 1917 †
- Conus xhosa (S. G. Veldsman, 2016)
- Conus xicoi Röckel, 1987
- Conus yemenensis Bondarev, 1997
- Conus zambaensis Hendricks, 2015 †
- Conus zandbergeni Filmer & Moolenbeek, 2010
- Conus zapatosensis Röckel, 1987
- Conus zebra Lamarck, 1810
- Conus zebroides Kiener, 1848
- Conus zeylanicus Gmelin, 1791
- Conus ziczac Megerle von Mühlfeld, 1816
- Conus zonatus Hwass in Bruguière, 1792
- Conus zylmanae Petuch, 1998

Noms en synonymie
- Conus elegans G. B. Sowerby III, 1895, un synonyme de Conasprella elegans (G. B. Sowerby III, 1895)
- Conus elegans Schepman, 1913, un synonyme de Conasprella saecularis (Melvill, 1898)

## Galerie

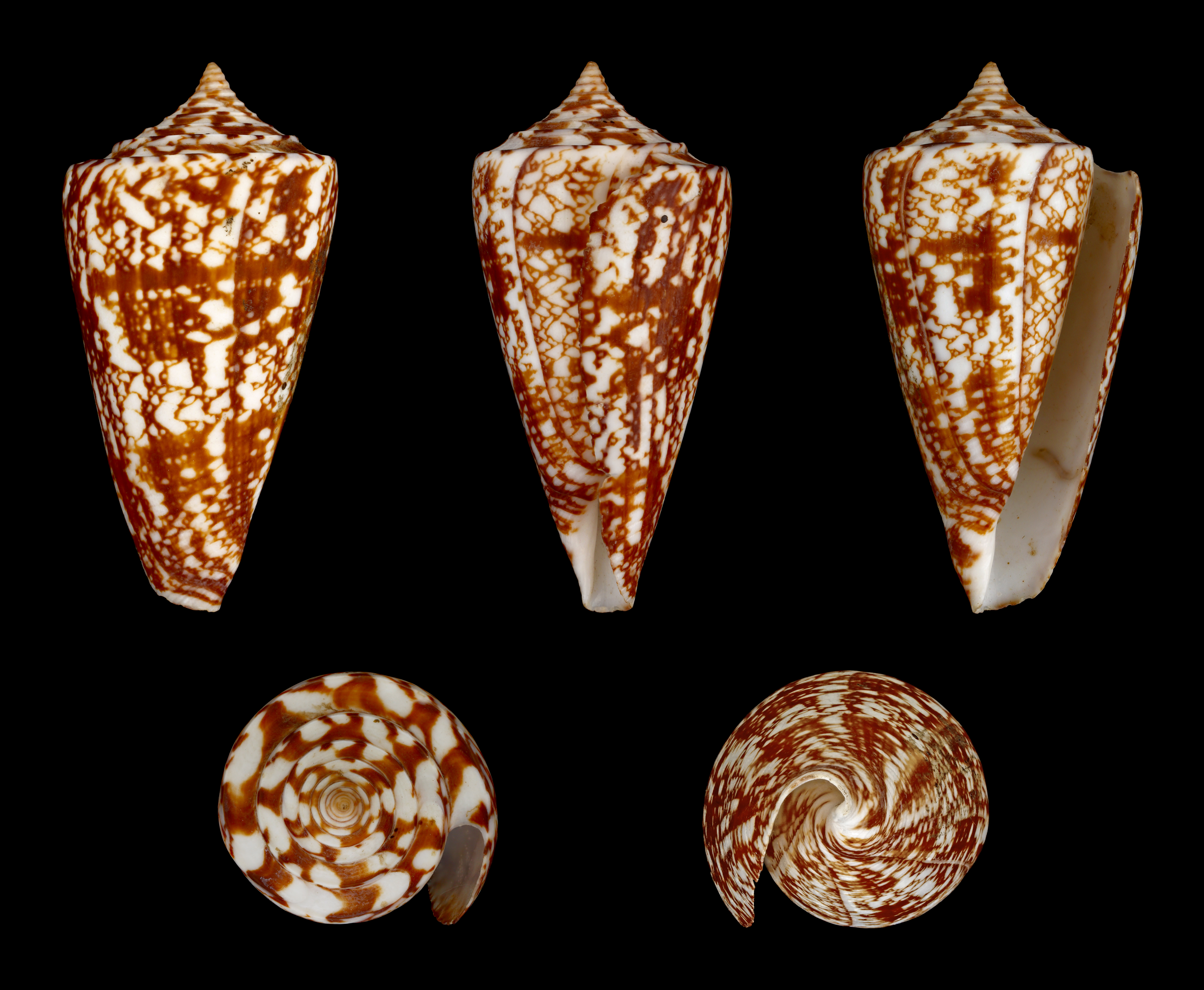
Conus amadis
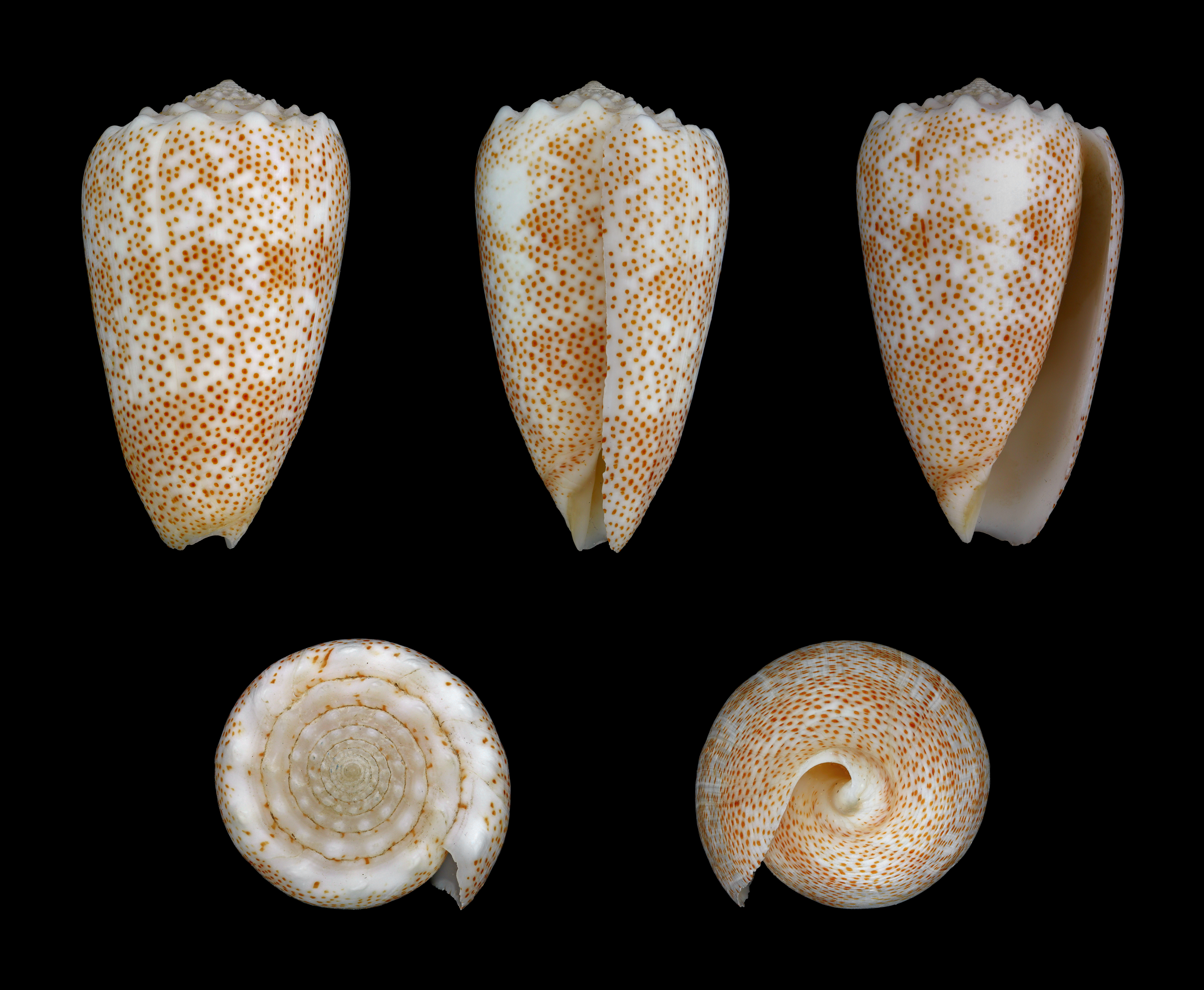
Conus arenatus
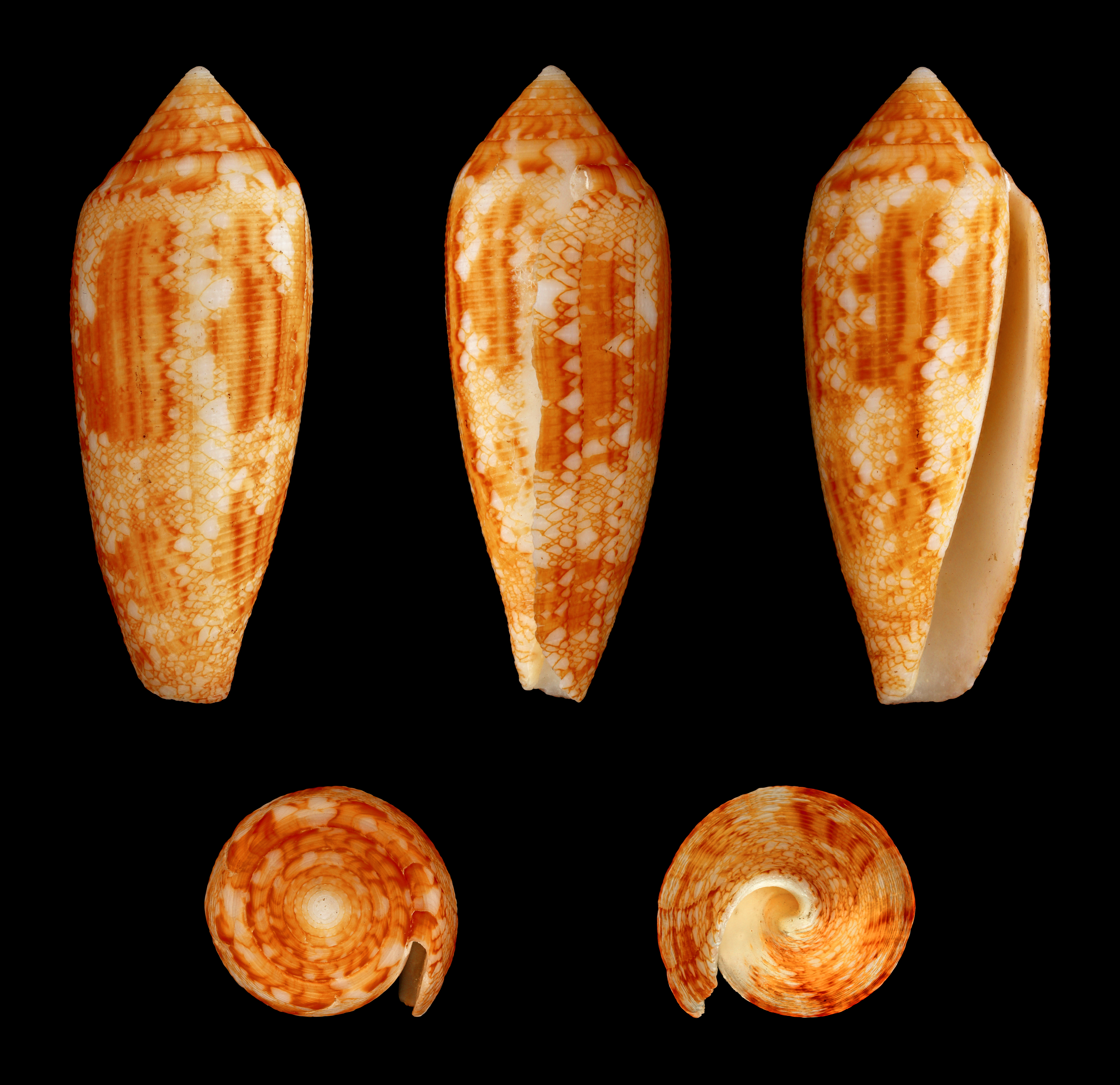
Conus aureus
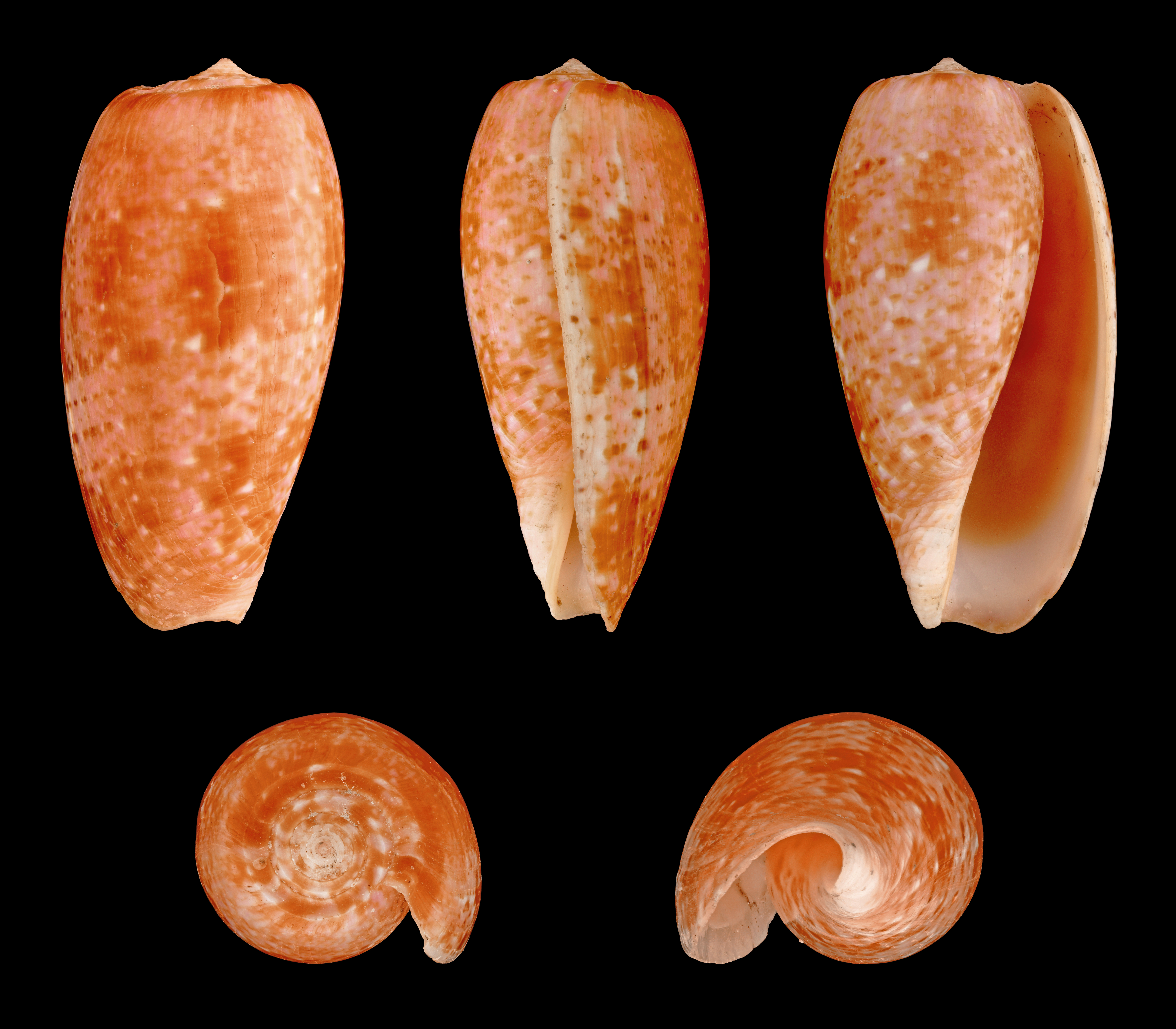
Conus bullatus
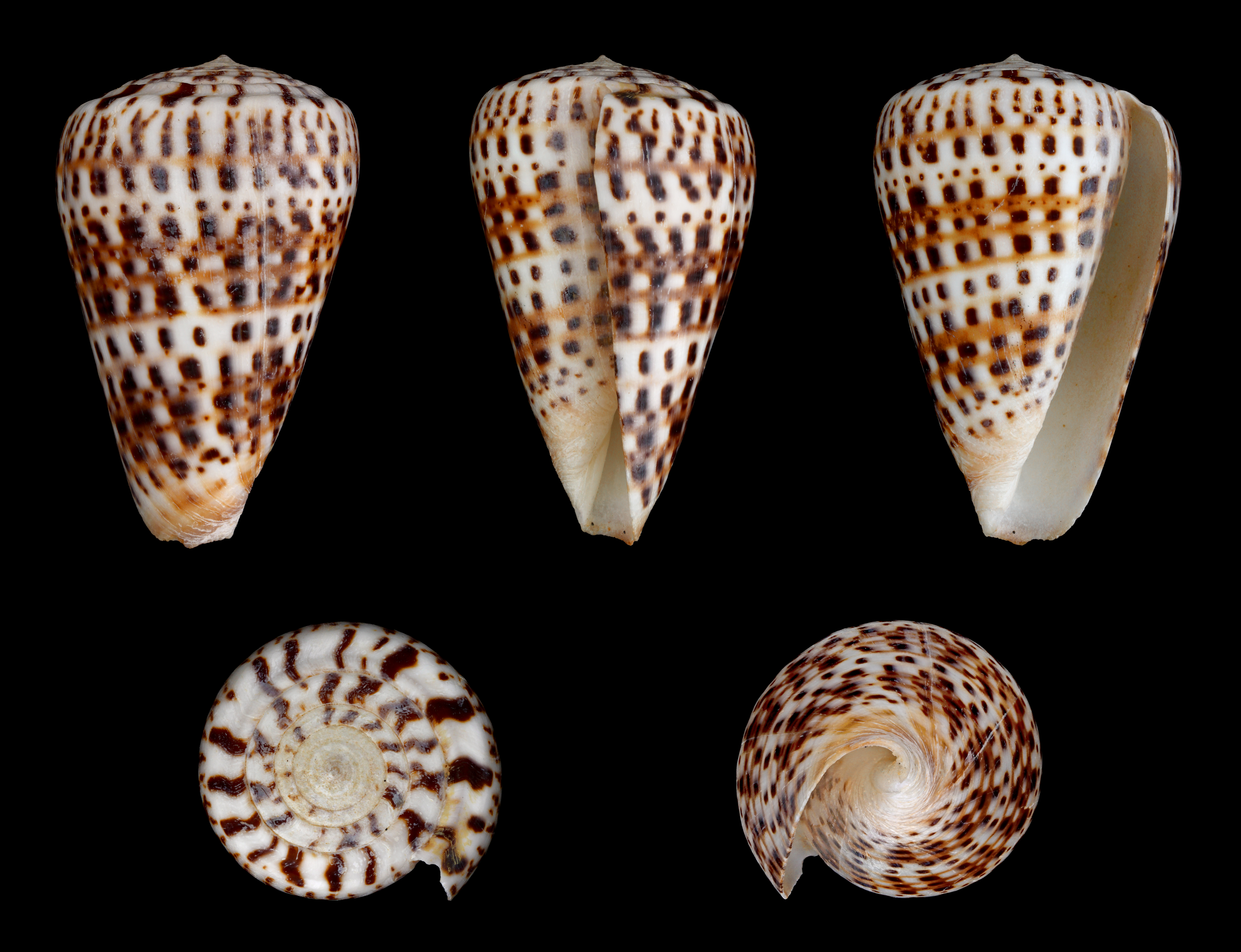
Conus byssinus
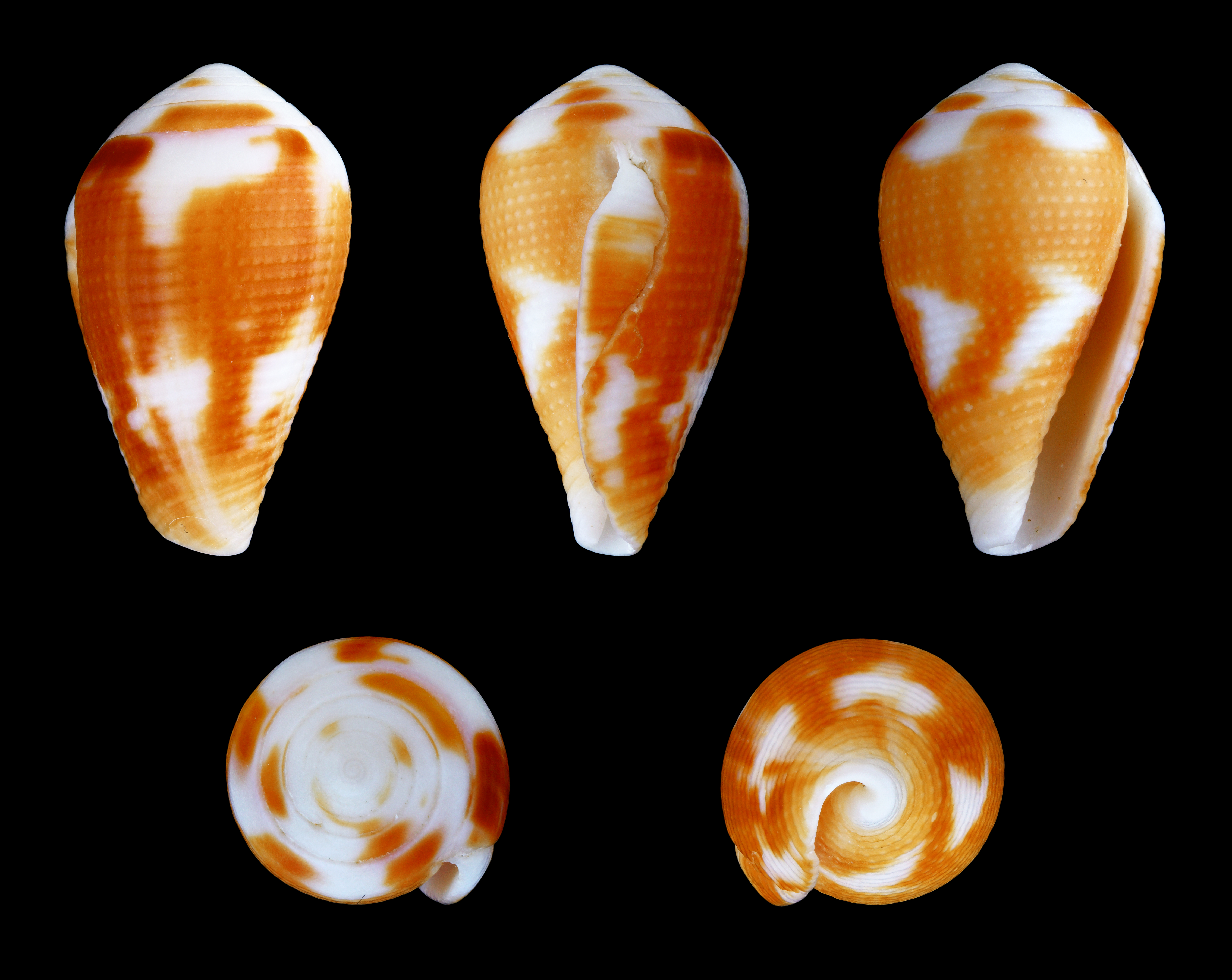
Conus catus
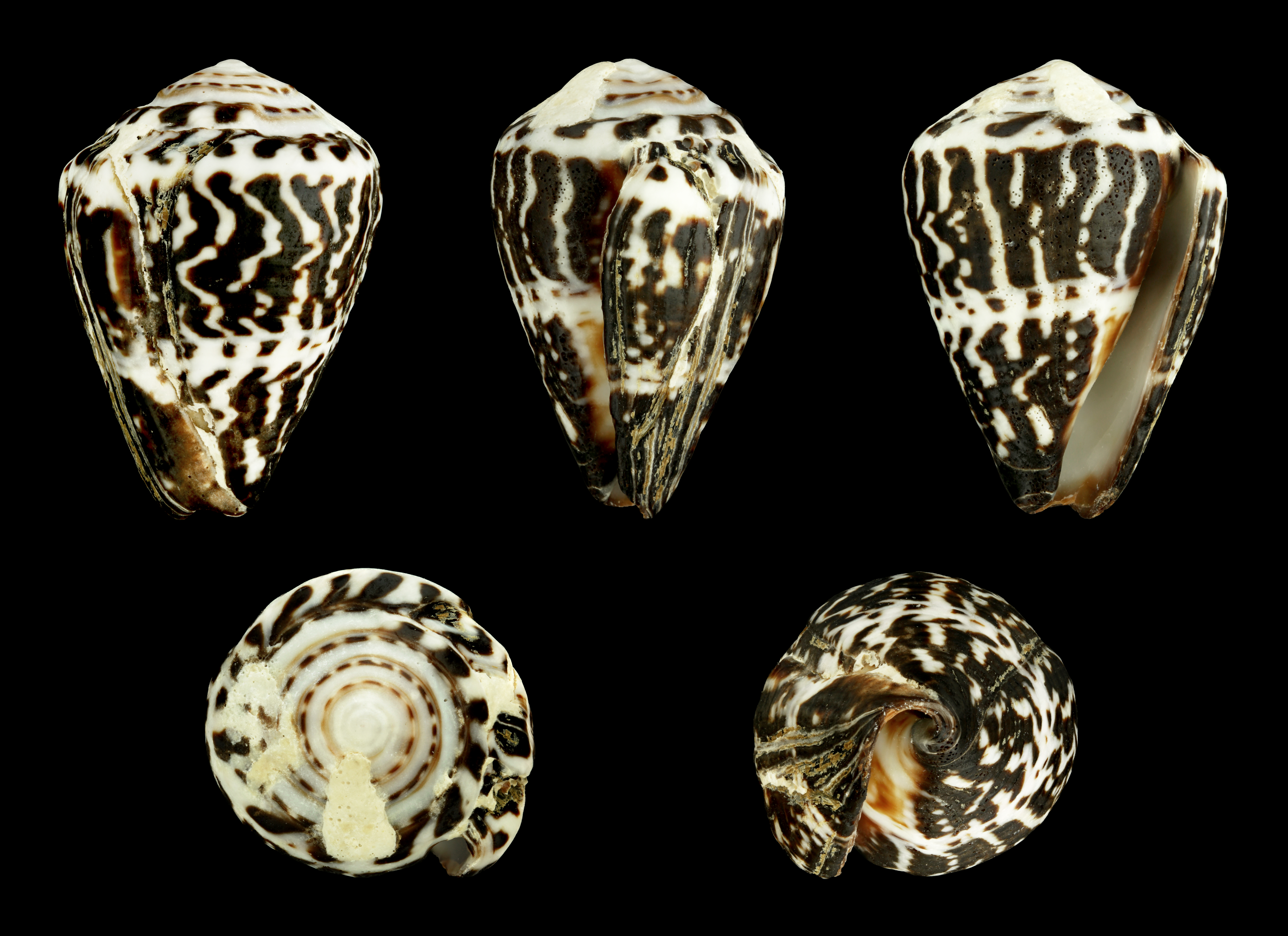
Conus chaldaeus
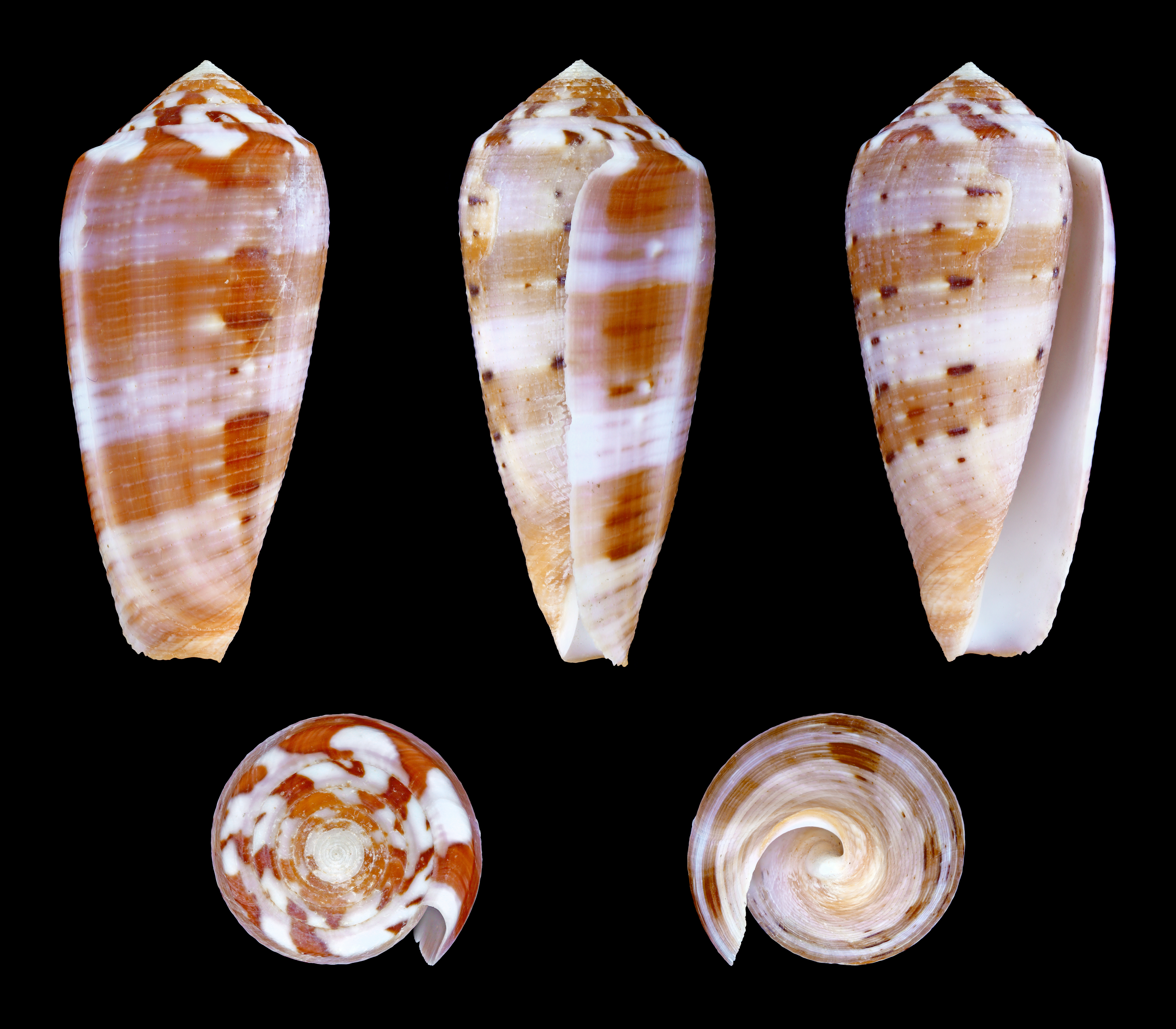
Conus circumcisus
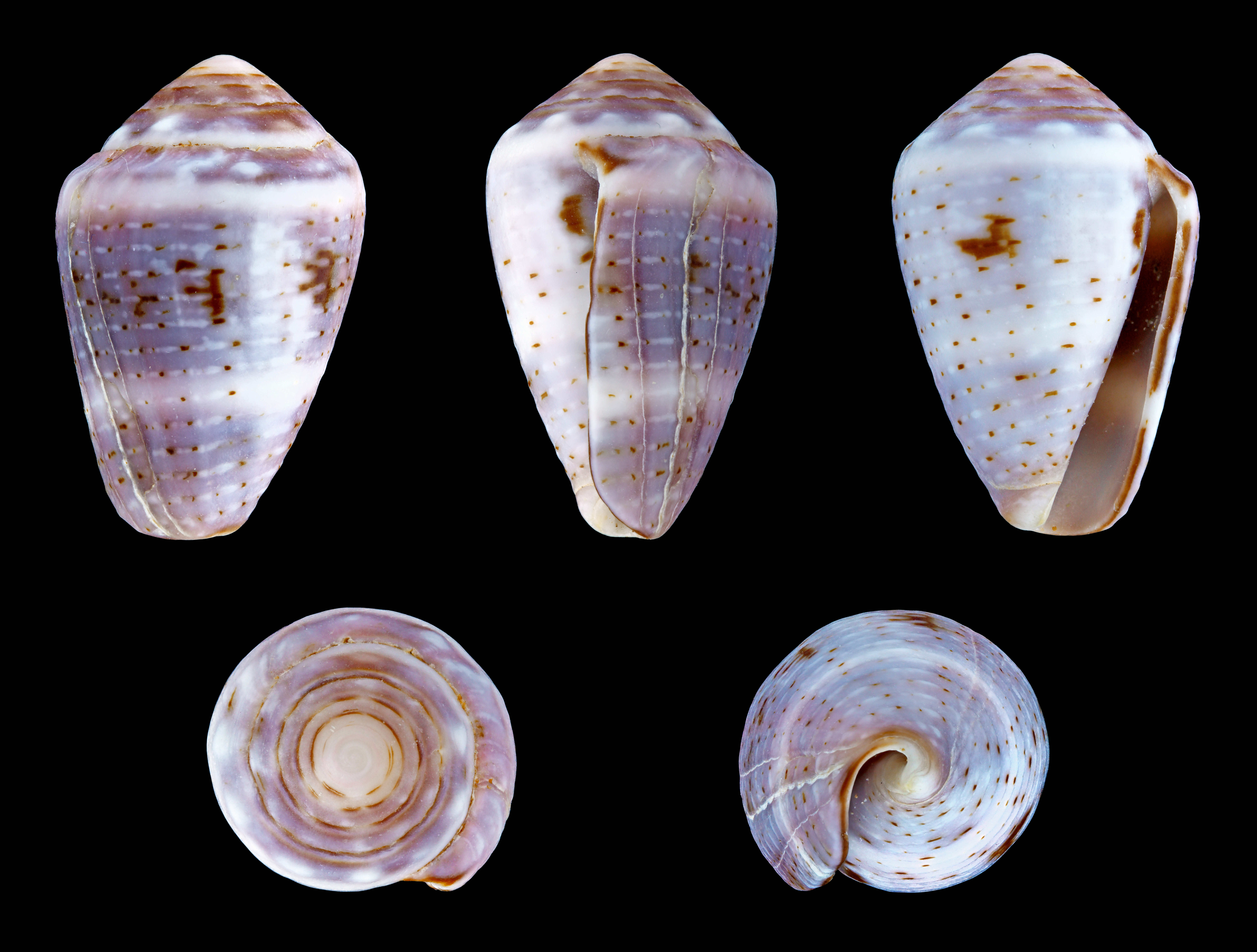
Conus coronatus
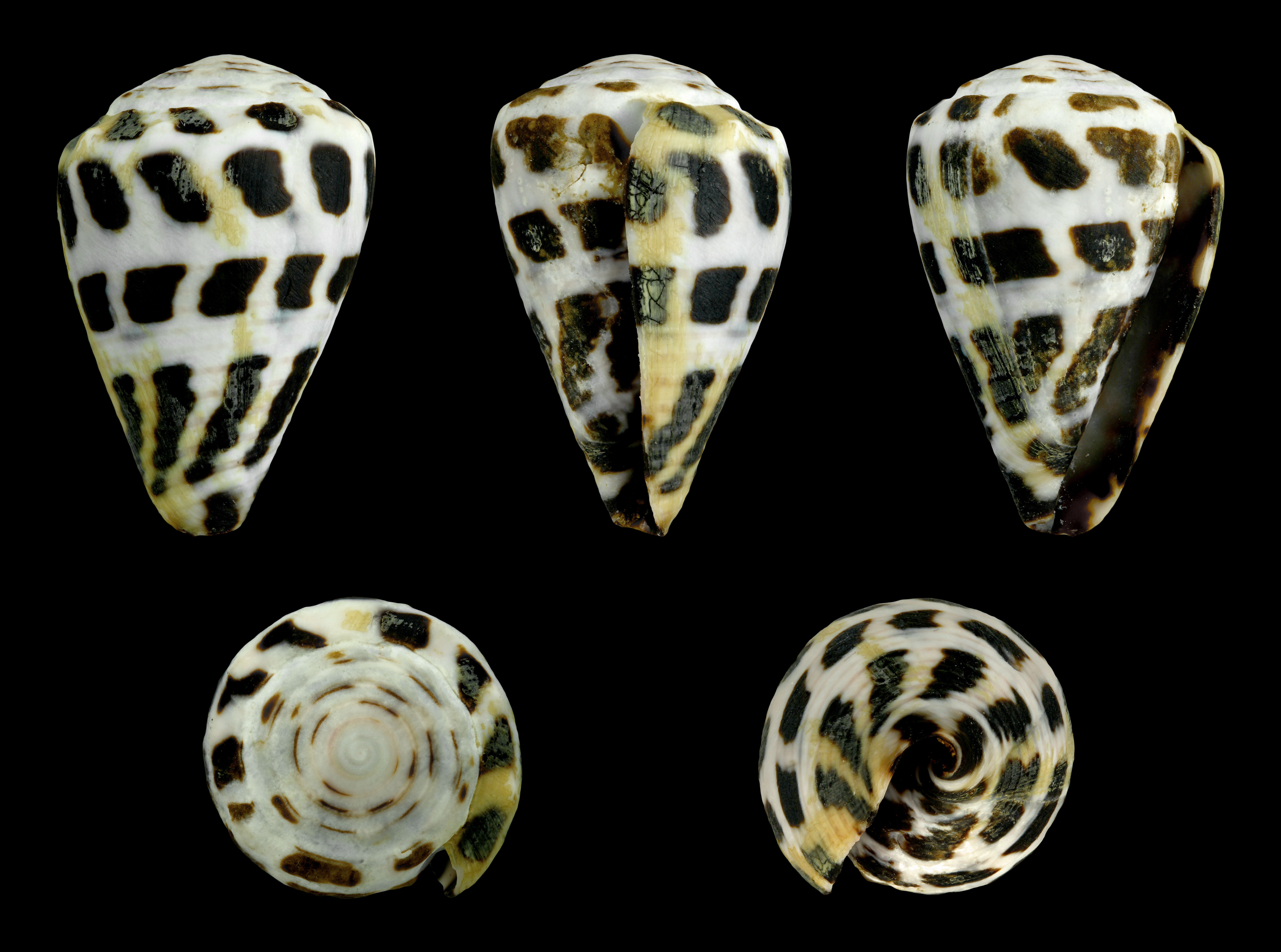
Conus ebraeus
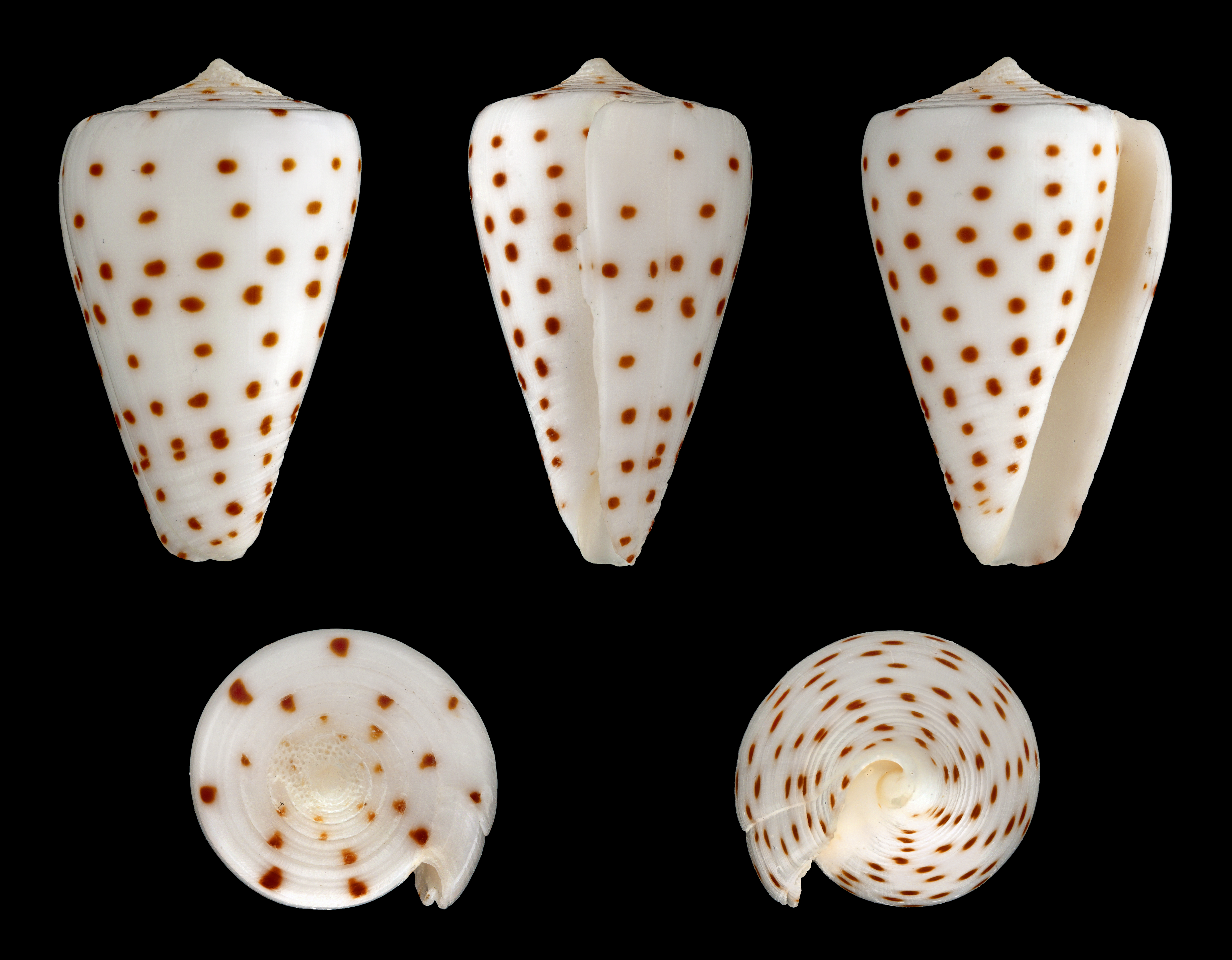
Conus eburneus
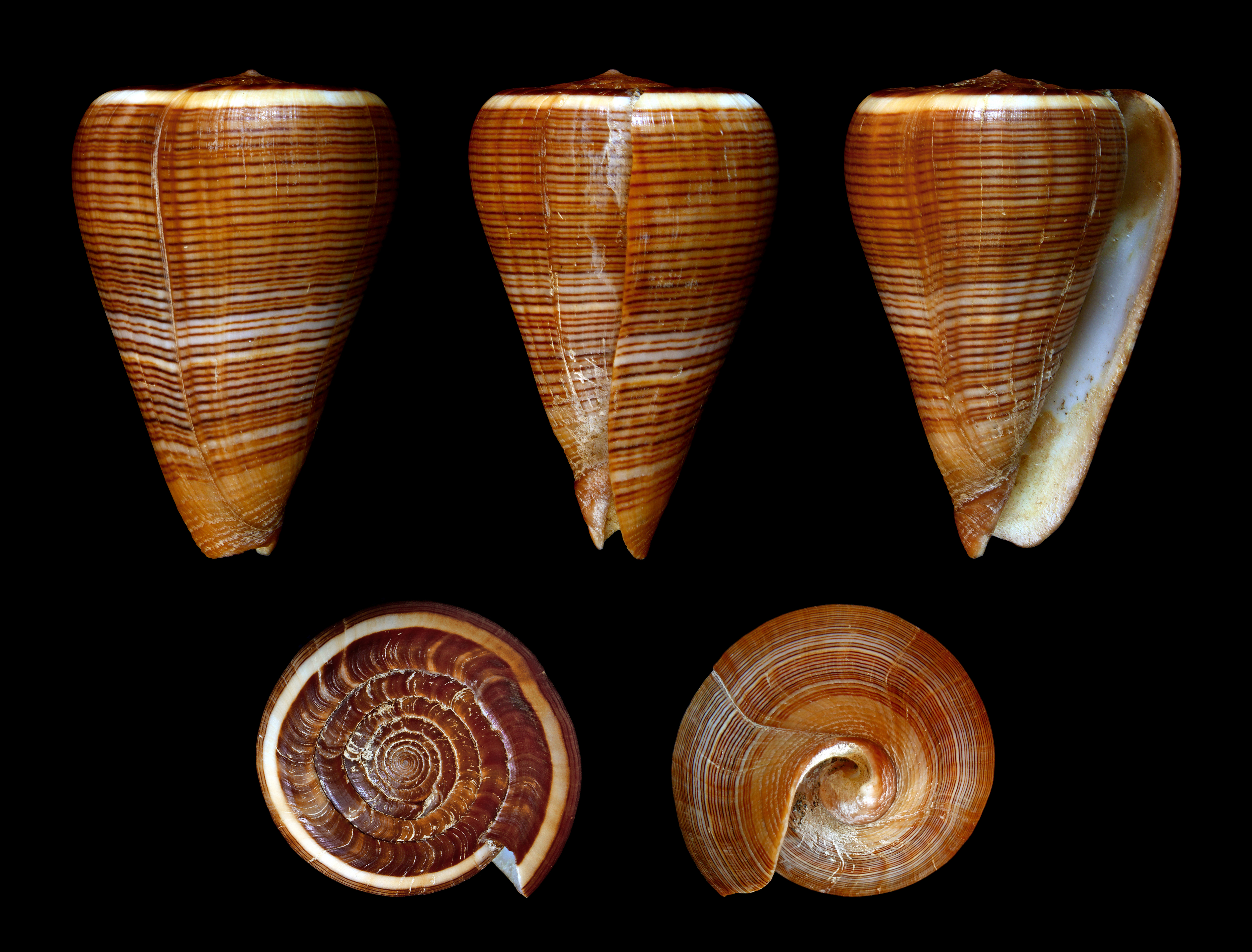
Conus figulinus
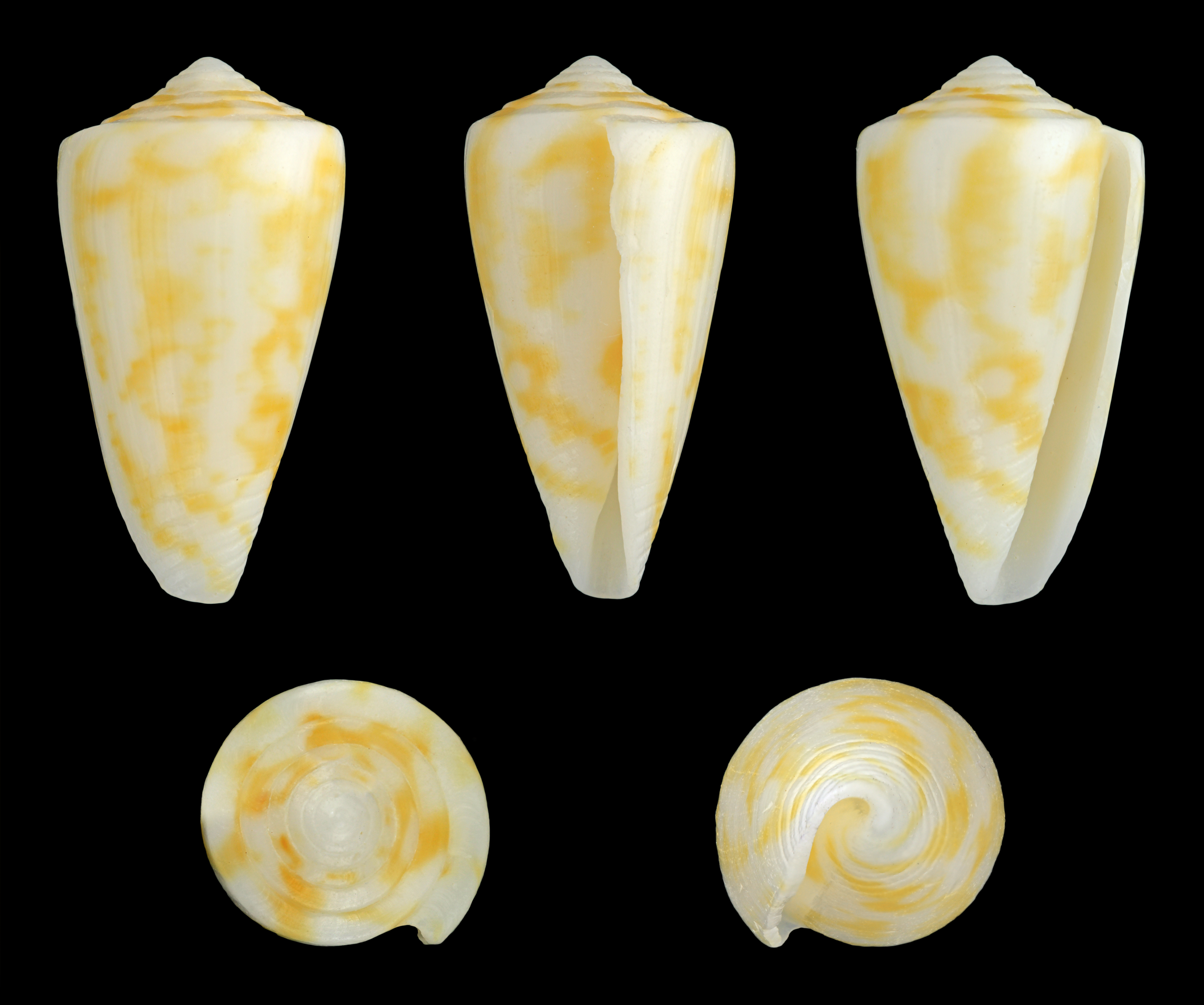
Conus flavescens
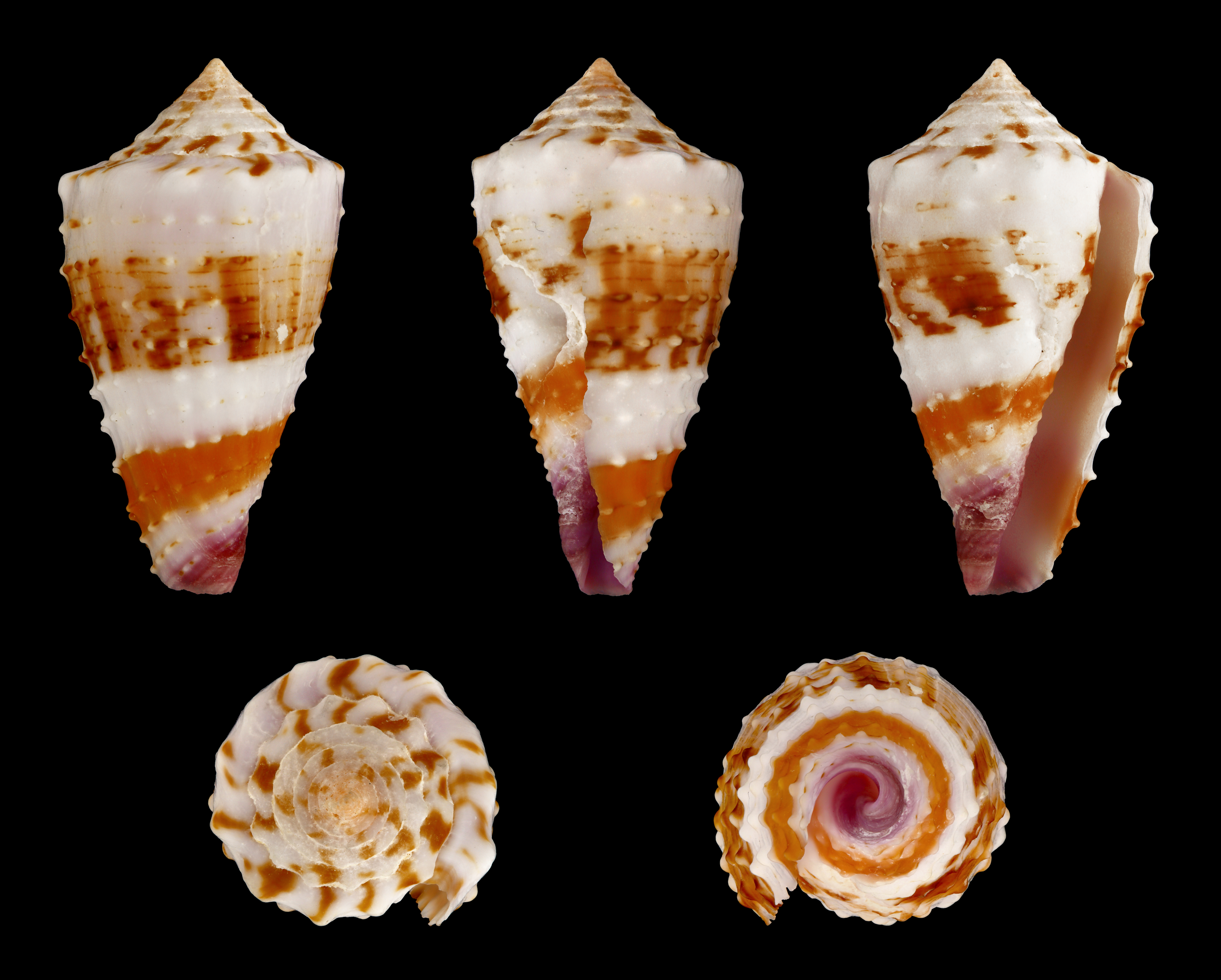
Conus floridulus
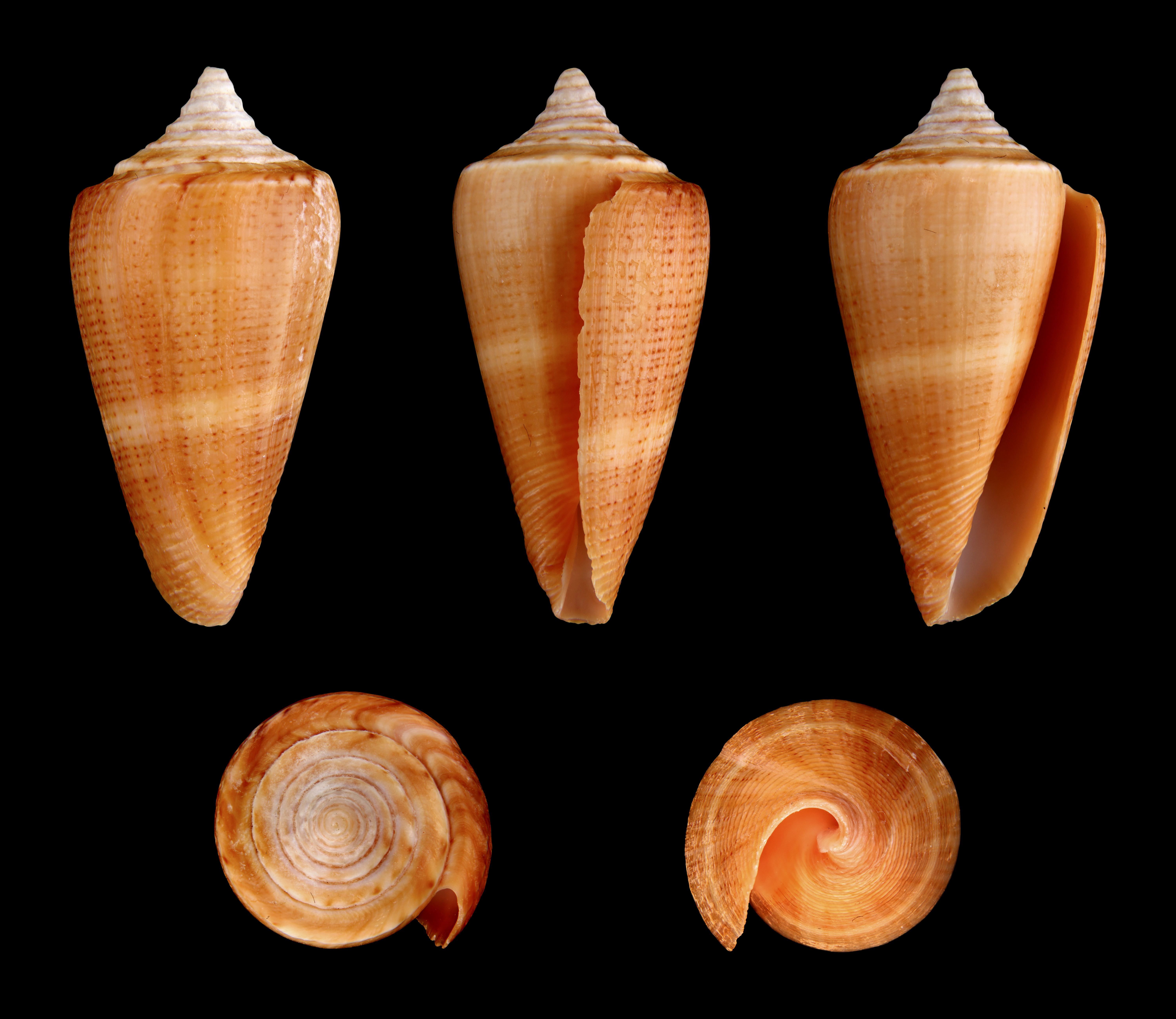
Conus furvus
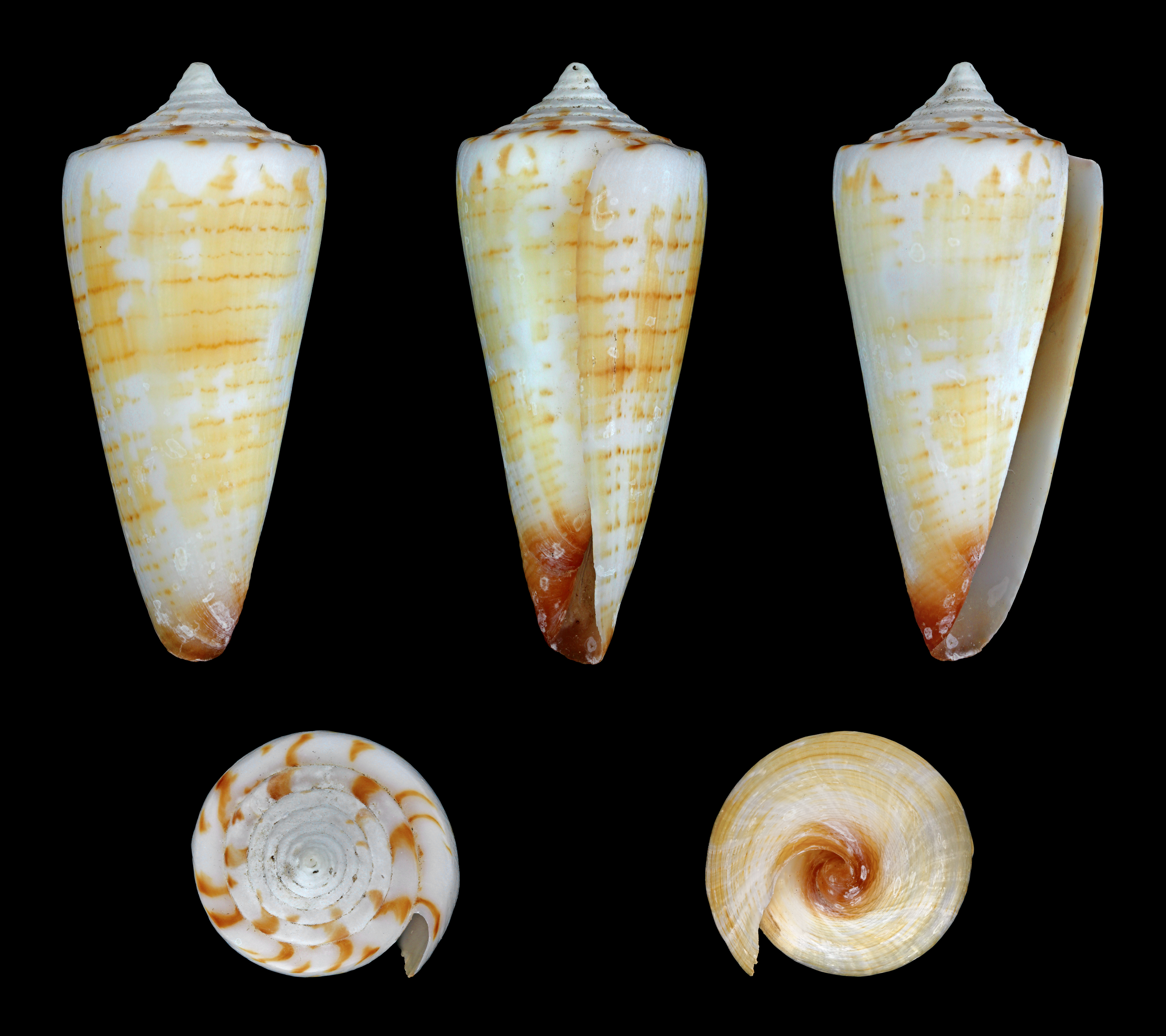
Conus generalis
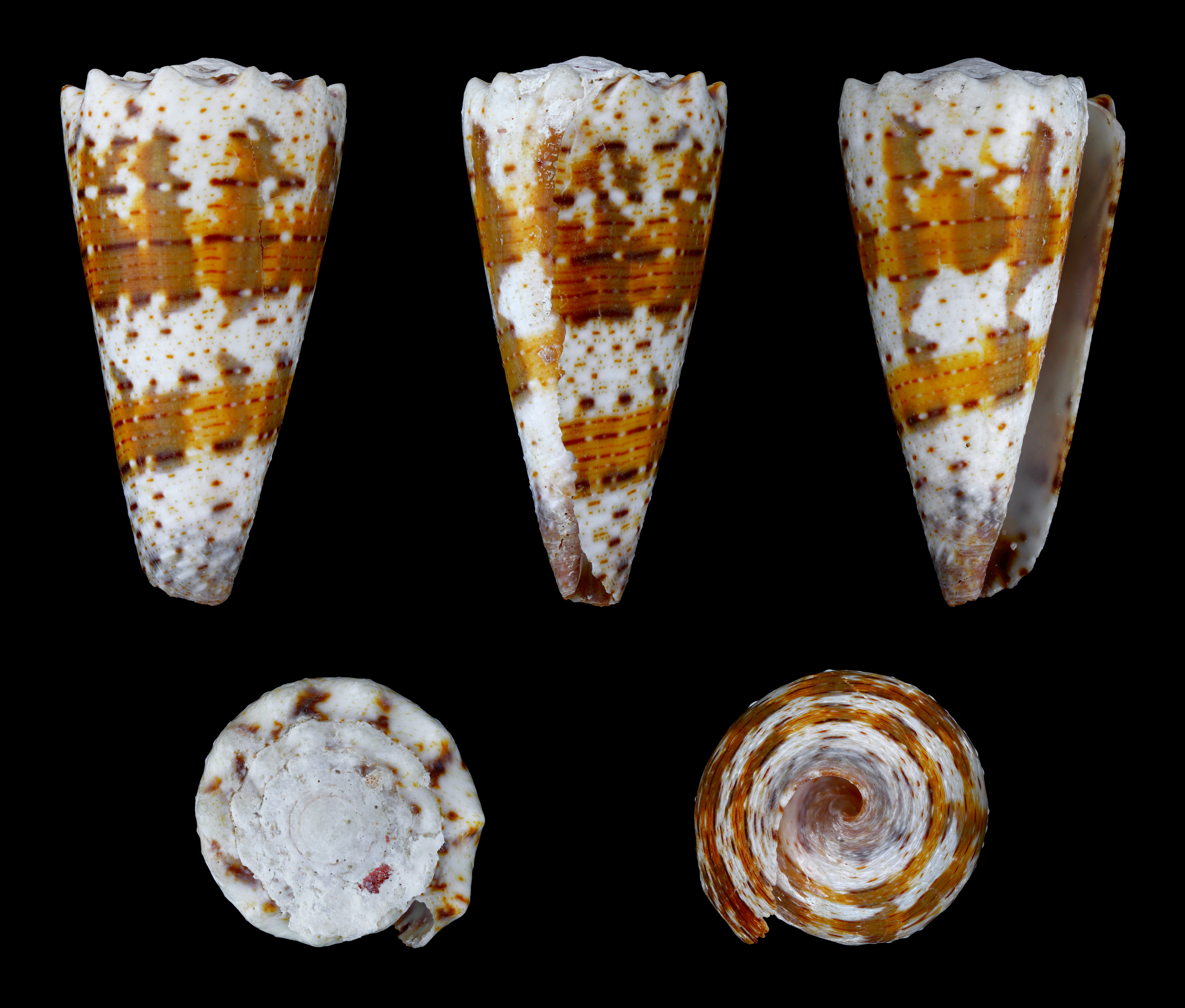
Conus imperialis
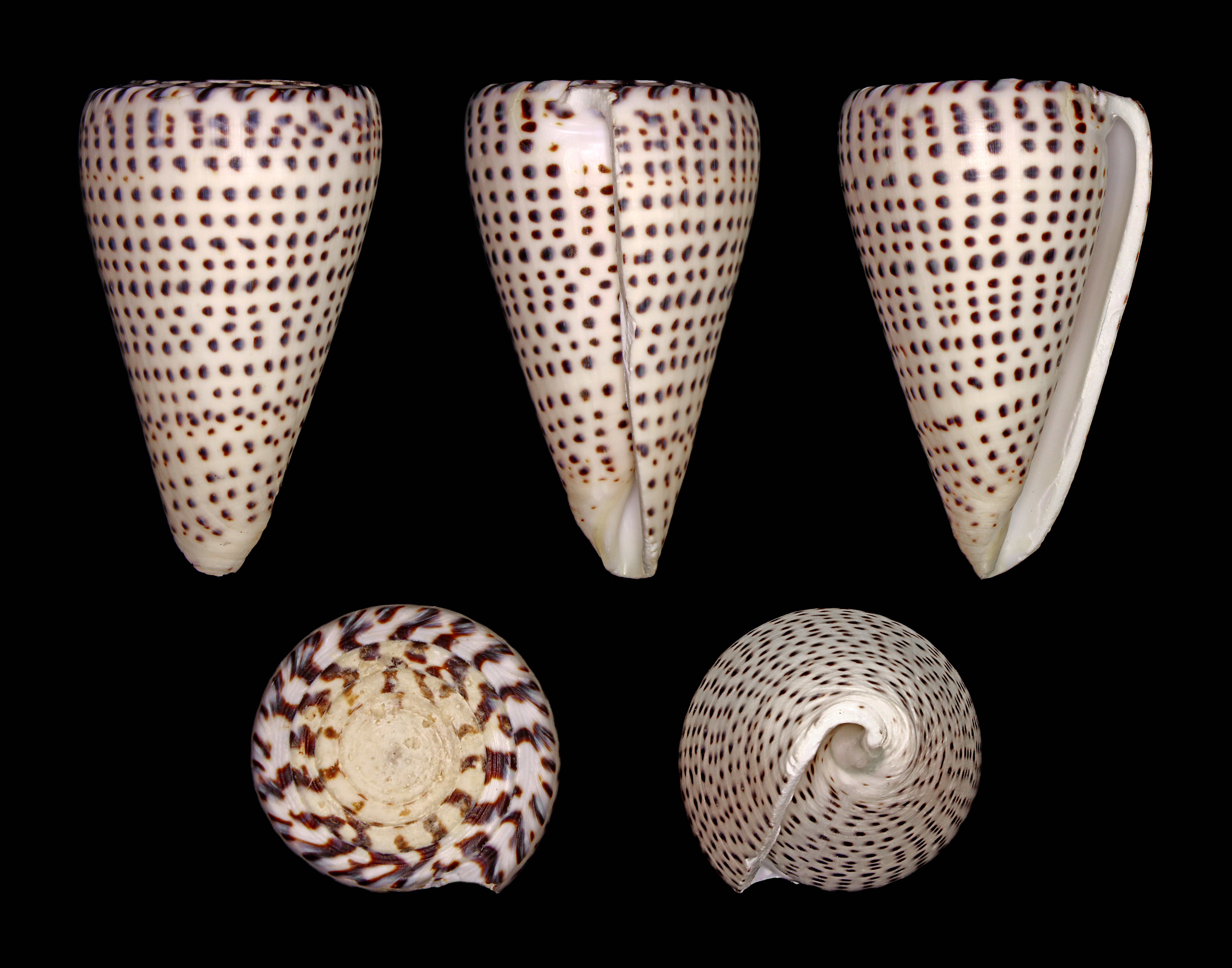
Conus leopardus
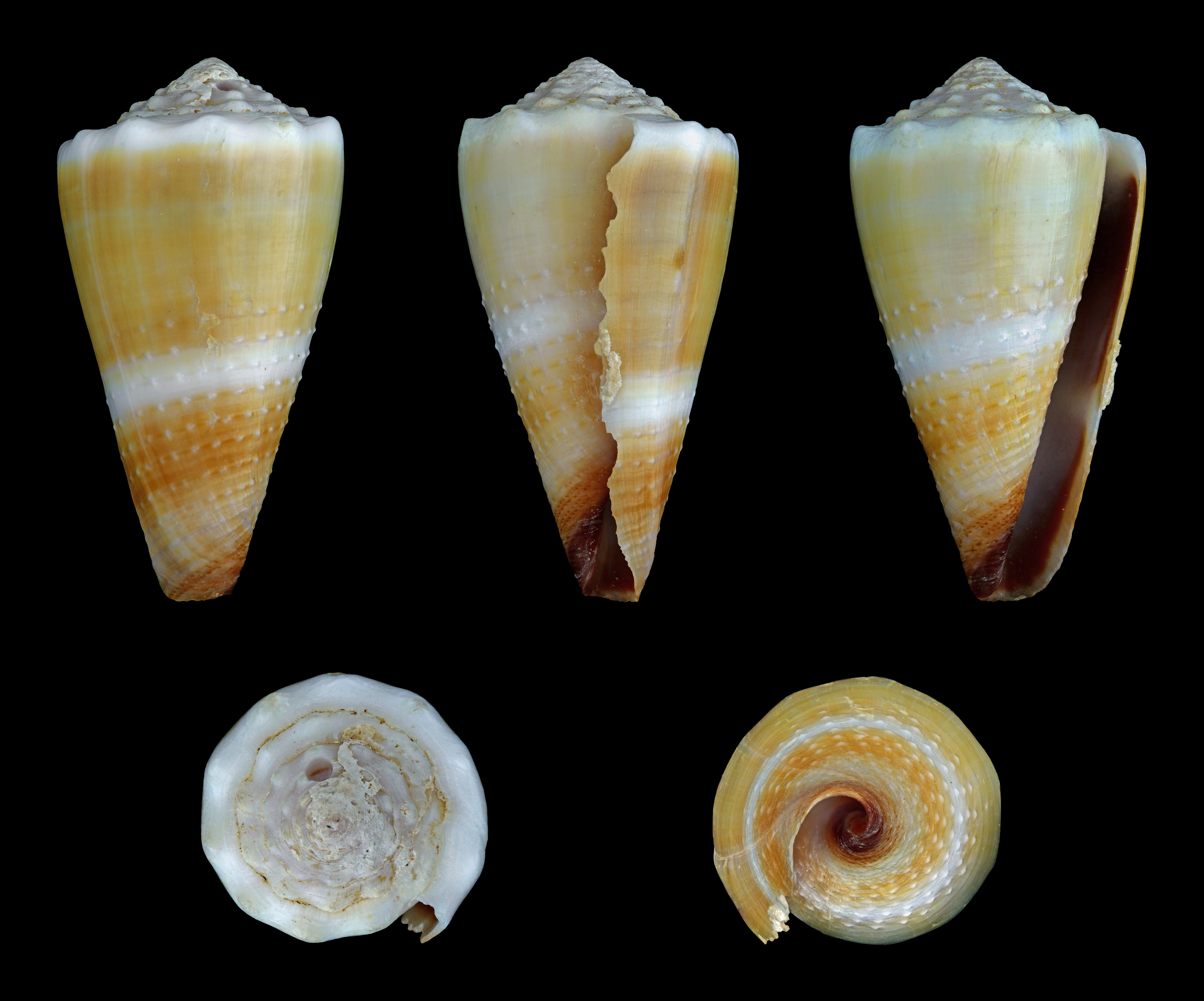
Conus lividus
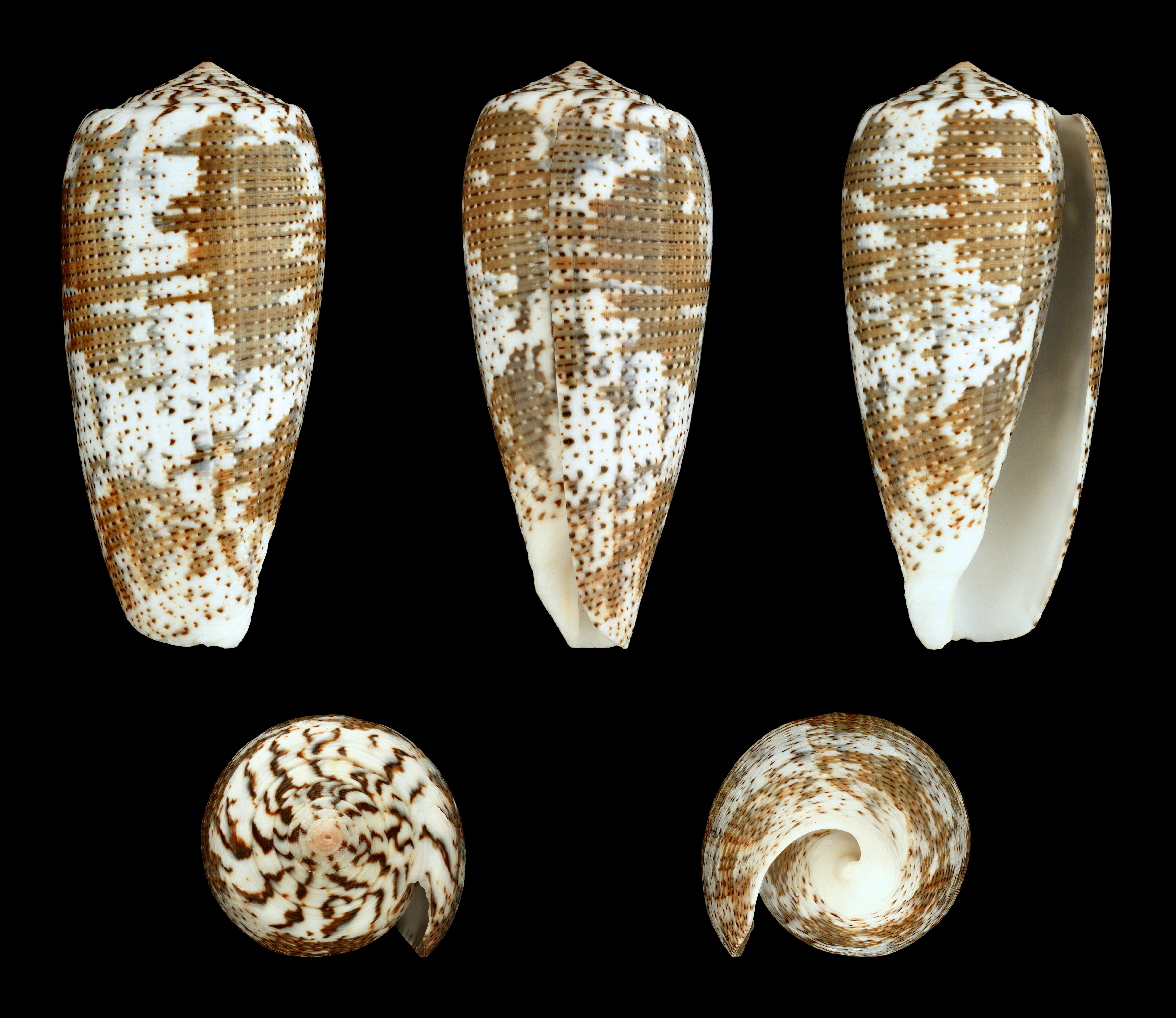
Conus magus
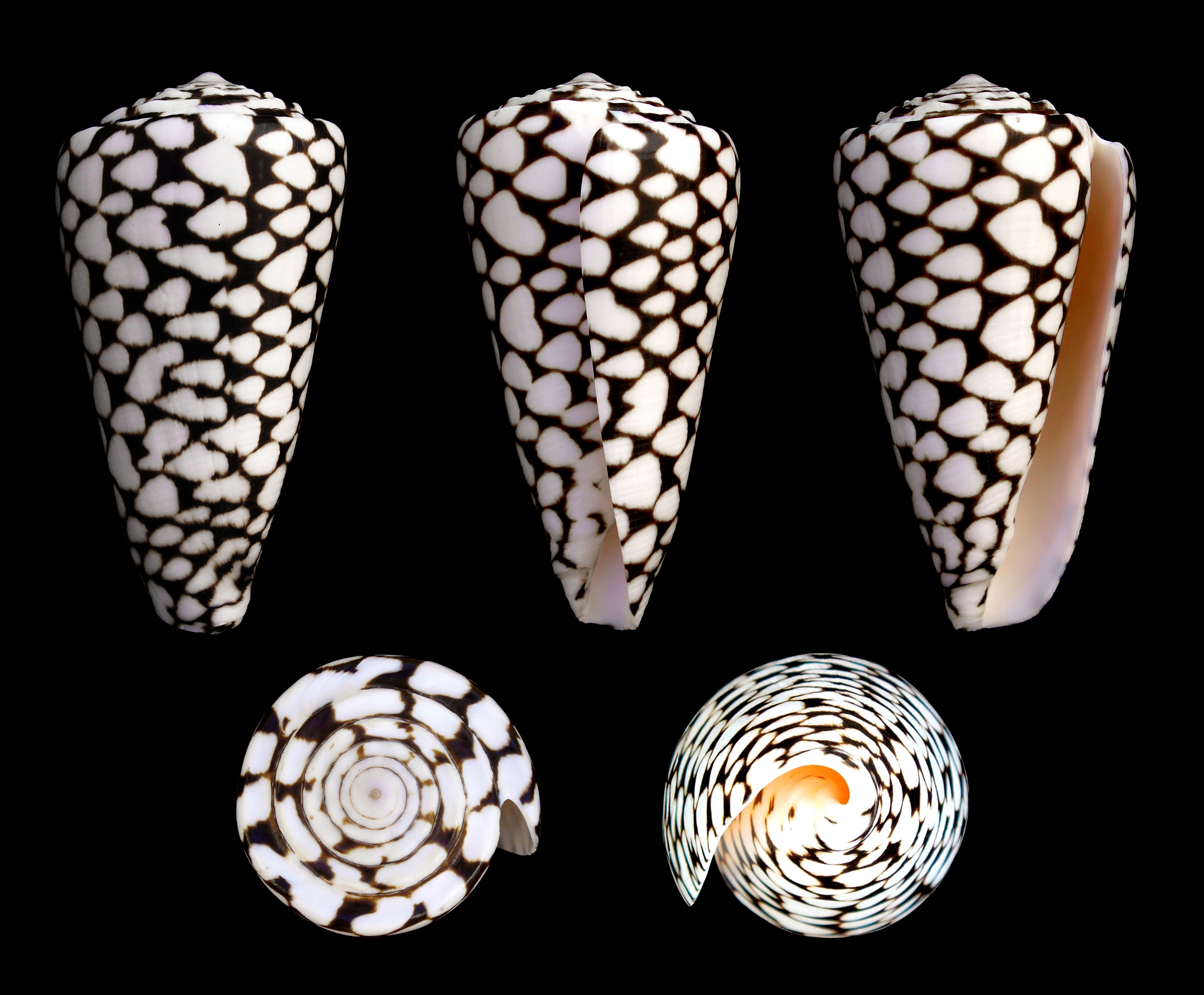
Conus marmoreus
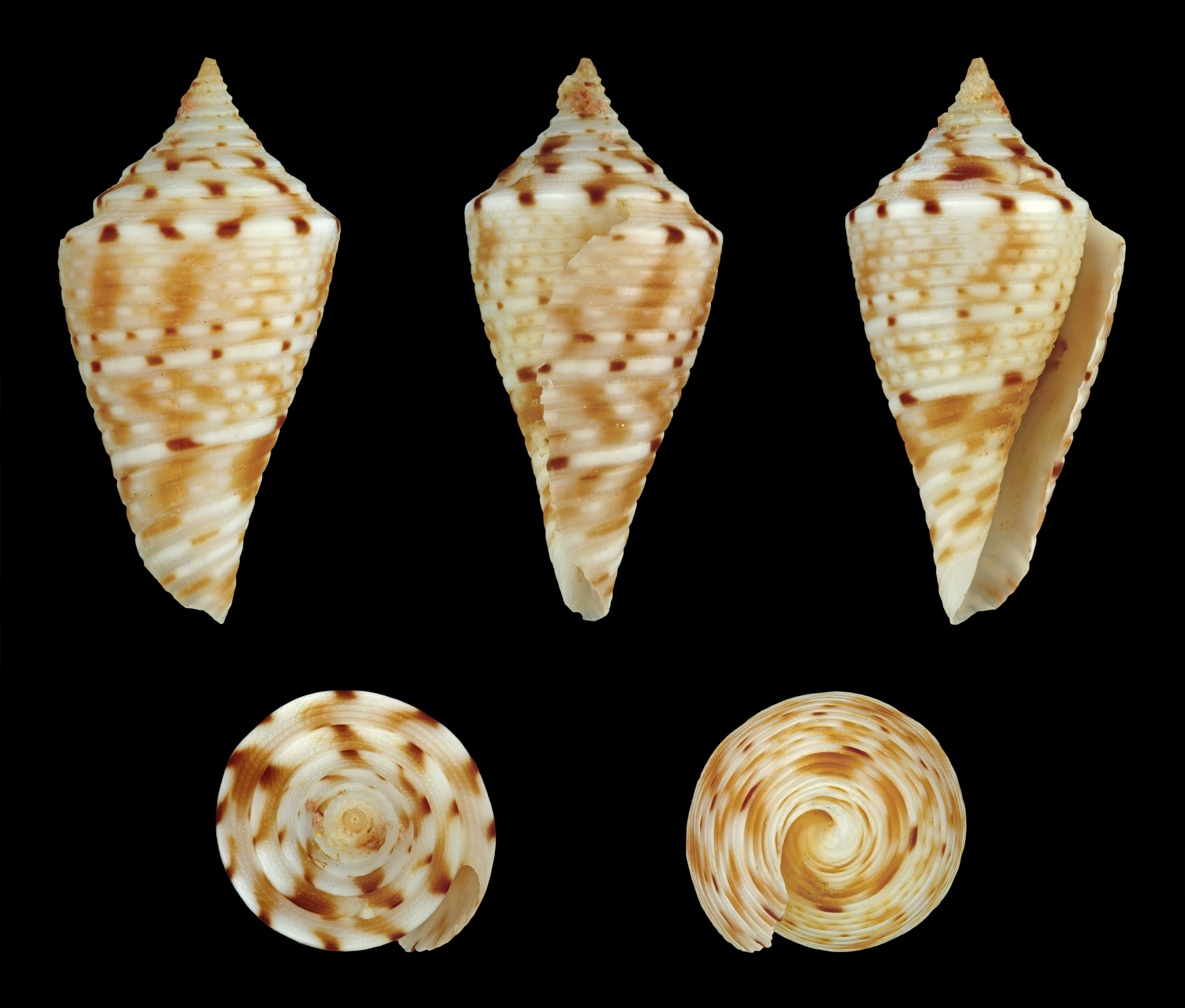
Conus memiae
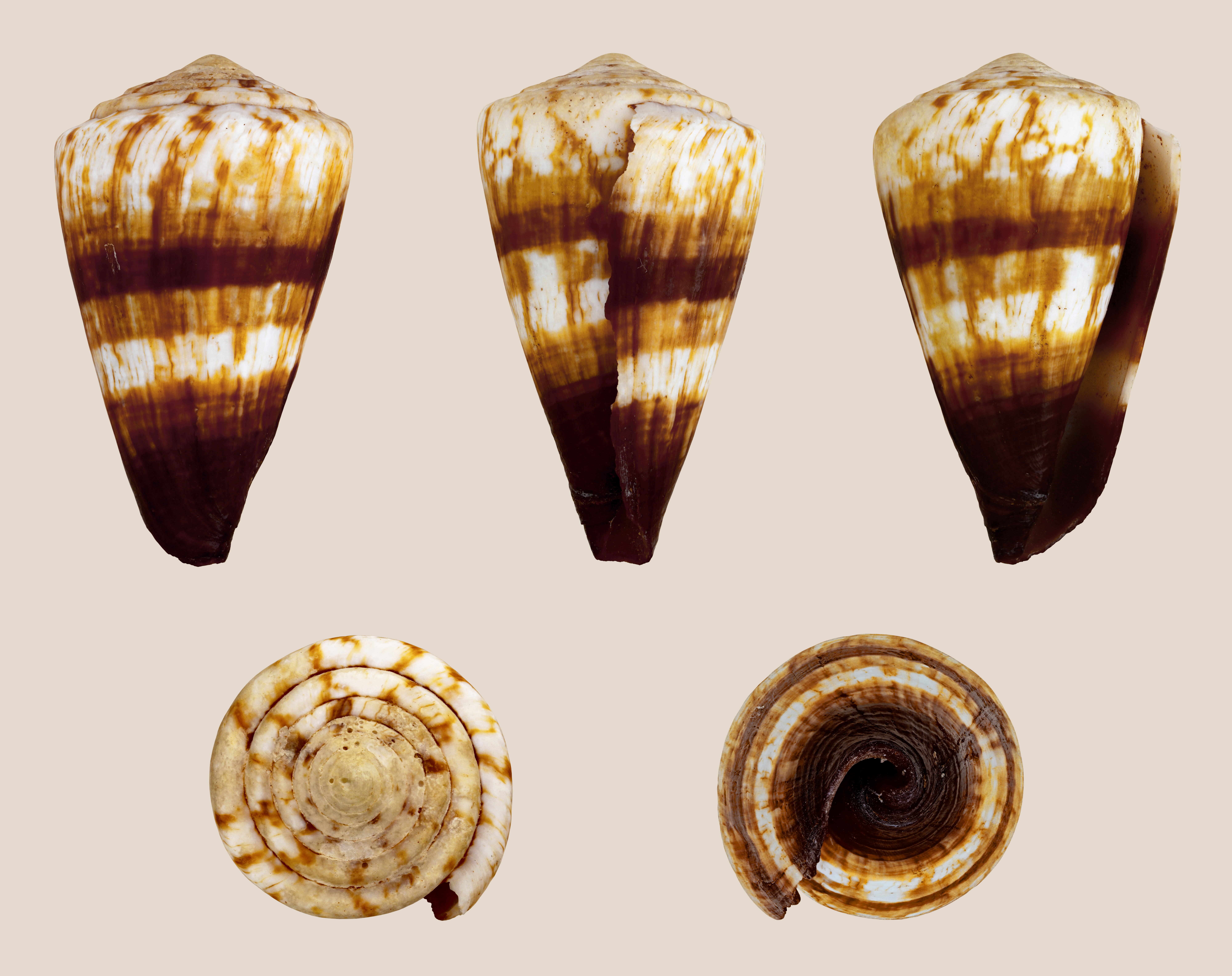
Conus miles
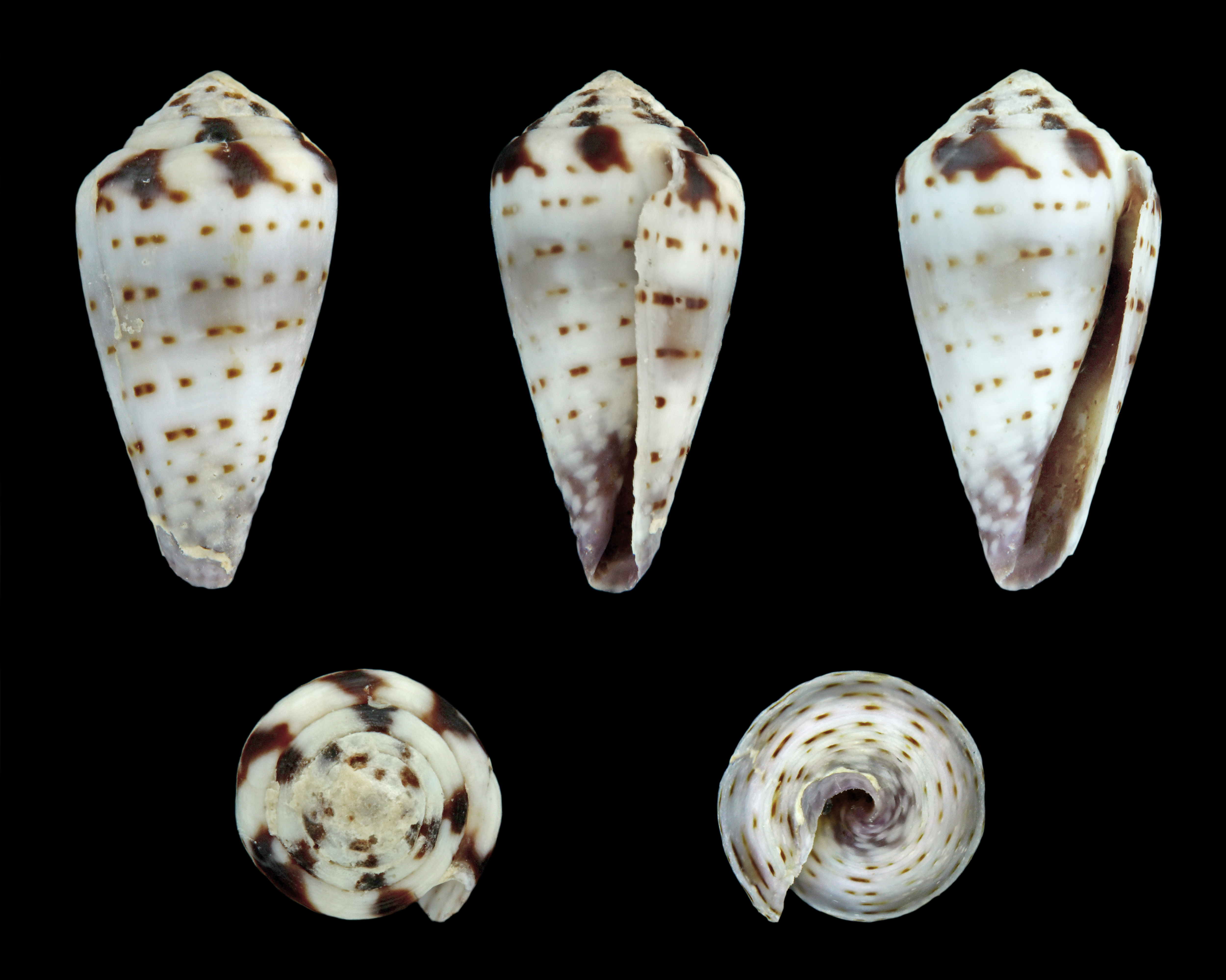
Conus musicus
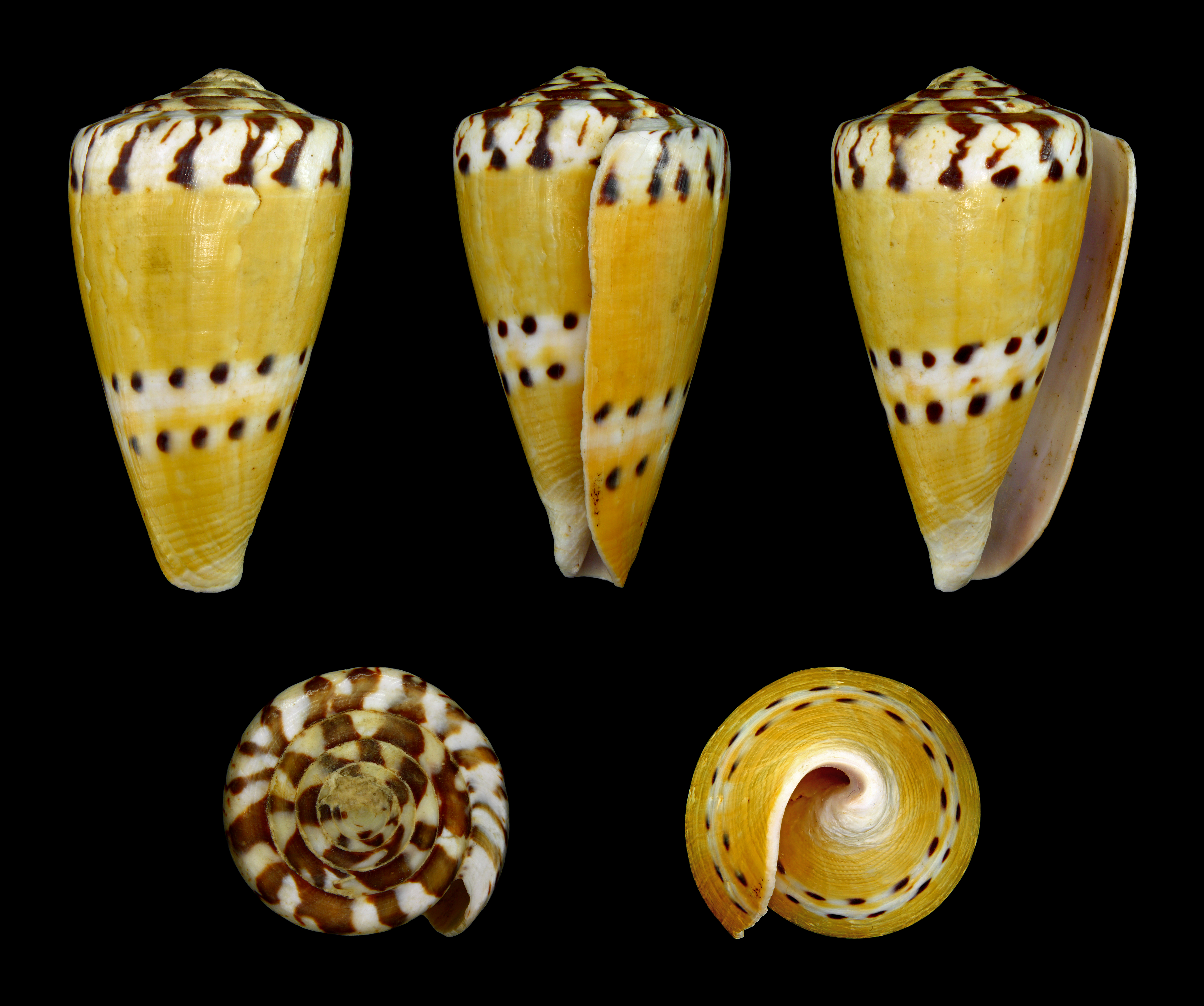
Conus mustelinus
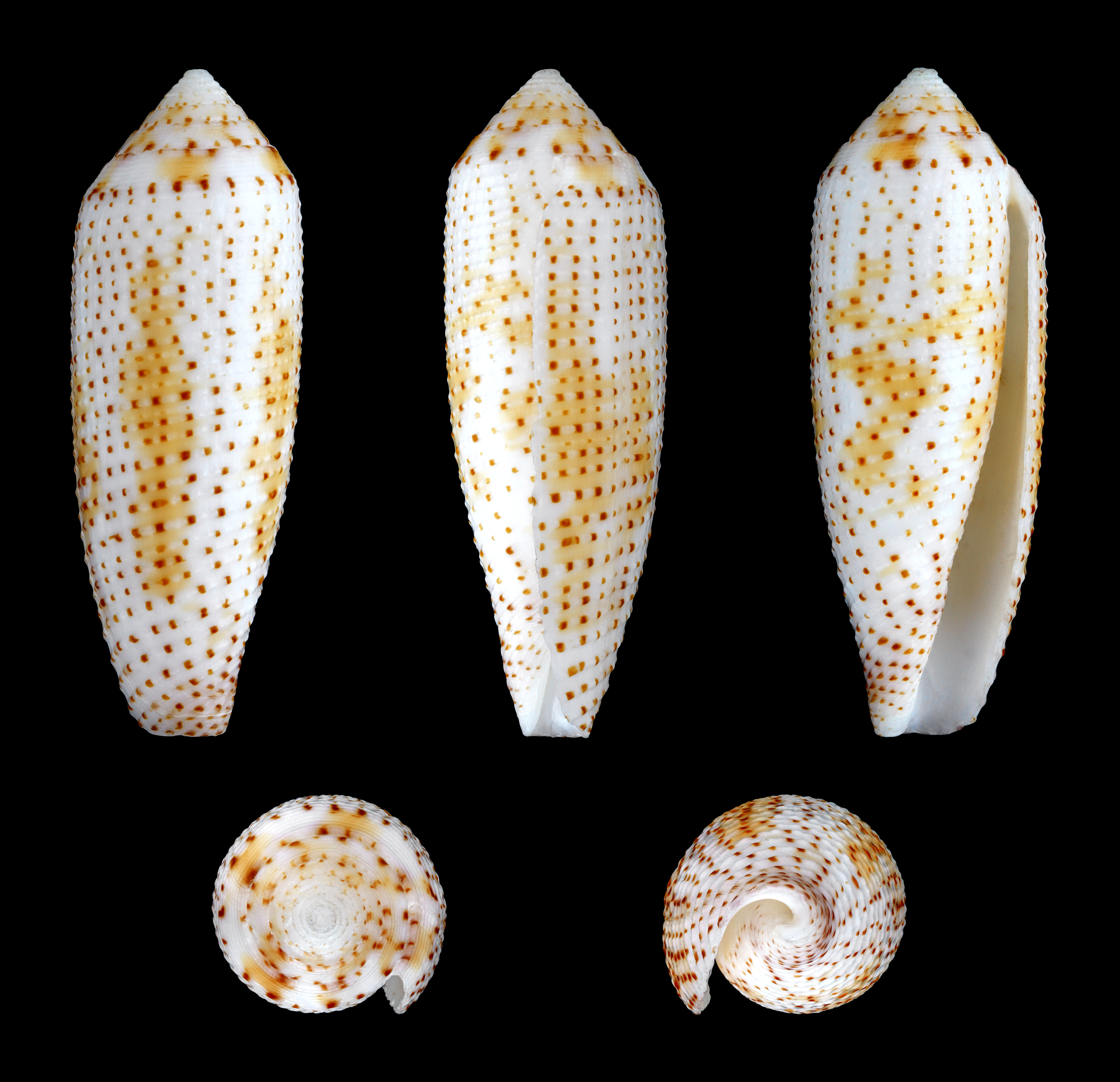
Conus nussatella
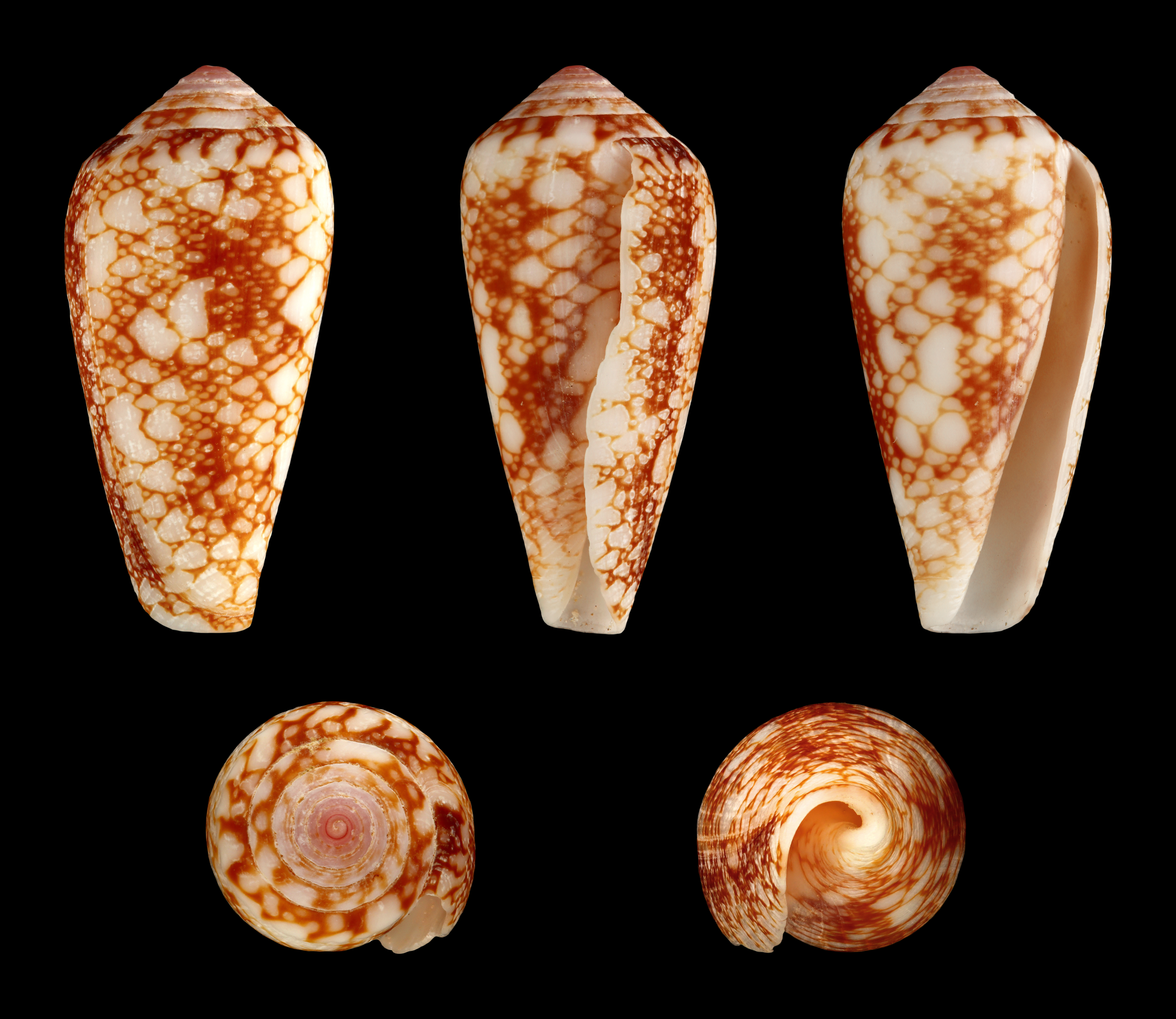
Conus omaria
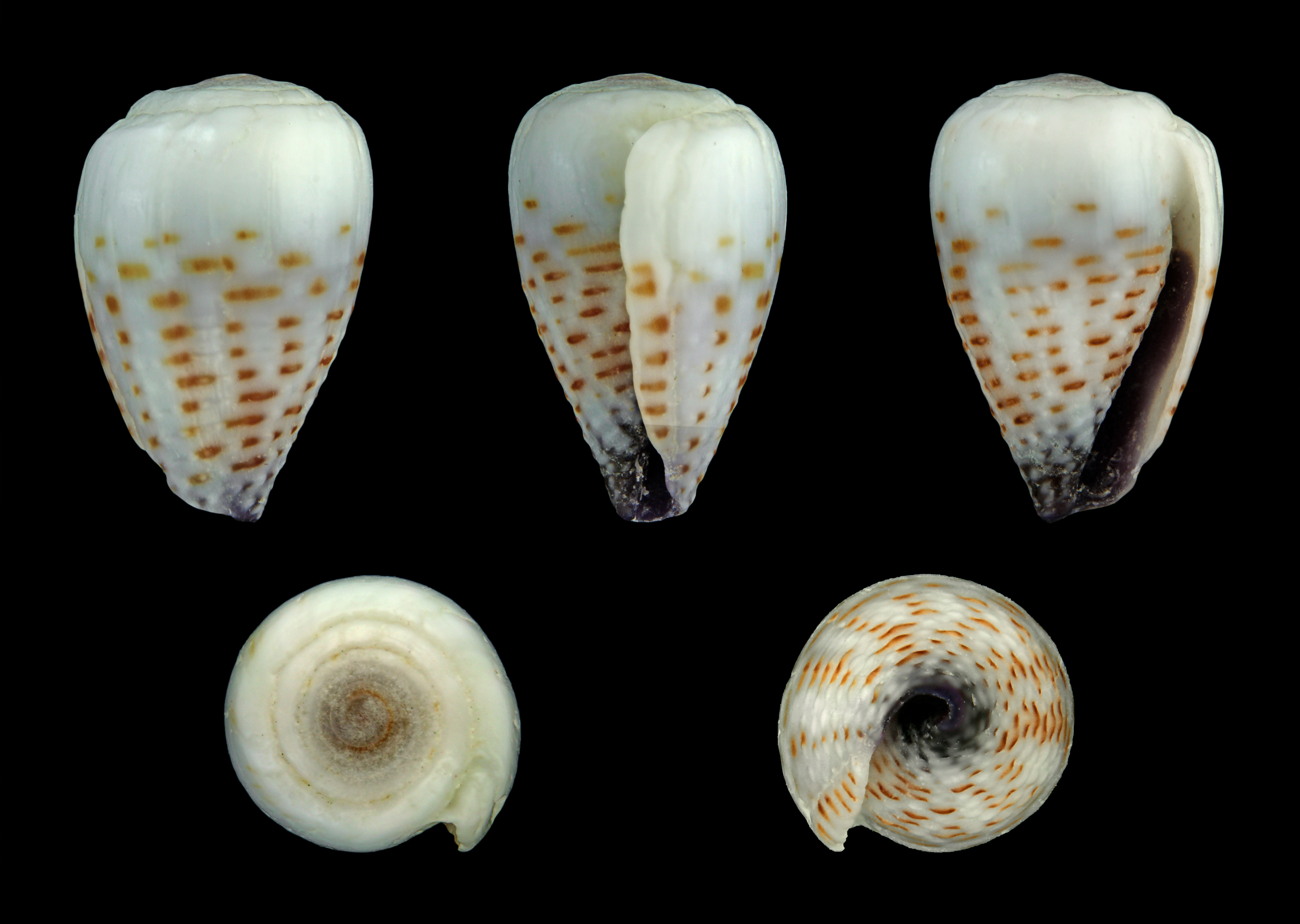
Conus parvatus
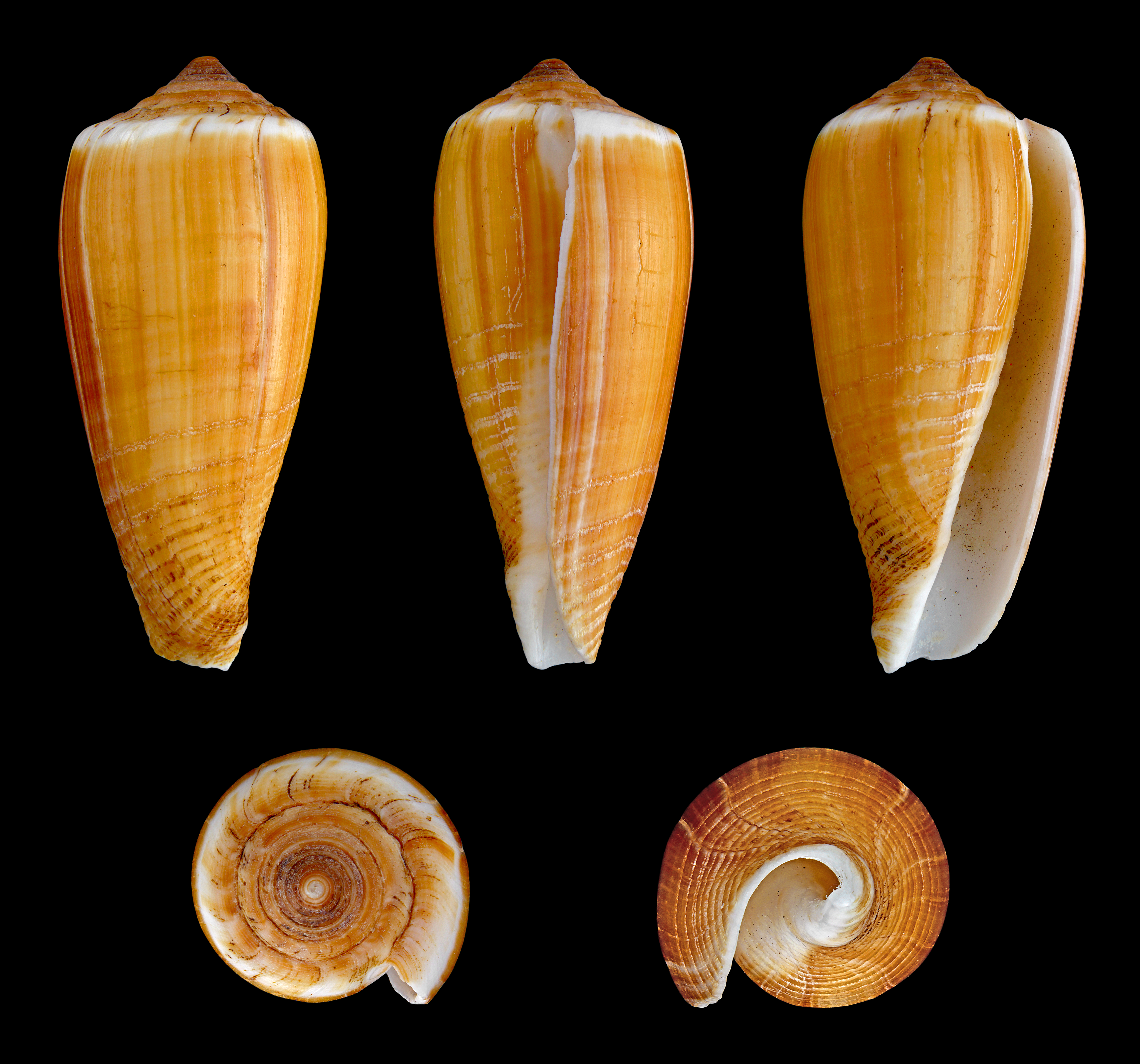
Conus radiatus
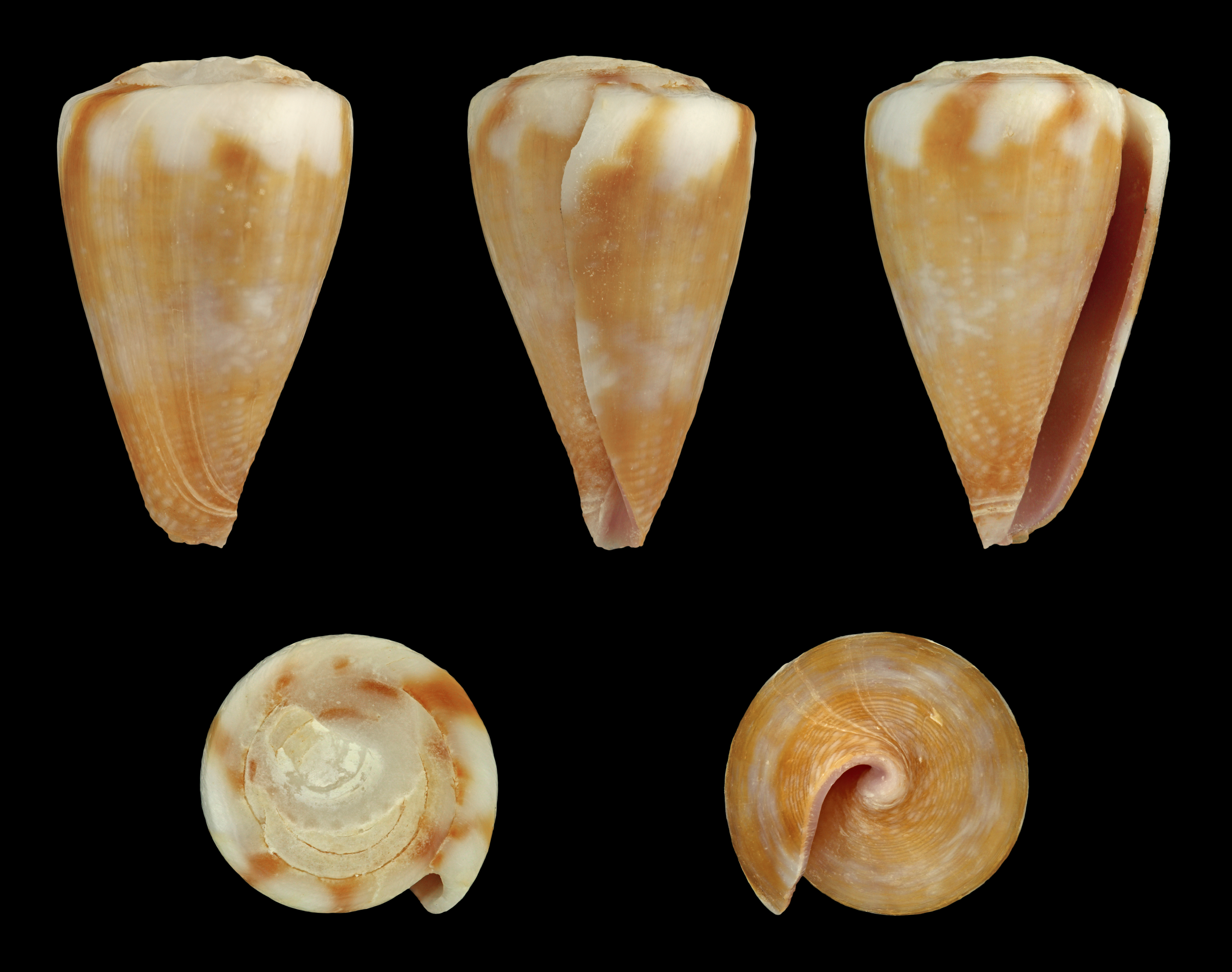
Conus rattus
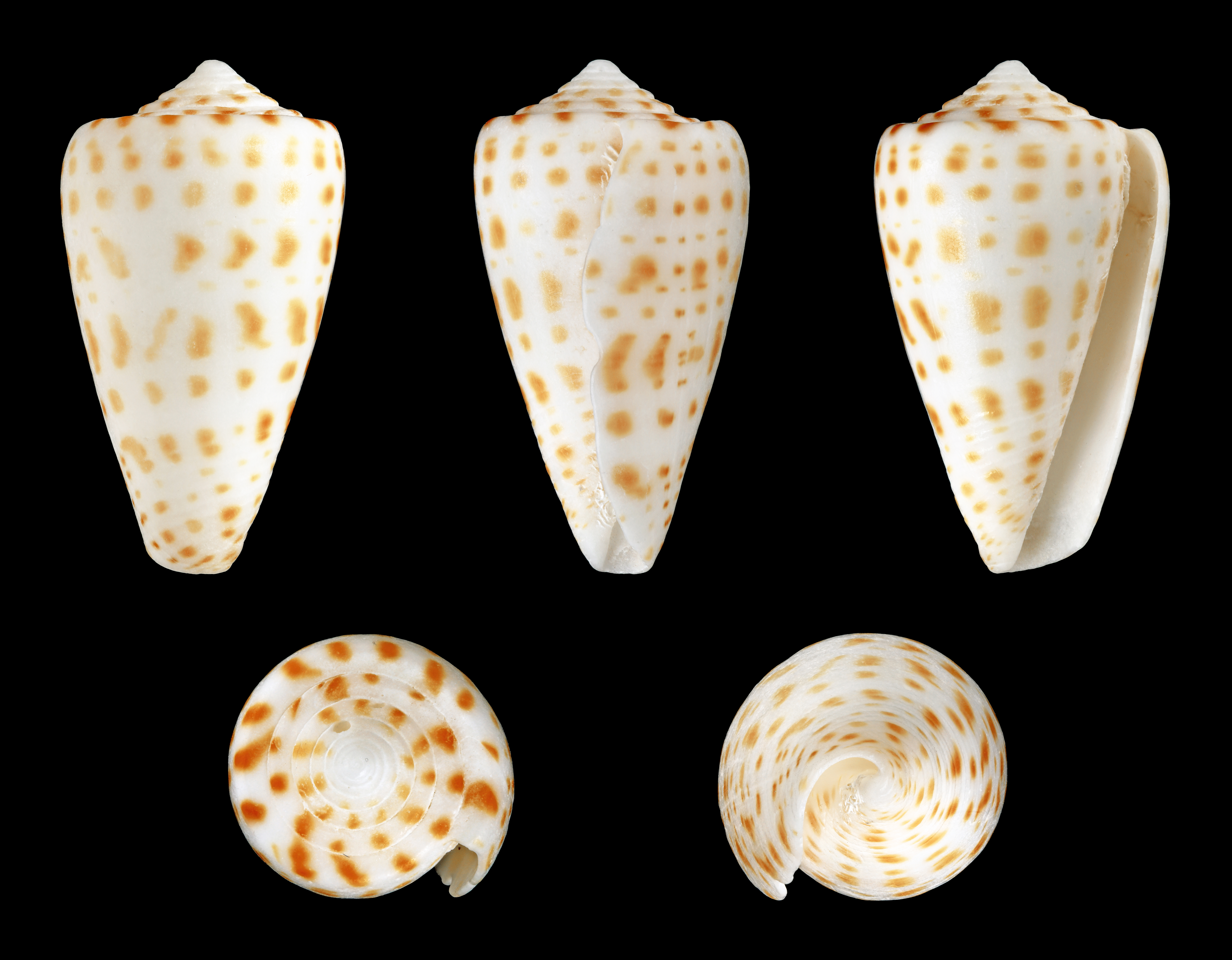
Conus spurius
Conus textile
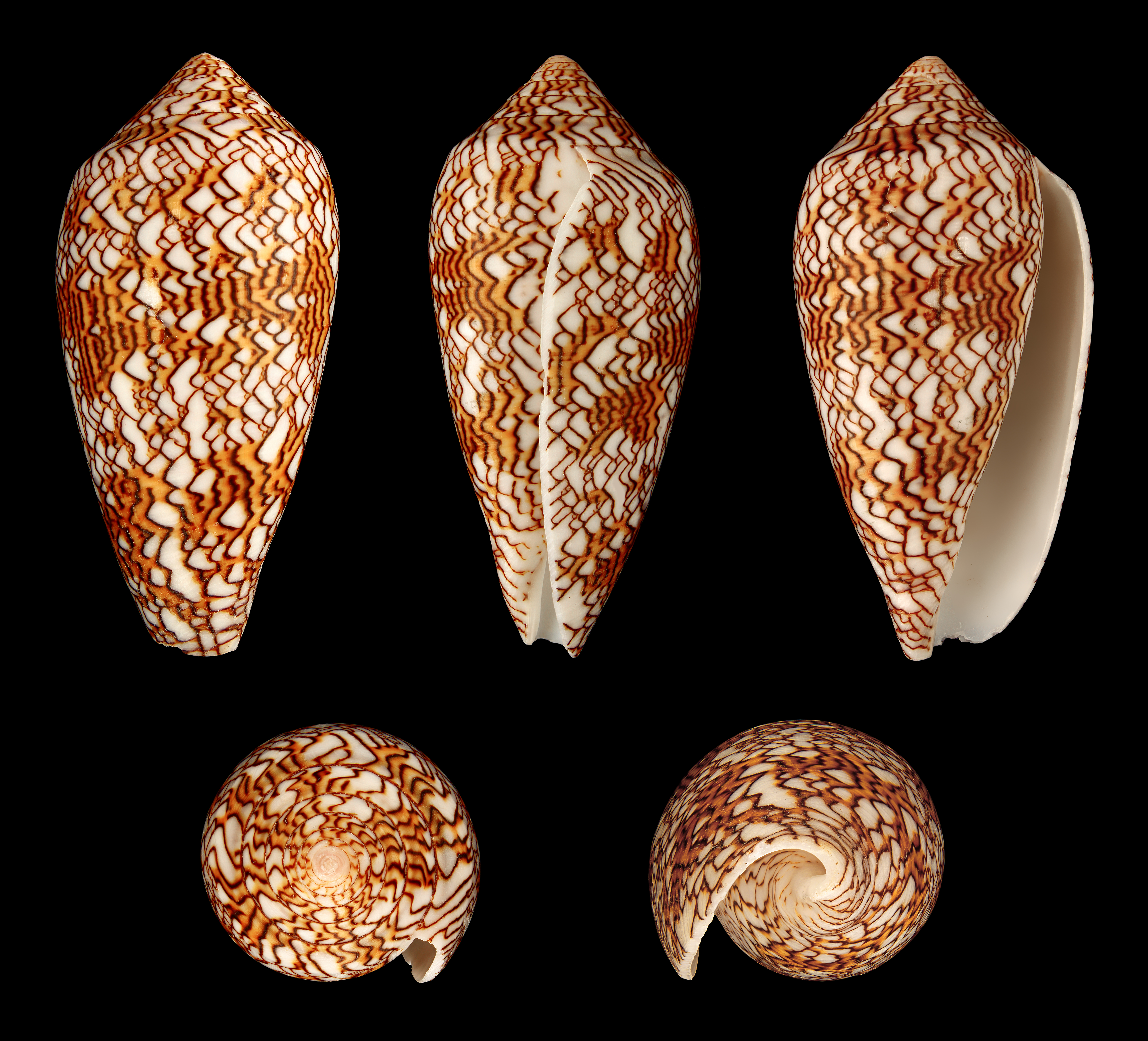
Conus tinianus
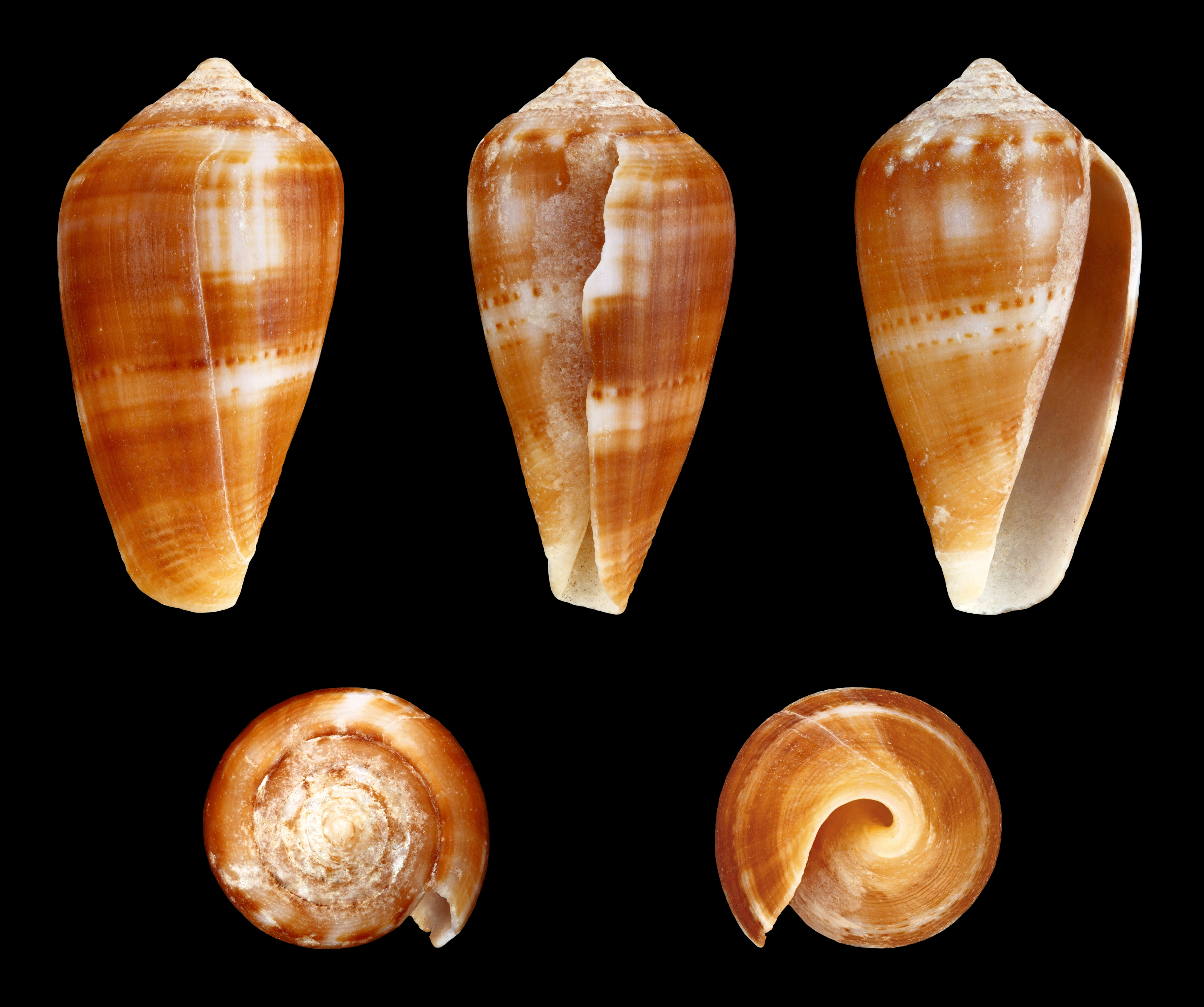
Conus tribblei
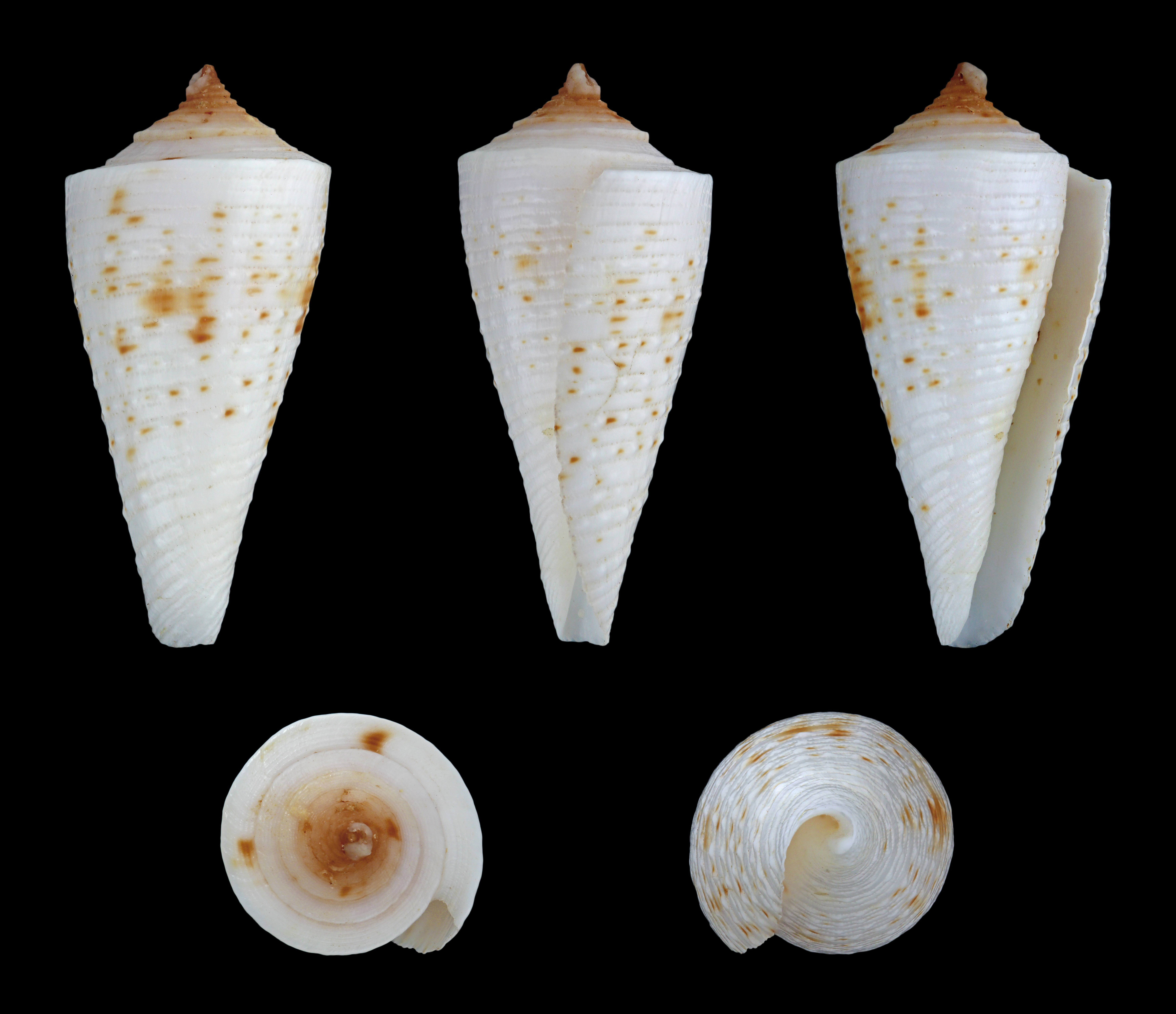
Conus ventricosus
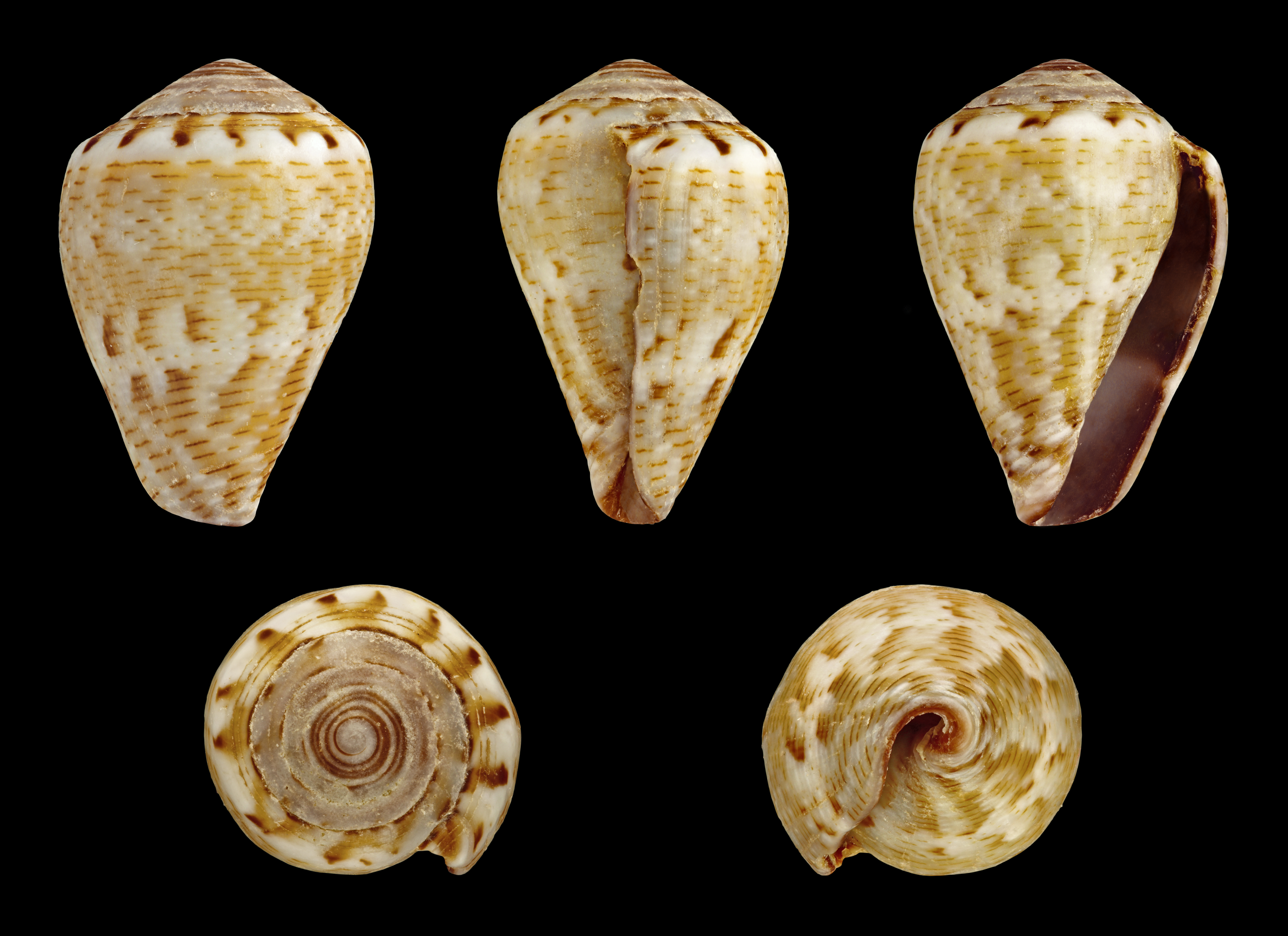
Conus vexillum
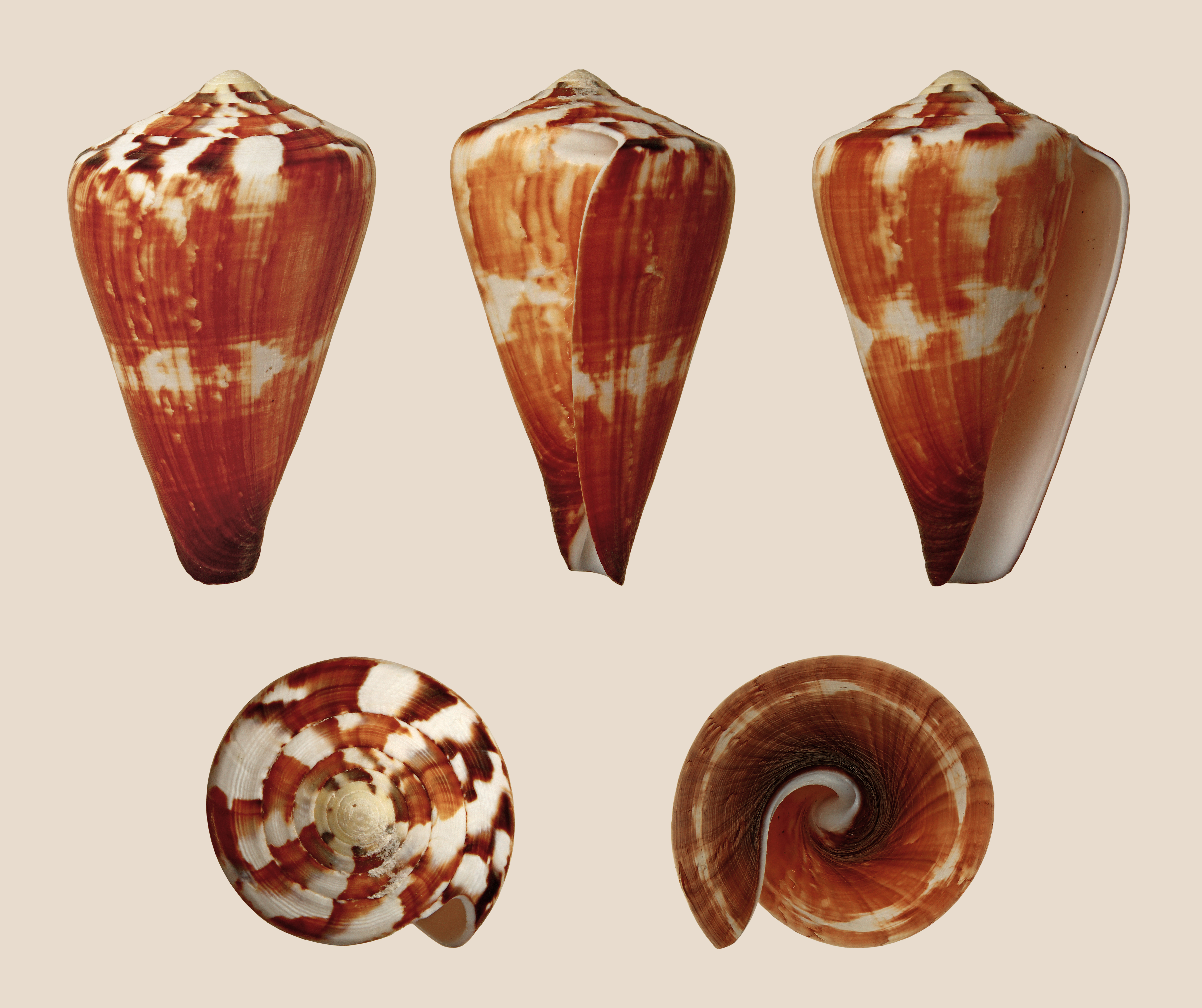
Conus vexillum

## Synonymie
Le genre Conus admet de nombreux synonymes :
- Afonsoconus J. K. Tucker & Tenorio, 2013
- Africonus Petuch, 1975
- Afroconus Petuch, 1975
- Arubaconus Petuch, 2013
- Asprella Schaufuss, 1869
- Atlanticonus Petuch & Sargent, 2012
- Attenuiconus Petuch, 2013
- Austroconus J. K. Tucker & Tenorio, 2009
- Bermudaconus Petuch, 2013
- Brasiliconus Petuch, 2013
- Calamiconus J. K. Tucker & Tenorio, 2009
- Calibanus da Motta, 1991
- Cariboconus Petuch, 2003
- Chelyconus Mörch, 1852
- Chelyconus (Phasmoconus) Mörch, 1852
- Cleobula Iredale, 1930
- Conasprella (Varioconus) da Motta, 1991
- Conasprelloides J. K. Tucker & Tenorio, 2009
- Continuconus J. K. Tucker & Tenorio, 2013
- Conus (Afonsoconus) J. K. Tucker & Tenorio, 2013
- Conus (Asprella) Schaufuss, 1869
- Conus (Atlanticonus) Petuch & Sargent, 2012
- Conus (Attenuiconus) Petuch, 2013
- Conus (Austroconus) J. K. Tucker & Tenorio, 2009
- Conus (Bermudaconus) Petuch, 2013
- Conus (Brasiliconus) Petuch, 2013
- Conus (Calibanus) da Motta, 1991
- Conus (Chelyconus) Mörch, 1852
- Conus (Conus) Linnaeus, 1758
- Conus (Coronaxis) Swainson, 1840
- Conus (Cylinder) Montfort, 1810
- Conus (Cylindrella) Swainson, 1840
- Conus (Darioconus) Iredale, 1930
- Conus (Dauciconus) Cotton, 1945
- Conus (Dendroconus) Swainson, 1840
- Conus (Ductoconus) da Motta, 1991
- Conus (Elisaconus) J. K. Tucker & Tenorio, 2013
- Conus (Embrikena) Iredale, 1937
- Conus (Eremiconus) J. K. Tucker & Tenorio, 2009
- Conus (Eugeniconus) da Motta, 1991
- Conus (Floraconus) Iredale, 1930
- Conus (Fraterconus) J. K. Tucker & Tenorio, 2013
- Conus (Fulgiconus) da Motta, 1991
- Conus (Gastridium) Modeer, 1793
- Conus (Genuanoconus) J. K. Tucker & Tenorio, 2009
- Conus (Harmoniconus) da Motta, 1991
- Conus (Hermes) Montfort, 1810
- Conus (Kalloconus) da Motta, 1991
- Conus (Kellyconus) Petuch, 2013
- Conus (Kioconus) da Motta, 1991
- Conus (Klemaeconus) J. K. Tucker & Tenorio, 2013
- Conus (Lamniconus) da Motta, 1991
- Conus (Lautoconus) Monterosato, 1923
- Conus (Leporiconus) Iredale, 1930
- Conus (Leptoconus) Swainson, 1840
- Conus (Lindaconus) Petuch, 2002
- Conus (Lithoconus) Mörch, 1852
- Conus (Lividoconus) Wils, 1970
- Conus (Magelliconus) da Motta, 1991
- Conus (Malagasyconus) Monnier & Tenorio, 2015
- Conus (Monteiroconus) da Motta, 1991
- Conus (Ongoconus) da Motta, 1991
- Conus (Papyriconus) J. K. Tucker & Tenorio, 2013
- Conus (Phasmoconus) Mörch, 1852
- Conus (Pionoconus) Mörch, 1852
- Conus (Plagioconus) J. K. Tucker & Tenorio, 2009 †
- Conus (Plicaustraconus) Moolenbeek, 2008
- Conus (Pseudonoduloconus) J. K. Tucker & Tenorio, 2009
- Conus (Pseudopterygia) J. K. Tucker & Tenorio, 2013
- Conus (Puncticulis) Swainson, 1840
- Conus (Purpuriconus) da Motta, 1991
- Conus (Pyruconus) Olsson, 1967
- Conus (Quasiconus) J. K. Tucker & Tenorio, 2009
- Conus (Rhizoconus) Mörch, 1852
- Conus (Rubroconus) J. K. Tucker & Tenorio, 2013
- Conus (Sandericonus) Petuch, 2013
- Conus (Sciteconus) da Motta, 1991
- Conus (Splinoconus) da Motta, 1991
- Conus (Spuriconus) Petuch, 2003
- Conus (Stephanoconus) Mörch, 1852
- Conus (Strategoconus) da Motta, 1991
- Conus (Strioconus) Thiele, 1929
- Conus (Taranteconus) M. Azuma, 1972
- Conus (Tesselliconus) da Motta, 1991
- Conus (Textilia) Swainson, 1840
- Conus (Theliconus) Swainson, 1840
- Conus (Turriconus) Shikama & Habe, 1968
- Conus (Virgiconus) Cotton, 1945
- Conus (Virroconus) Iredale, 1930
- Conus (Vituliconus) da Motta, 1991
- Cornutoconus M. Suzuki, 1972
- Coronaxis Swainson, 1840
- Coronaxis (Cylindrella) Swainson, 1840
- Coronaxis (Tuliparia) Swainson, 1840
- Cucullus Röding, 1798
- Cylinder Montfort, 1810
- Cylindrus Batsch, 1789
- Darioconus Iredale, 1930
- Dauciconus Cotton, 1945
- Dauciconus (Dauciconus) Cotton, 1945
- Dendroconus Swainson, 1840
- Dendroconus (Erythroconus) da Motta, 1991
- Dendroconus (Harmoniconus) da Motta, 1991
- Dendroconus (Ketyconus) da Motta, 1991
- Dendroconus (Lithoconus) Mörch, 1852
- Dendroconus (Sciteconus) da Motta, 1991
- Dendroconus (Socioconus) da Motta, 1991
- Dendroconus (Splinoconus) da Motta, 1991
- Dendroconus (Strioconus) Thiele, 1929
- Dendroconus (Tesselliconus) da Motta, 1991
- Ductoconus da Motta, 1991
- Dyraspis Iredale, 1949
- Elisaconus J. K. Tucker & Tenorio, 2013
- Embrikena Iredale, 1937
- Eremiconus J. K. Tucker & Tenorio, 2009
- Erythroconus da Motta, 1991
- Eugeniconus da Motta, 1991
- Floraconus Iredale, 1930
- Floraconus (Sciteconus) da Motta, 1991
- Fraterconus J. K. Tucker & Tenorio, 2013
- Fulgiconus da Motta, 1991
- Gastridium Modeer, 1793
- Genuanoconus J. K. Tucker & Tenorio, 2009
- Gladioconus J. K. Tucker & Tenorio, 2009
- Gradiconus da Motta, 1991
- Graphiconus da Motta, 1991
- Harmoniconus da Motta, 1991
- Hermes Montfort, 1810
- Hermes (Heroconus) da Motta, 1991
- Hermes (Magelliconus) da Motta, 1991
- Isoconus J. K. Tucker & Tenorio, 2013
- Kalloconus da Motta, 1991
- Kalloconus (Trovaoconus) J. K. Tucker & Tenorio, 2009
- Kellyconus Petuch, 2013
- Ketyconus da Motta, 1991
- Kioconus da Motta, 1991
- Kioconus (Isoconus) J. K. Tucker & Tenorio, 2013
- Kioconus (Nitidoconus) J. K. Tucker & Tenorio, 2013
- Kioconus (Ongoconus) da Motta, 1991
- Klemaeconus J. K. Tucker & Tenorio, 2013
- Kurodaconus Shikama & Habe, 1968
- Lamniconus da Motta, 1991
- Lautoconus Monterosato, 1923
- Lautoconus (Lautoconus) Monterosato, 1923
- Leporiconus Iredale, 1930
- Leptoconus Swainson, 1840
- Leptoconus (Calibanus) da Motta, 1991
- Leptoconus (Chelyconus) Mörch, 1852
- Leptoconus (Gradiconus) da Motta, 1991
- Leptoconus (Graphiconus) da Motta, 1991
- Leptoconus (Lamniconus) da Motta, 1991
- Leptoconus (Phasmoconus) Mörch, 1852
- Leptoconus (Protoconus) da Motta, 1991
- Leptoconus (Purpuriconus) da Motta, 1991
- Leptoconus (Rhizoconus) Mörch, 1852
- Leptoconus (Thoraconus) da Motta, 1991
- Lindaconus Petuch, 2002
- Lithoconus Mörch, 1852
- Lividiconus [sic] (misspelling)
- Lividoconus Wils, 1970
- Magelliconus da Motta, 1991
- Miliariconus J. K. Tucker & Tenorio, 2009
- Mitraconus J. K. Tucker & Tenorio, 2013
- Monteiroconus da Motta, 1991
- Nataliconus J. K. Tucker & Tenorio, 2009
- Nimboconus J. K. Tucker & Tenorio, 2013
- Nitidoconus J. K. Tucker & Tenorio, 2013
- Nubecula Herrmanssen, 1847
- Papyriconus J. K. Tucker & Tenorio, 2013
- Phasmaconus [sic] (misspelling by Shuto, 1969)
- Phasmoconus Mörch, 1852
- Phasmoconus (Fulgiconus) da Motta, 1991
- Phasmoconus (Graphiconus) da Motta, 1991
- Phasmoconus (Nimboconus) J. K. Tucker & Tenorio, 2013
- Phasmoconus (Phasmoconus) Mörch, 1852
- Pictoconus Limpalaër & Monnier, 2018
- Pionoconus Mörch, 1852
- Plagioconus J. K. Tucker & Tenorio, 2009 †
- Plicaustraconus Moolenbeek, 2008
- Poremskiconus Petuch, 2013
- Protoconus da Motta, 1991
- Protostrioconus J. K. Tucker & Tenorio, 2009
- Pseudohermes J. K. Tucker & Tenorio, 2013
- Pseudonoduloconus J. K. Tucker & Tenorio, 2009
- Pseudopterygia J. K. Tucker & Tenorio, 2013
- Puncticulis Swainson, 1840
- Purpuriconus da Motta, 1991
- Pyruconus Olsson, 1967
- Quasiconus J. K. Tucker & Tenorio, 2009
- Regiconus Iredale, 1930
- Rhizoconus Mörch, 1852
- Rhombiconus J. K. Tucker & Tenorio, 2009
- Rhombus Montfort, 1810
- Rolaniconus J. K. Tucker & Tenorio, 2009
- Rollus Montfort, 1810
- Rubroconus J. K. Tucker & Tenorio, 2013
- Sandericonus Petuch, 2013
- Sciteconus da Motta, 1991
- Seminoleconus Petuch, 2003
- Splinoconus da Motta, 1991
- Spuriconus Petuch, 2003
- Stellaconus J. K. Tucker & Tenorio, 2009
- Stephanoconus Mörch, 1852
- Strategoconus da Motta, 1991
- Strategoconus (Vituliconus) da Motta, 1991
- Strioconus Thiele, 1929
- Sulciconus Bielz, 1869
- Taranteconus M. Azuma, 1972
- Tenorioconus Petuch & Drolshagen, 2011
- Tesselliconus da Motta, 1991
- Textilia Swainson, 1840
- Textiliinae da Motta, 1995
- Thalassiconus J. K. Tucker & Tenorio, 2013
- Thoraconus da Motta, 1991
- Trovaoconus J. K. Tucker & Tenorio, 2009
- Tuckericonus Petuch, 2013
- Turriconus Shikama & Habe, 1968
- Turriconus (Kurodaconus) Shikama & Habe, 1968
- Turriconus (Mitraconus) J. K. Tucker & Tenorio, 2013
- Turriconus (Turriconus) Shikama & Habe, 1968
- Utriculus Schumacher, 1817
- Varioconus da Motta, 1991
- Virgiconus Cotton, 1945
- Virroconus Iredale, 1930
- Vituliconus da Motta, 1991